# Église de la Madonna dell'Orto
L'église de la Madonna dell'Orto (la Vierge du Jardin) est un édifice religieux situé à Venise, dans le sestiere de Cannaregio, le long du Rio de la Madona de l'Orto et face au rio Brazzo.

## Histoire

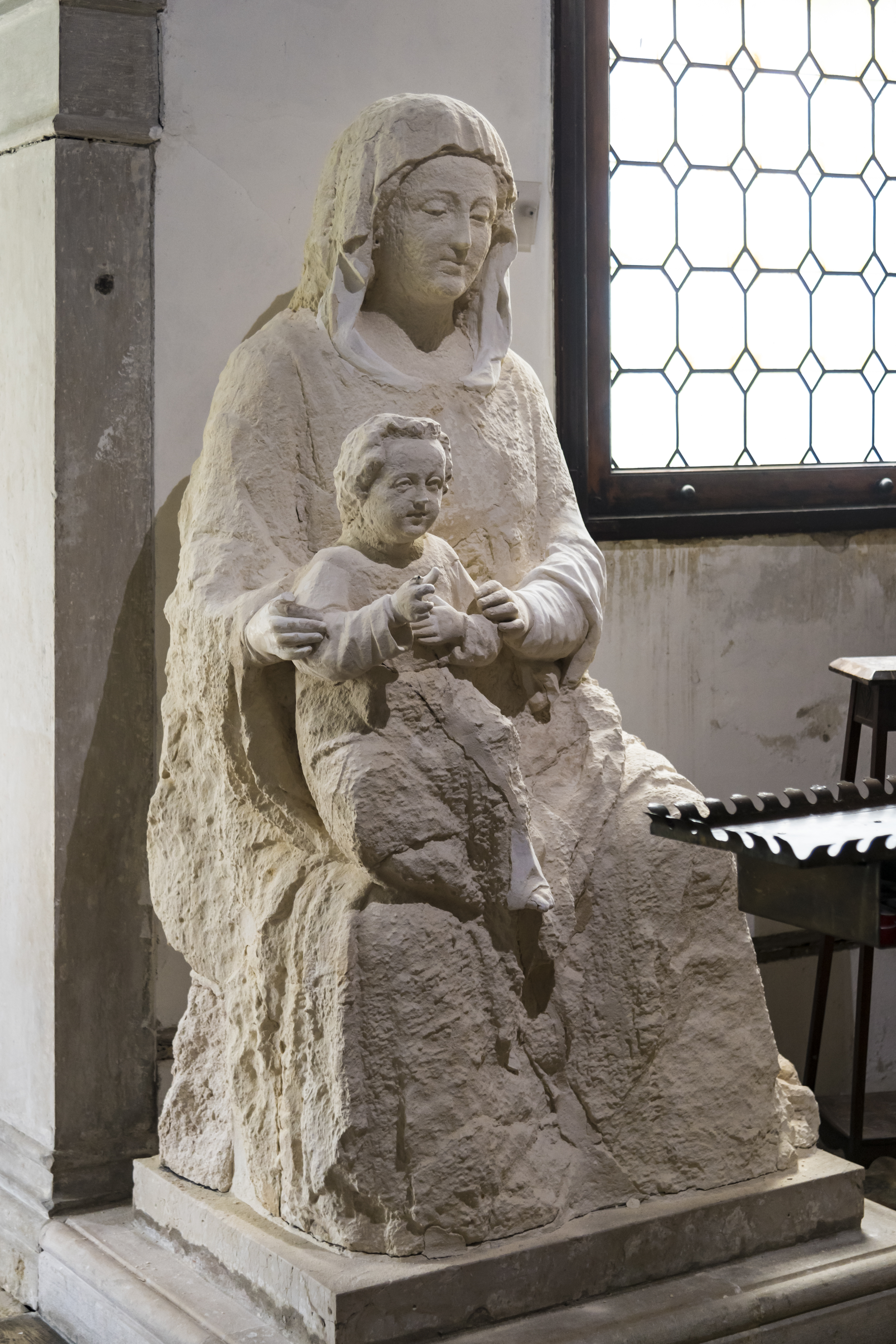
La statue de la Madonna dell'Orto

L'église a été construite par la  congrégation des Humiliés au milieu XIVe siècle, qui est arrivée à Venise sous la direction de leur frère Supérieur général Fra Tiberio de Parme, général de l'ordre ; il est enterré dans l'église. 
Elle  a été consacrée à Dieu, à la Vierge et à Saint Christophe, le saint patron des voyageurs et des bateliers, le choix probablement suggéré par l'emplacement de l'église près de la lagune, des îles du nord face à la terre ferme. La première église portera le nom de saint Christophe. 
Le nom par lequel l'église est devenue une partie de l'histoire de Venise est celui qui a été donné par le peuple après que l’on y a placé une statue de la Vierge, considérée comme miraculeuse. La statue a été sculptée par Giovanni de Santi, et avait été commandée par le curé de Santa Maria Formosa. Ce dernier ne la trouvant pas à son goût, l’a récusée alors qu'elle n’était pas encore terminée.
Le sculpteur a installé dans son jardin la statue de pierre tendre inachevée. L’histoire veut que son épouse ait remarqué que la statue dégageait des rougeoiements étranges dans la nuit. La nouvelle se répandit rapidement dans toute la ville et l'endroit est devenu un lieu de pèlerinage. À la suite de l'apparition des miracles et de l'augmentation résultante de la vénération populaire, l'évêque de San Pietro di Castello a jugé utile de placer la statue dans l’église Saint-Christophe. Le 18 juin 1377, la statue a été solennellement portée dans l'église. L'église reposait sur de faibles fondations et pour cette raison le Grand Conseil affecta le 11 novembre 1399 deux cents ducats à une importante œuvre de réfection conduite la même année.
En 1414, ⁹le Conseil des Dix a accordé à l'église l'usage officiel du nom populaire de « Madonna dell'Orto » (la Vierge du jardin).
Par décret du Conseil des Dix, approuvé par le Pape, les Humiliés furent chassés en raison de leur « mœurs dépravées ». L'église fut alors assignée aux chanoines séculiers de San Giorgio in Alga, supprimée en 1668.
Le couvent de la Madonna dell'Orto passa en 1669 aux Cisterciens de Lombardie. En 1787, les Cisterciens cessèrent également leur activité en ces lieux et l'église fut transférée à l'administration publique avec à sa tête un recteur et quelques prêtres. En 1810, elle fut déclarée oratoire de saint Martial et, en 1841, le gouvernement autrichien ordonna une restauration générale à ses frais. La restauration de la façade intervint en 1845, tandis que les travaux pour le reste de l'édifice débutèrent en 1855 mais ils n'allèrent pas à leur terme. L'église fut alors cédée aux militaires qui en firent un dépôt de paille. 1864 vit la reprise des travaux de restauration, terminés en 1869.
La façade et le cloître datent de 1460-1464, avec des statues du début du XVIe siècle. Le campanile et la coupole datent de la même époque. L'intérieur est enrichi de tableaux de Jacopo Robusti, dit Le Tintoret, enterré dans la nef de droite. le contrat de commande de ces tableaux, daté du 14 mai 1565, est encore conservé,

## L'extérieur

### La façade
La façade à saillants est en brique, tripartite, divisée par deux renforts et elle reflète la division de l'intérieur. Les deux zones latérales sont pourvues de fenêtres gothiques à lancette, alors que la zone centrale présente une grande rosace surmontée d'un oculus. Le portail est surmonté d'un arc aigu avec des décorations sculptées en pierre blanche, représentant au sommet saint Christophe et sur les côtés la Vierge et l'archange Gabriel, Vierge attribuée à Antonio Rizzo et les deux autres œuvres à Niccolò di Giovanni Fiorentino. À l'intérieur de la décoration, se trouve un tympan en porphyre. Le portail est décoré de chaque côté de fines colonnes corinthiennes.
Le couronnement du frontispice intègre douze niches contenant les statues des apôtres. Le sommet de la façade est surmonté de cinq petites niches en tabernacle sous pinacle abritant des statues du XVIIIe siècle représentant la Prudence, la Charité, la Foi, l'Espérance et la Tempérance, provenant de l'église démolie de Saint-Étienne à Murano.

### Le Campanile
Le campanile en brique, d'un plan carré, fut achevé en 1503. Quatre tympans semi-circulaires séparent la salle des cloches du tambour sommital cylindrique avec un dôme en oignon dans le style oriental.
Sur les côtés, on trouve quatre statues des évangélistes de l'école de Pietro Lombardo et au sommet une statue du Rédempteur en marbre blanc. Les anciennes cloches, dont la plus grande datait de 1424, furent remplacées en 1883.

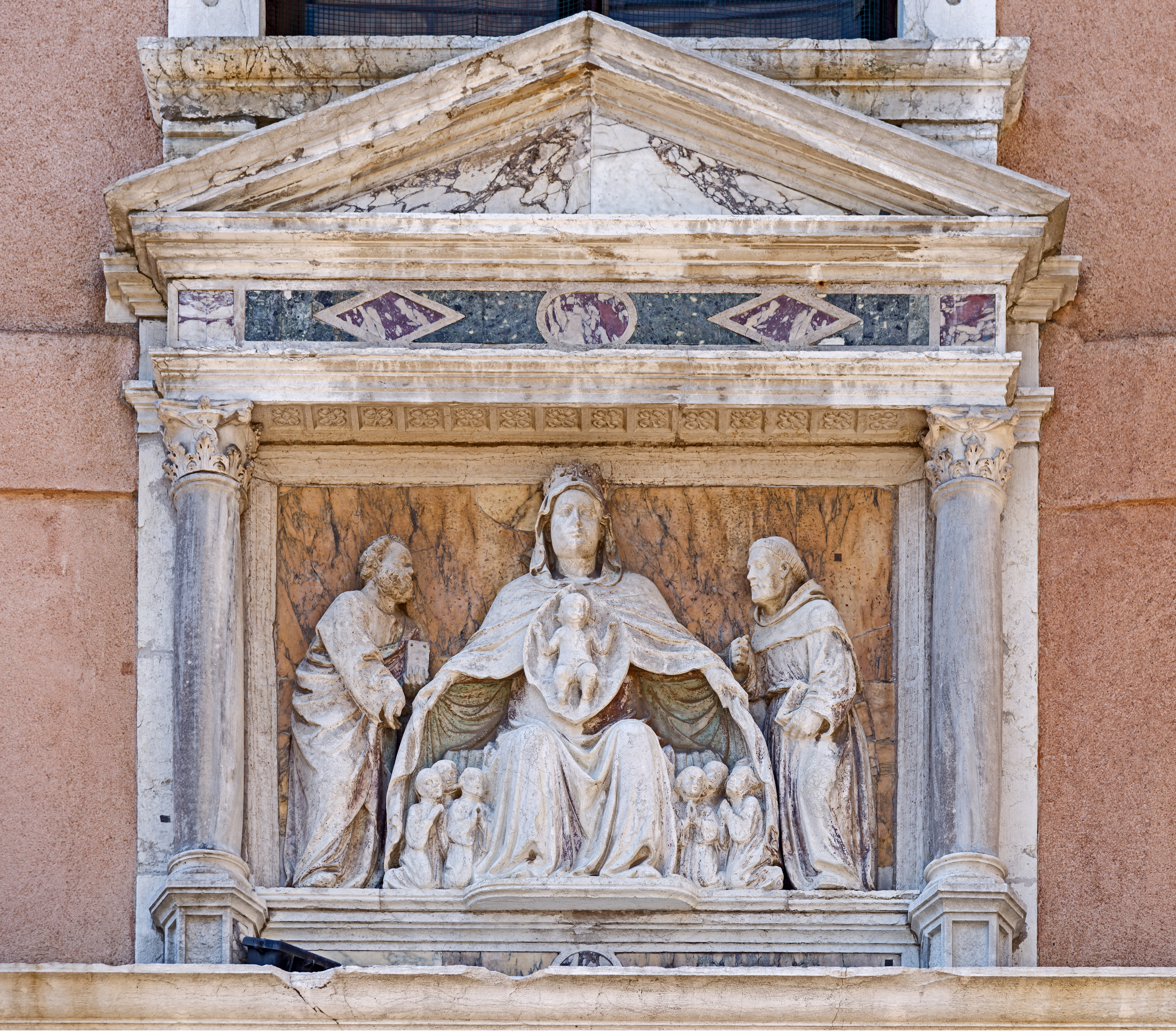
Madonna dell'Orto.
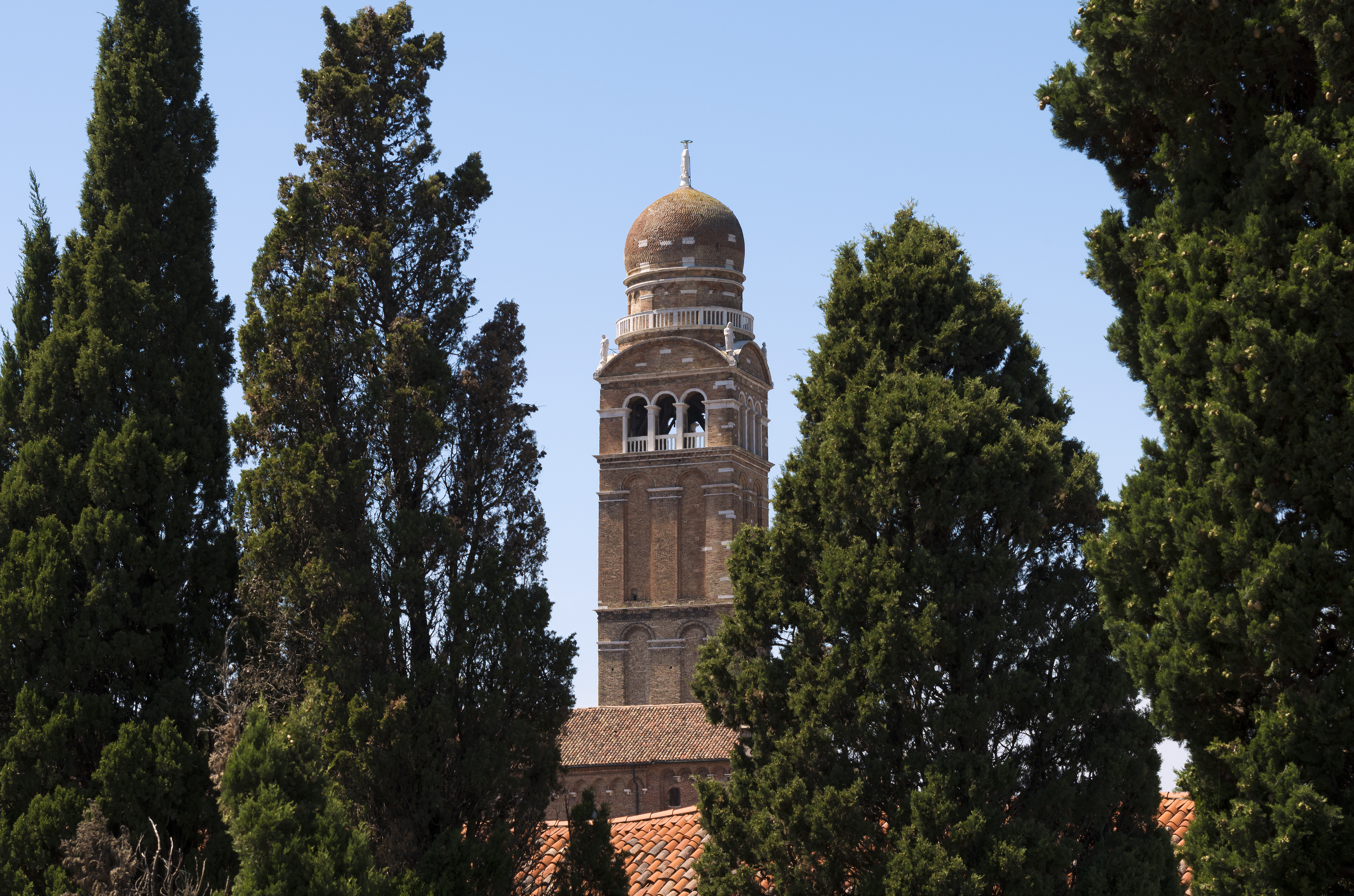
Le campanile.
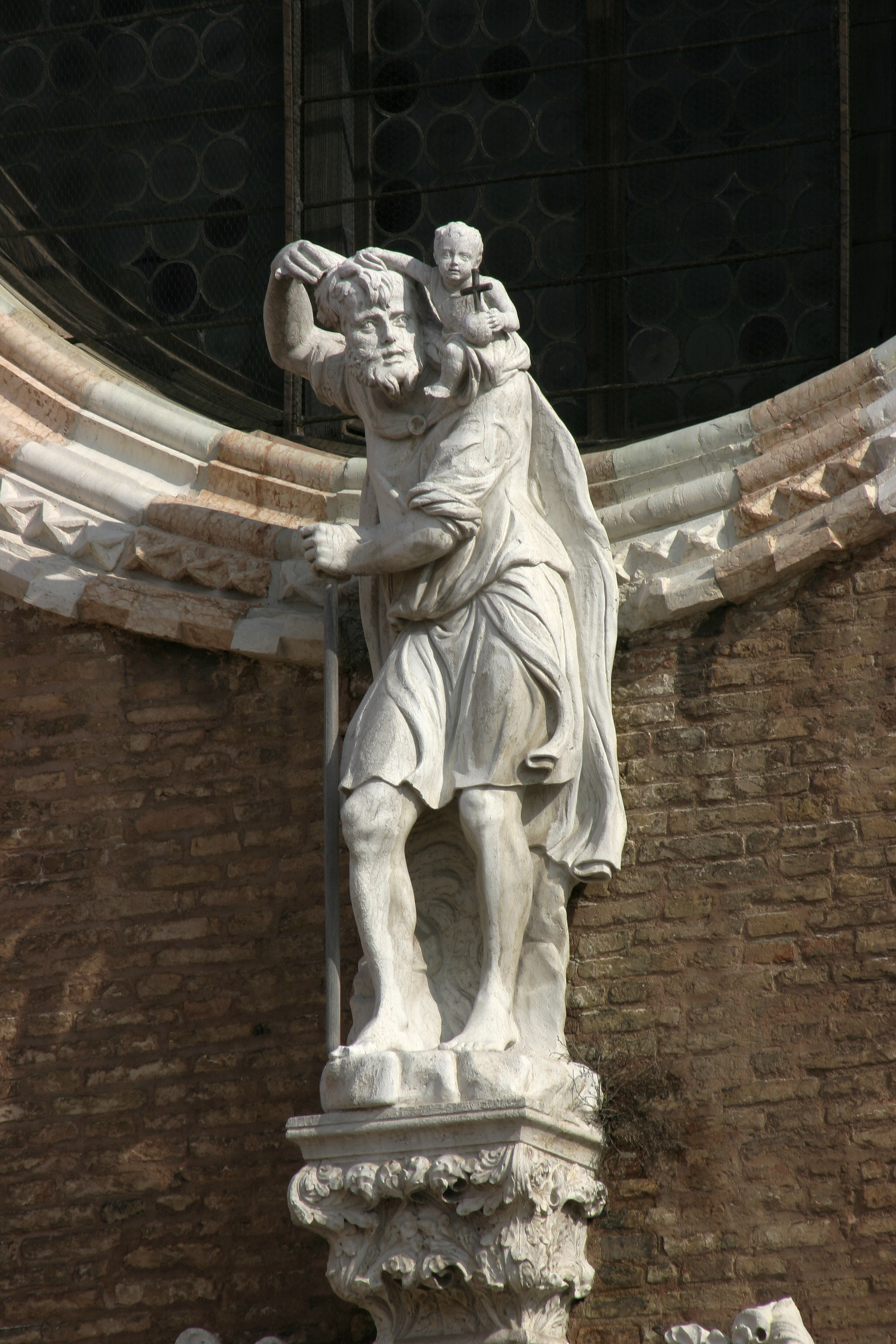
Saint Christophe.
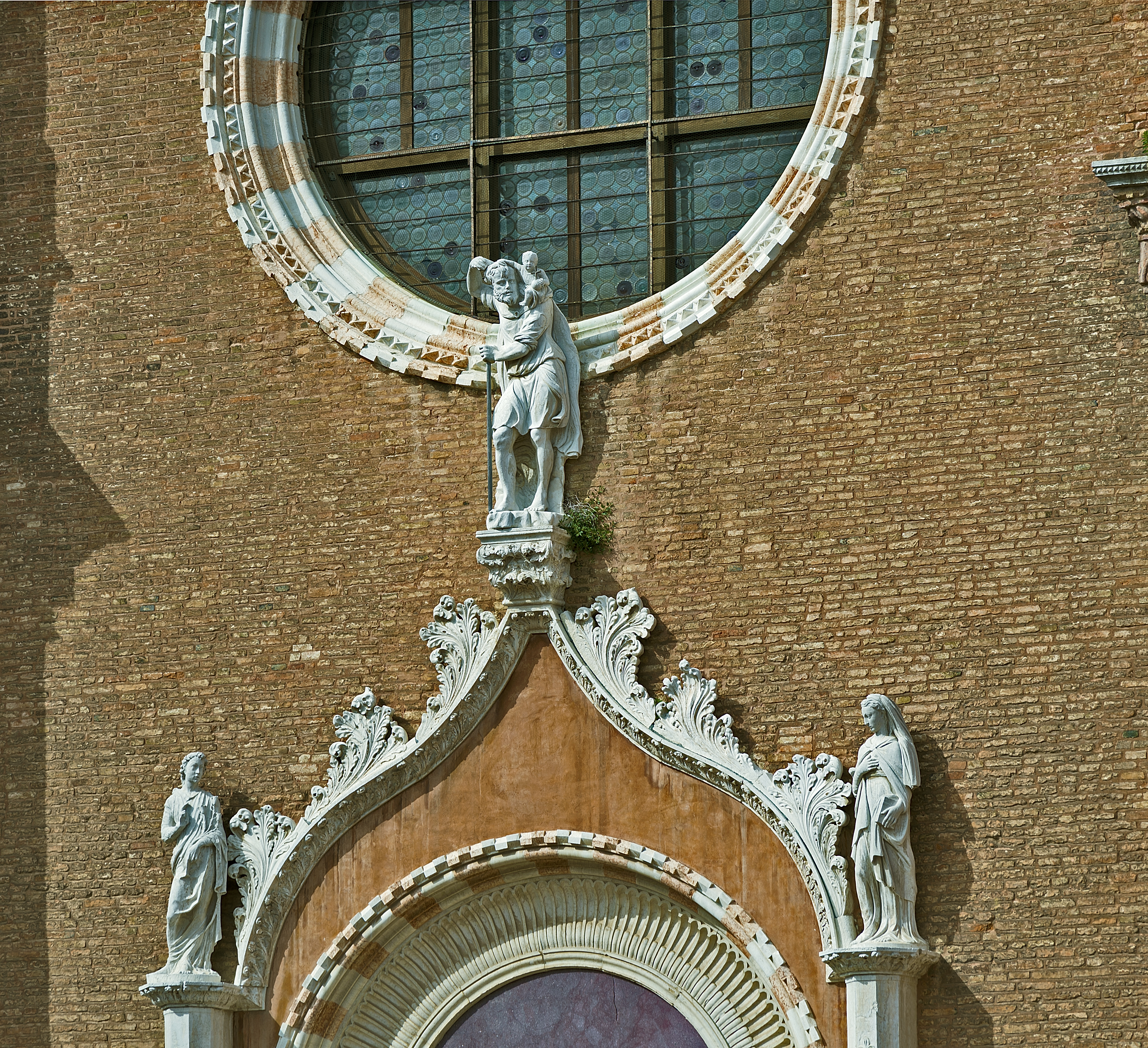
Le porche.
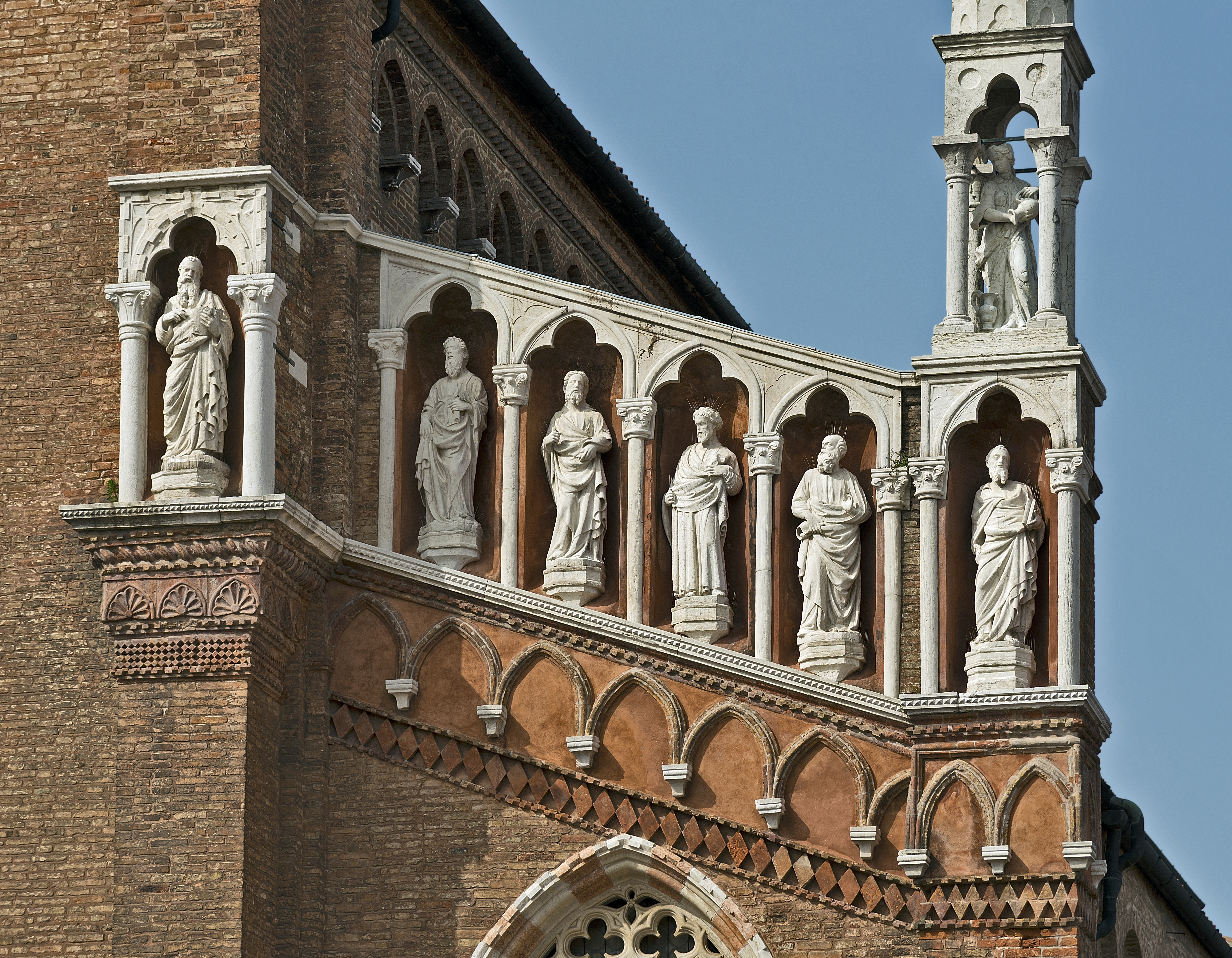
Statues de six apôtres et la Tempérance.
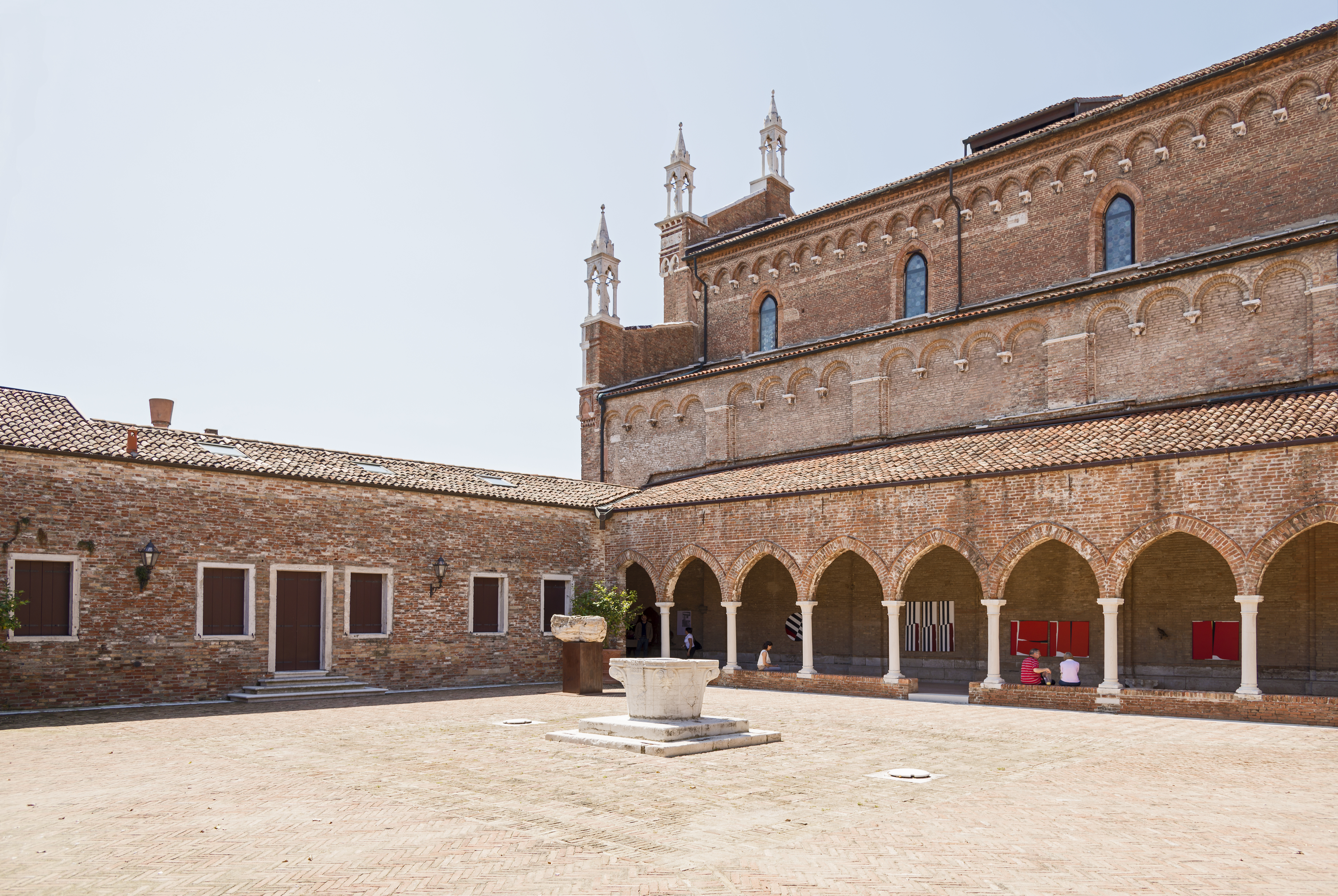
Le cloître.
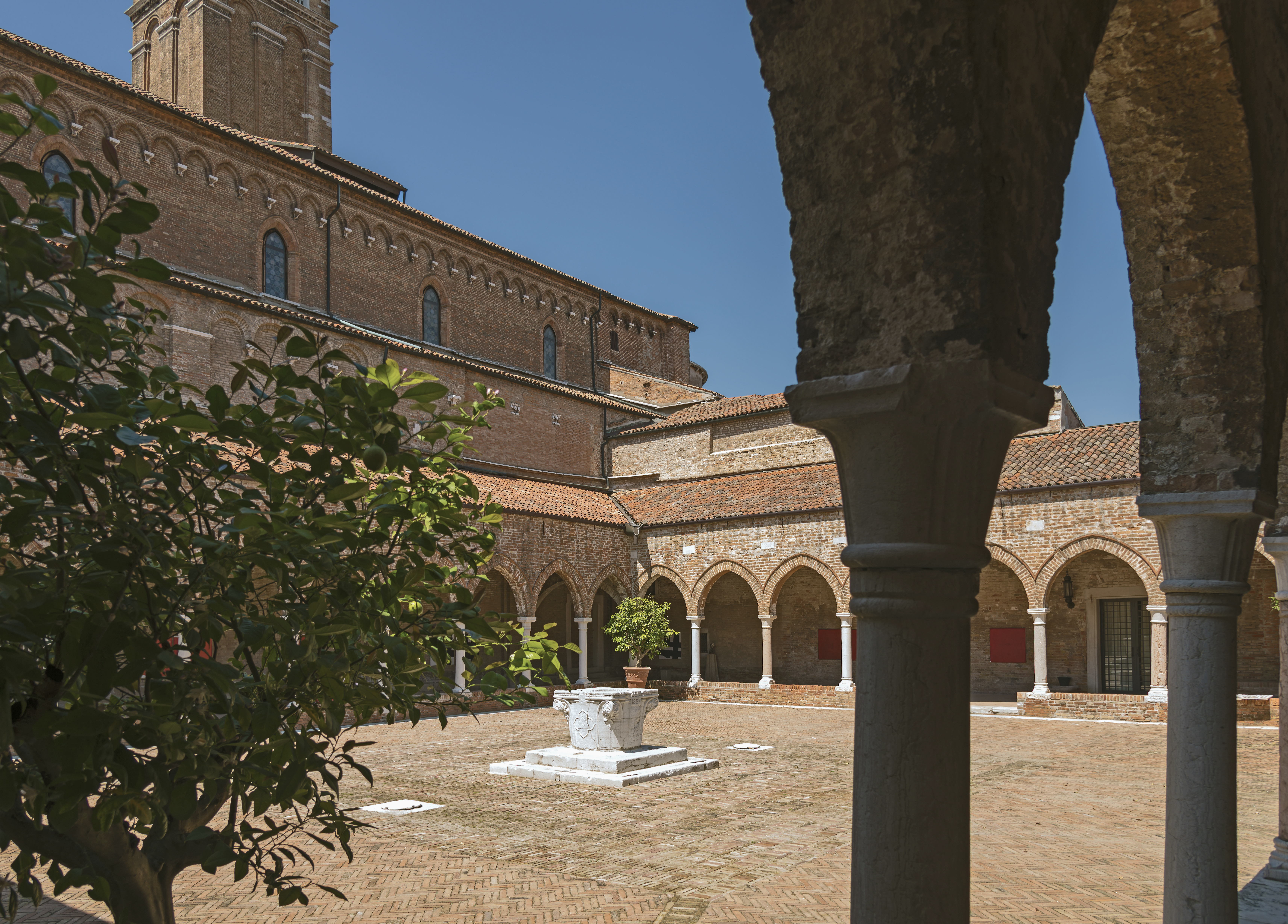
Le cloître.
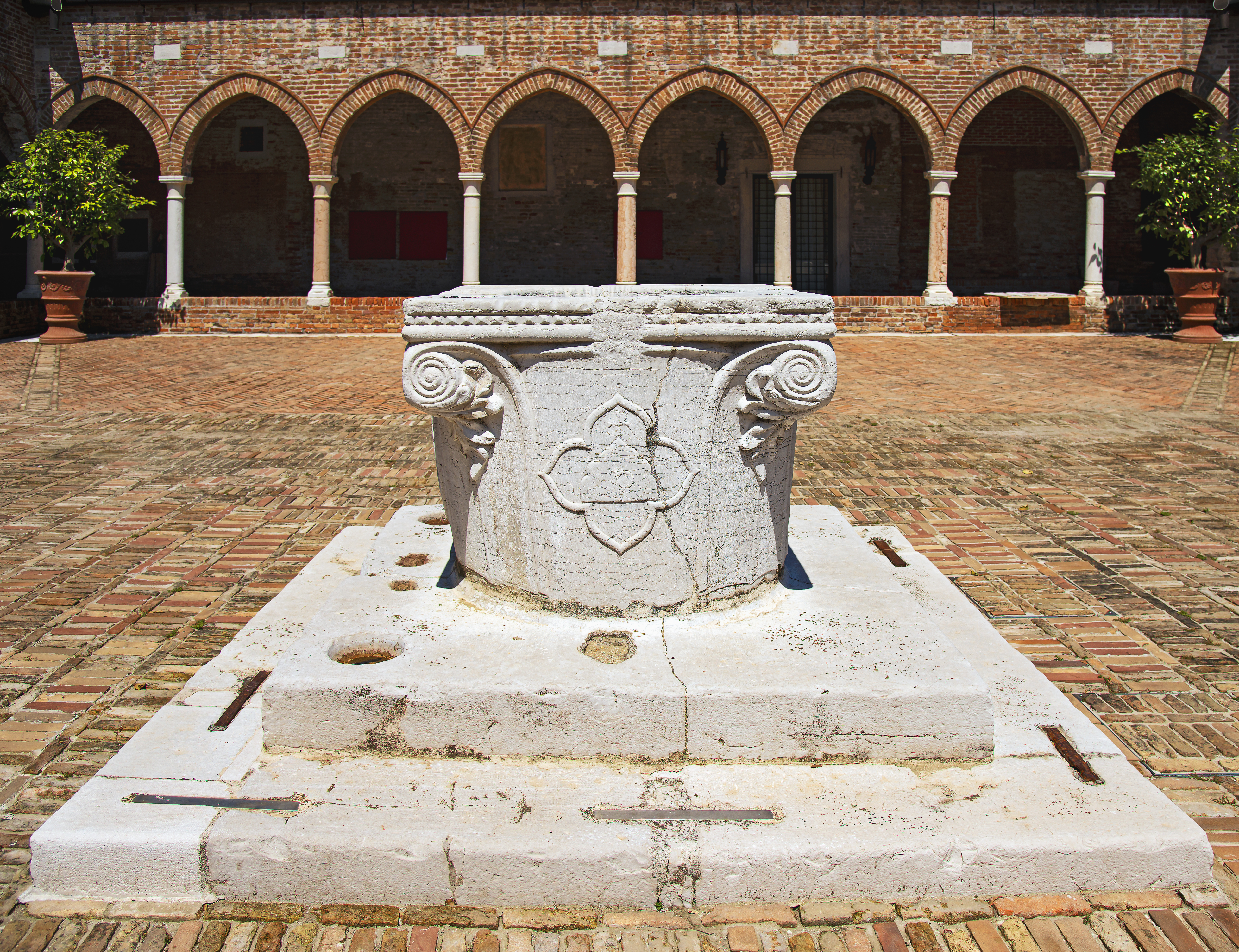
Le puits du cloître.

## L'intérieur
L'intérieur est constitué d'une nef principale et deux ailes, avec des arcs aigus à double corniche, soutenus par des colonnes en marbre grec. Le plan est rectangulaire sans transept avec une abside pentagonale décorée de tableaux du Tintoret. Le plafond à caisson est en bois.

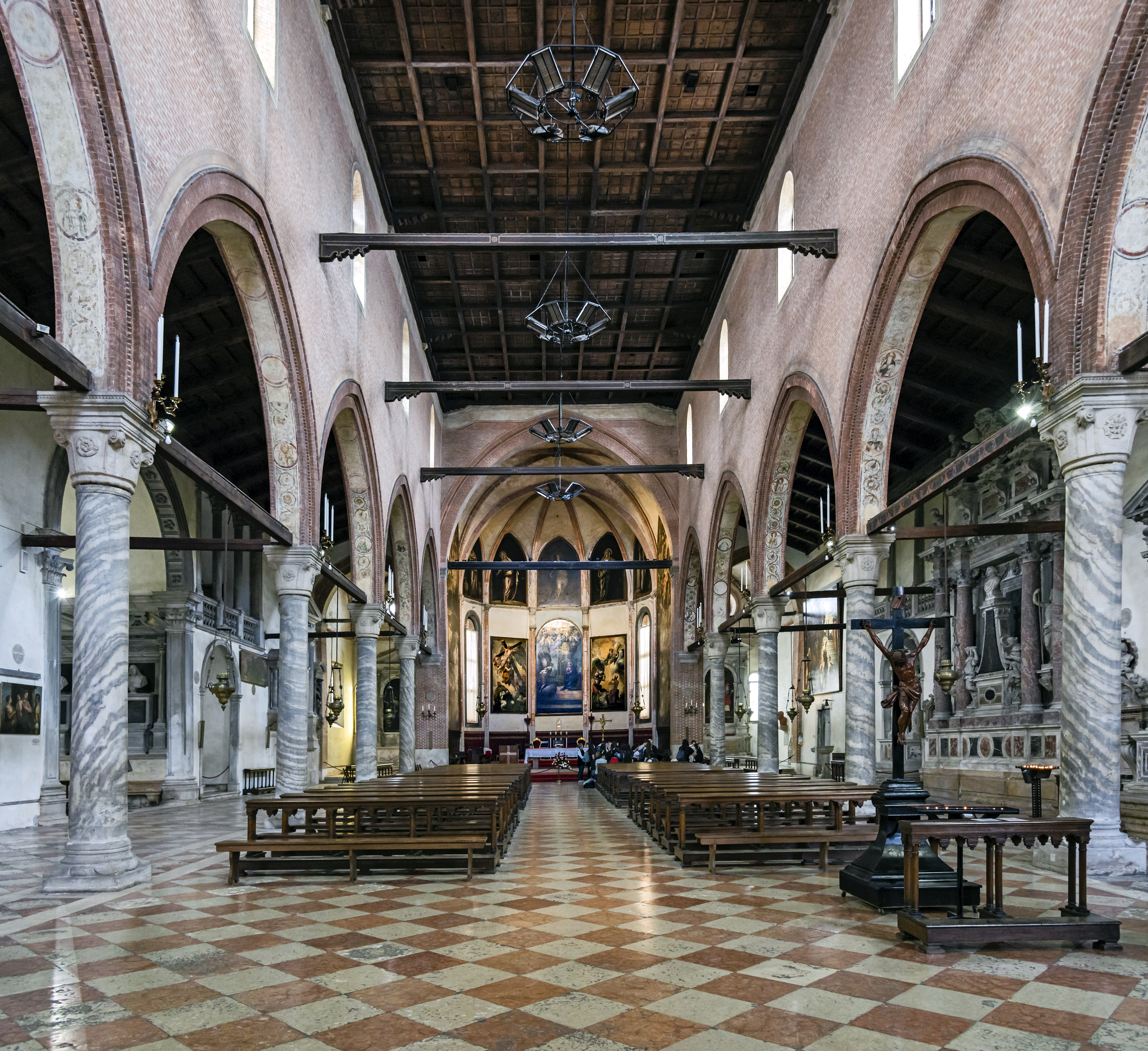
Vue de la nef
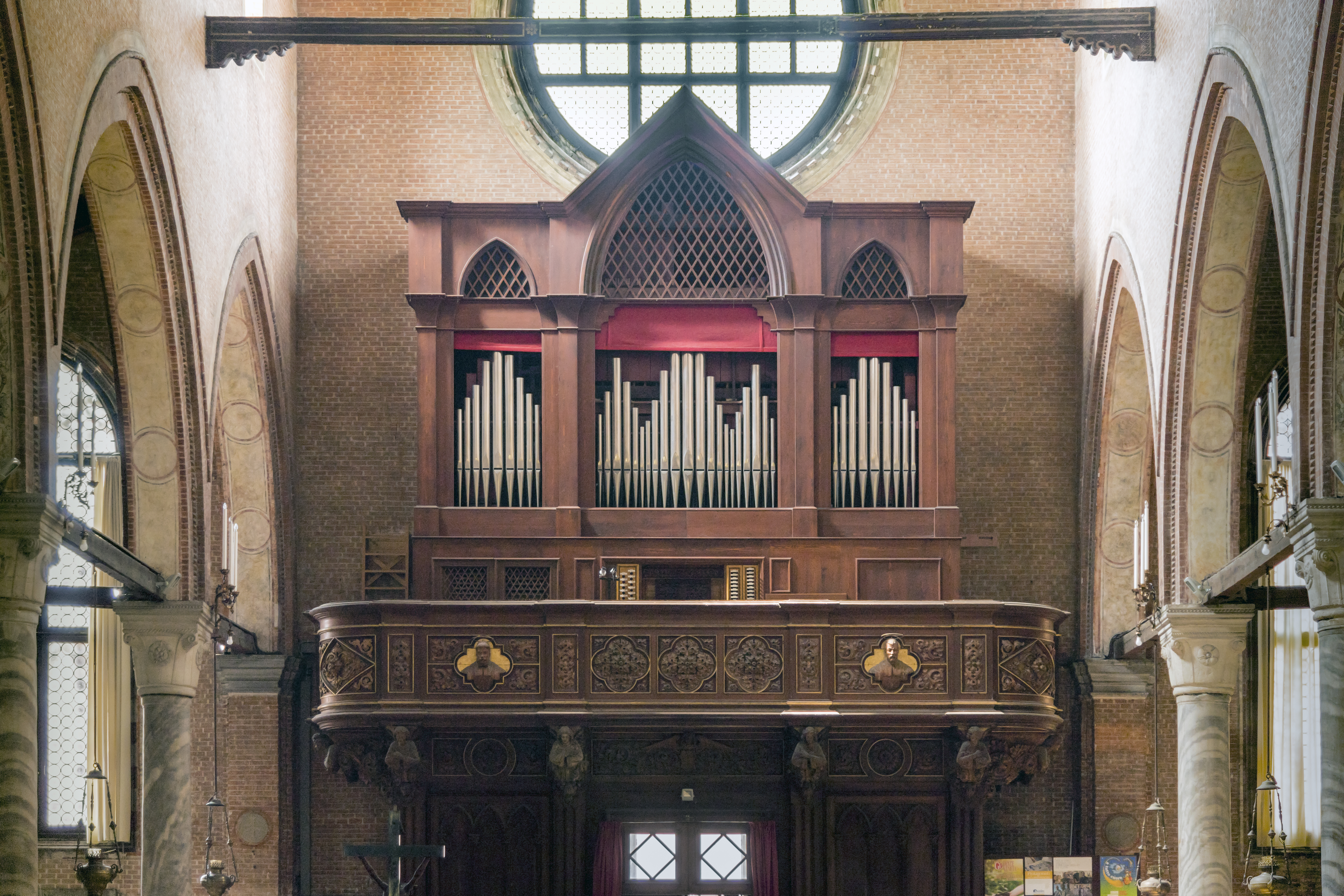
L'orgue de la contre-façade
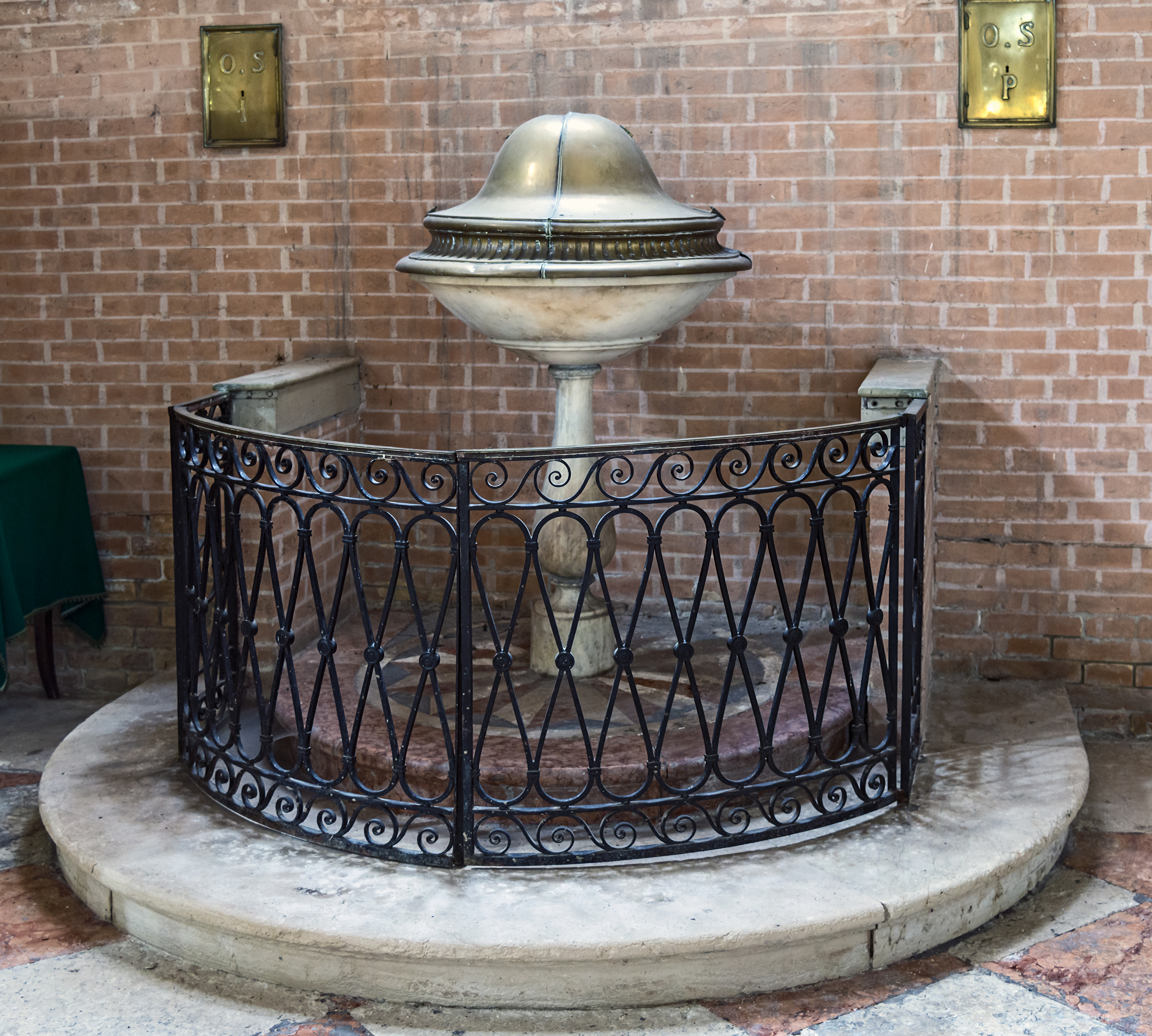
Les fonts baptismaux

### Envers de la façade
Au-dessus de l'entrée, se trouve un splendide orgue de bois de Pietro Bazzani datant de 1878, l'un des plus puissants de Venise. Du côté gauche les fonts Baptismaux.

### Partie gauche de la nef
1re chapelleLa chapelle Valier
Datant de la Renaissance, la chapelle a été attribuée à la famille Valier et conservait une Vierge à l'Enfant de Giovanni Bellini, datant de 1480 (50 × 75 cm). Elle a été volée dans la nuit du 1er mars 1993. Depuis la chapelle et le cadre restent vide.

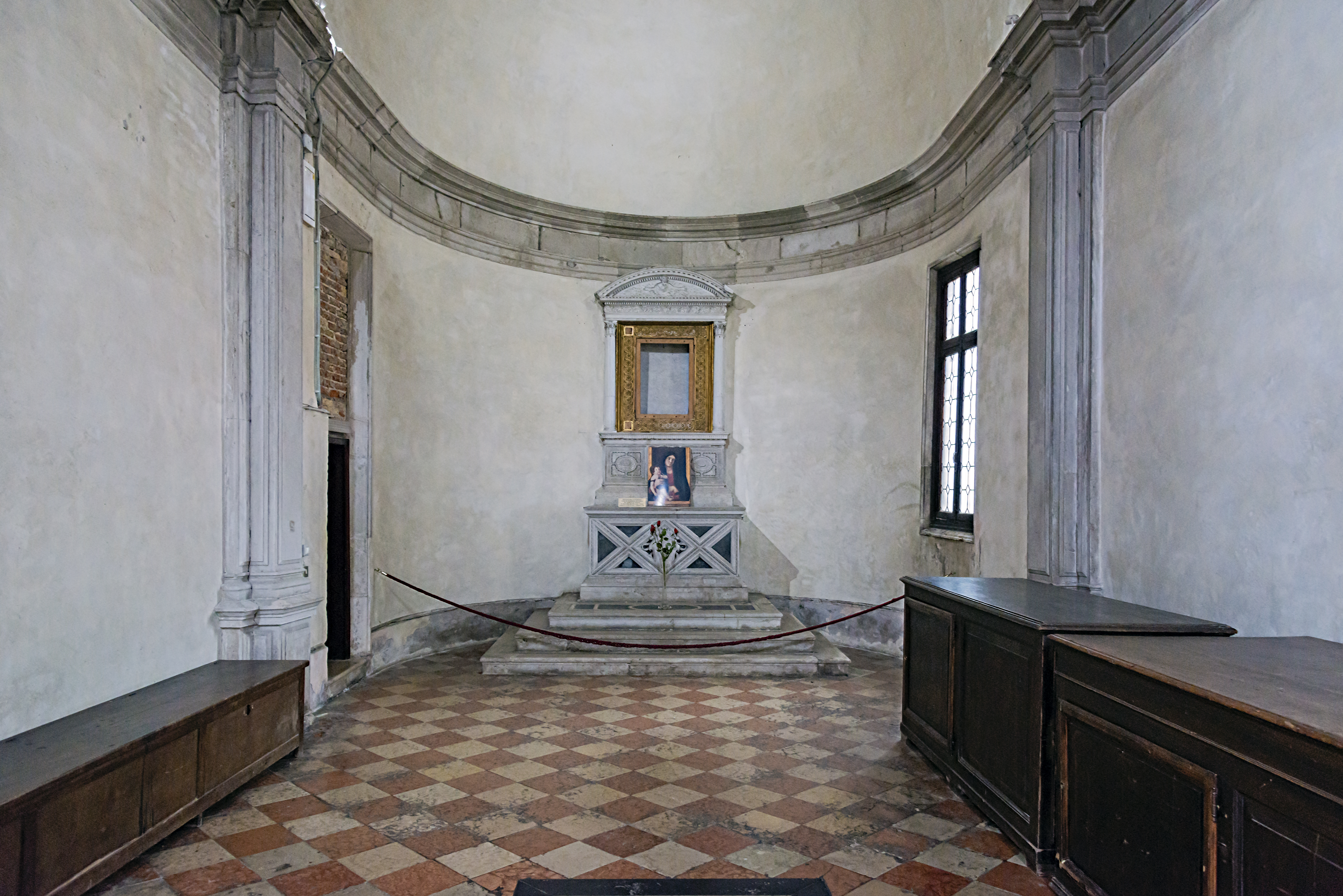
Chapelle Valier.
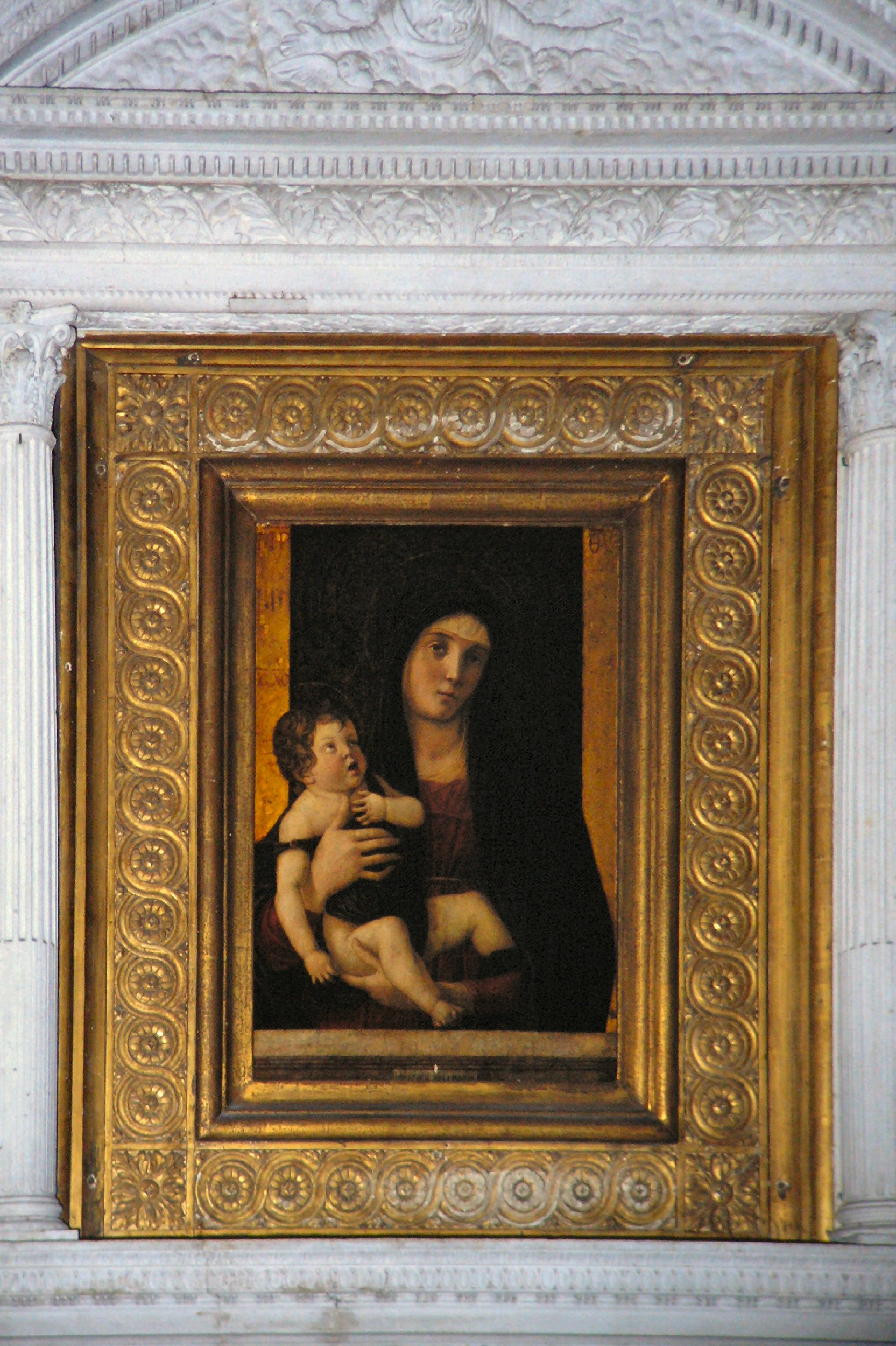
Vierge à l'Enfant de Giovanni Bellini.

2e chapellechapelle Vendramin
la chapelle a été attribuée à la famille Vendramin. Sur le mur de gauche Tobias et l'archange Raphael du Titien. Une réplique de cette toile est dans la sacristie de l'église San Marziale. Sur le mur de droite  Saint Vincent entre Saints Dominique Laurent Giustiniani, Hélène et le pape Eugène IV par Palma le Vieux huile sur toile de 1523. Deux des personnages (Sainte-Hélène et Saint-Dominique) ont été ajoutés au cours de la restauration effectuée en 1867 par Placido Fabris. Le tableau du retable  Le Christ mort reçu par le Père et l'Esprit Saint, Notre-Dame des Douleurs et Saint-Jean de Matha fonda les Trinitaires  par Bartolomeo Litterini en 1708.

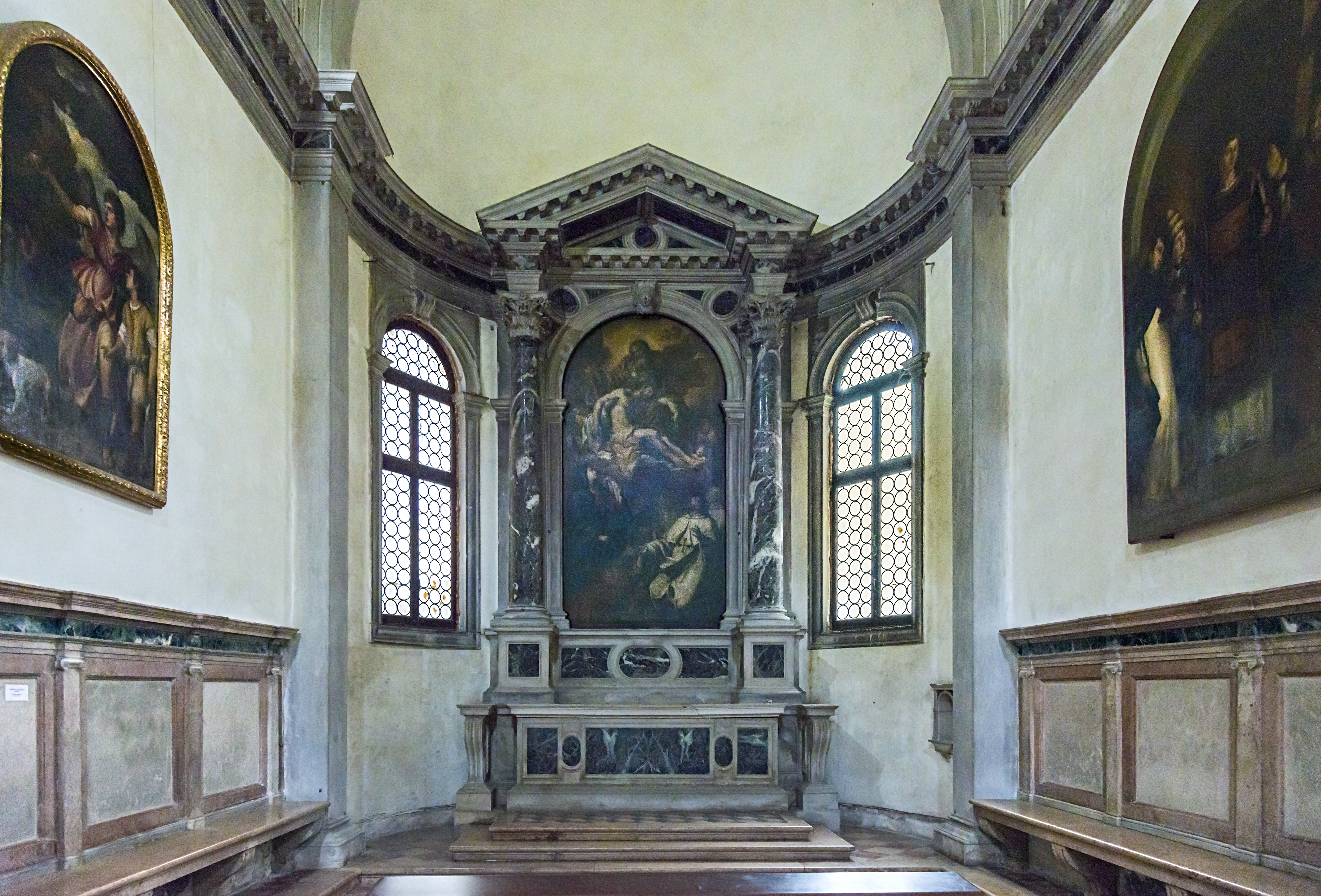
Chapelle Vendramin.
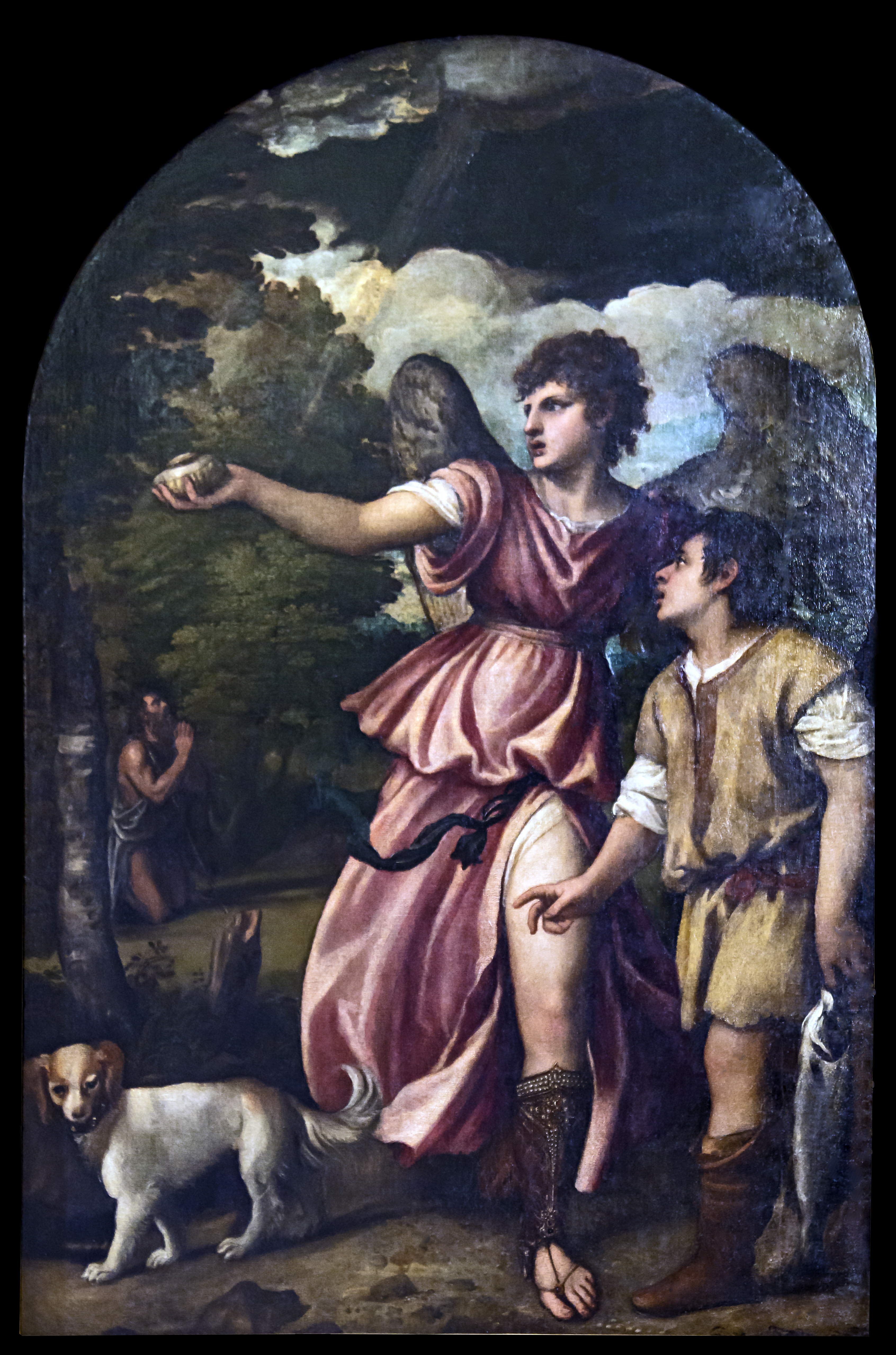
Tobias et l'Archange Raphaël par Le Titien.
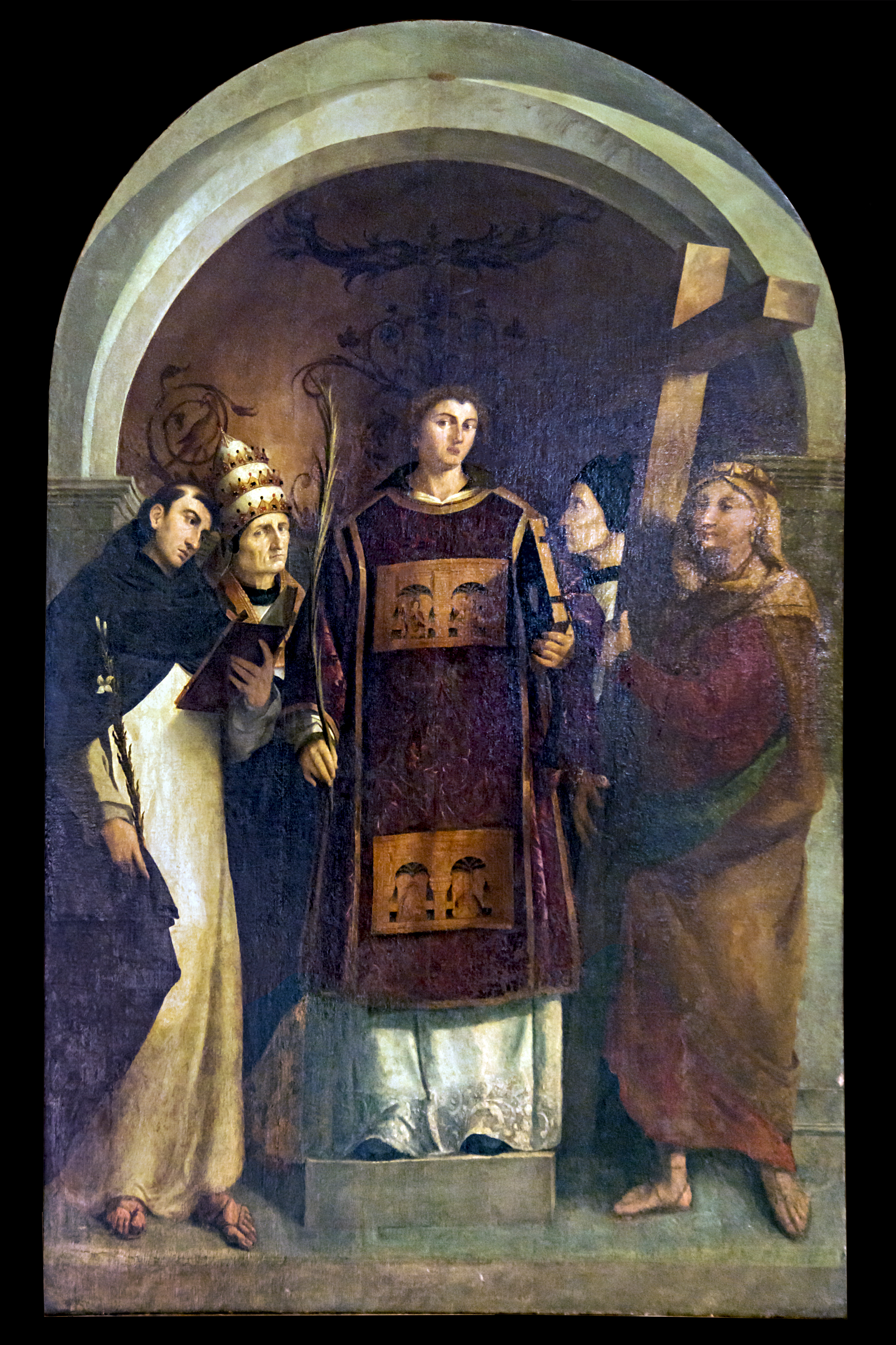
Saint Vincent  par Palma le Vieux.
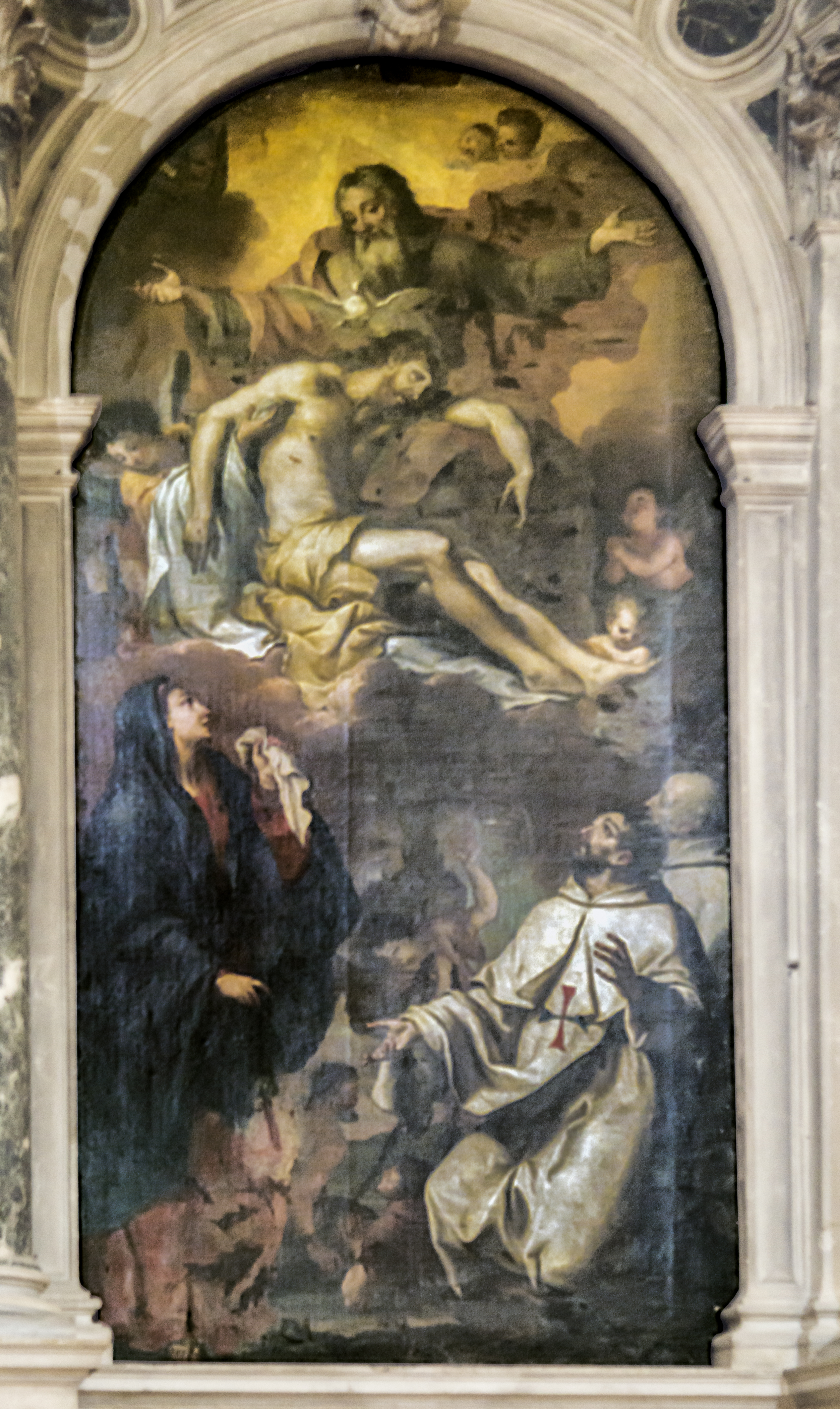
Le Christ mort reçu par son père par  Bartolomeo Litterini.

3e chapellechapelle Morosini
La chapelle a été attribuée à la famille Morosini. Sur le mur de droite La Crucifixion par Palma il Giovane. Huile sur toile de 1579 initialement dans l'église de Santa Ternita, aujourd’hui démolie.
Le retable : huile sur toile de Domenico Tintoretto La Nativité et Saint Dominique de 1625.
Le retable est encadré par deux anges porteurs d'encensoir par Domenico Tintoretto vers 1627.

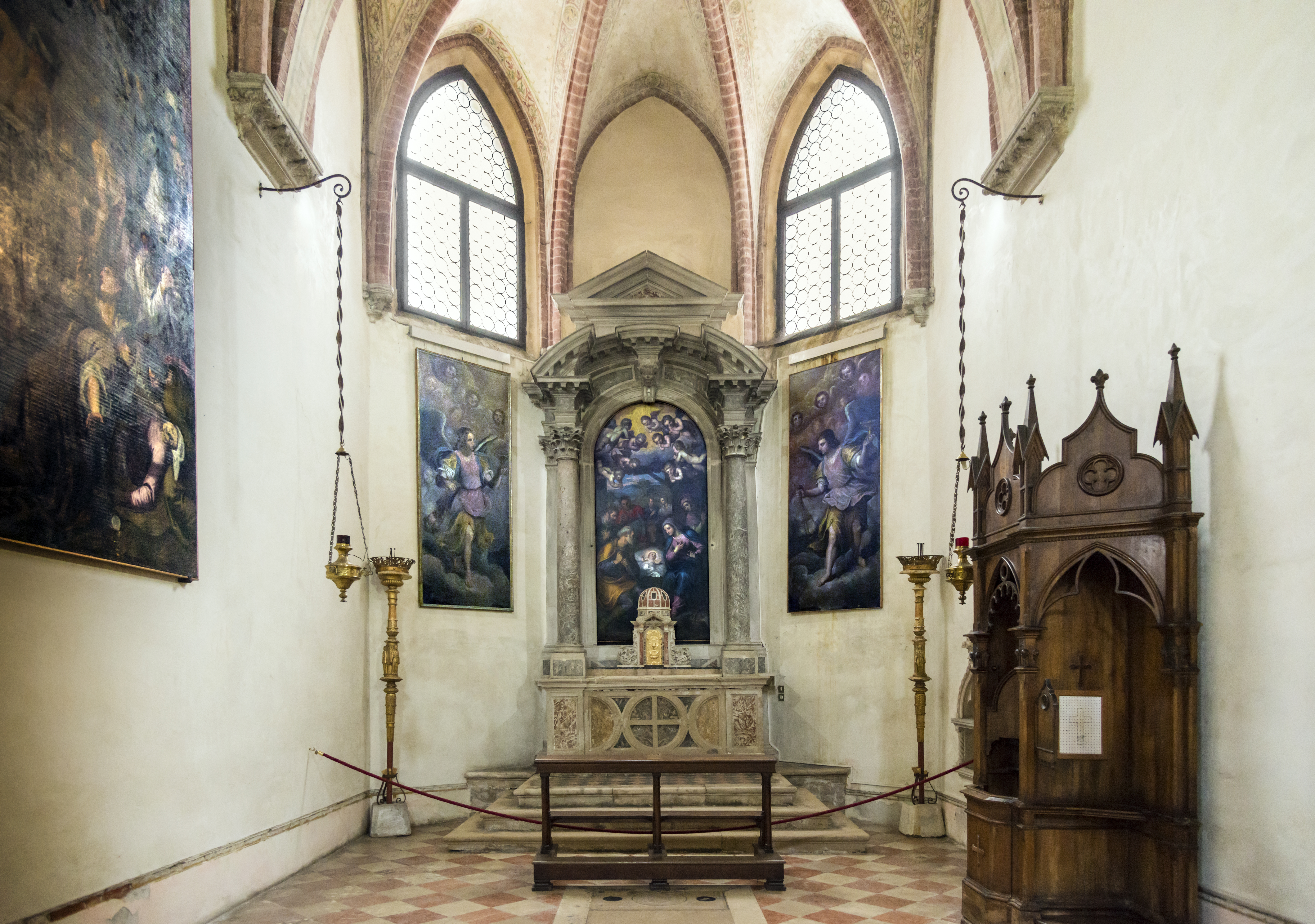
Chapelle Morosini.
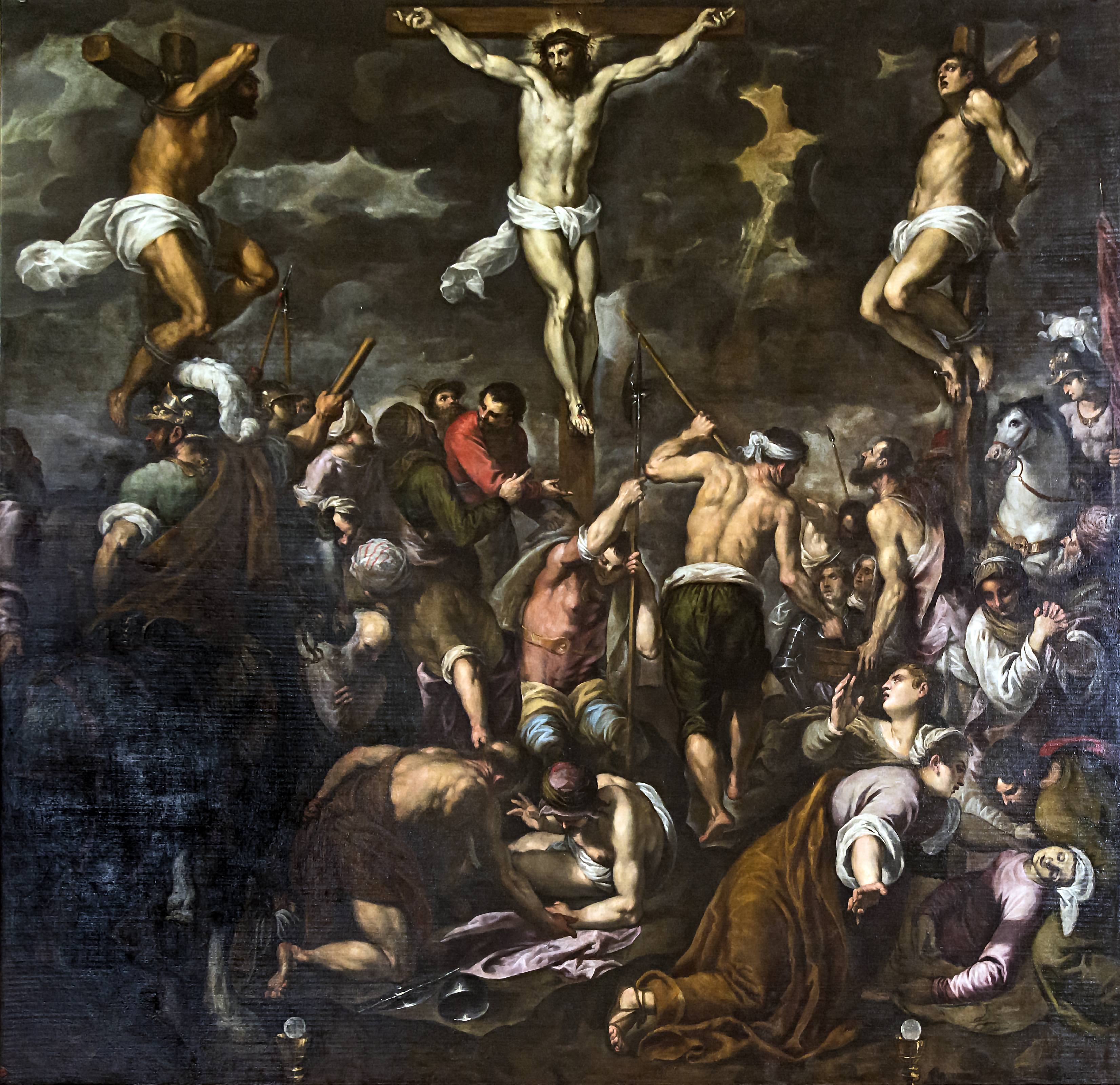
Crucifixion Palma il Giovane.
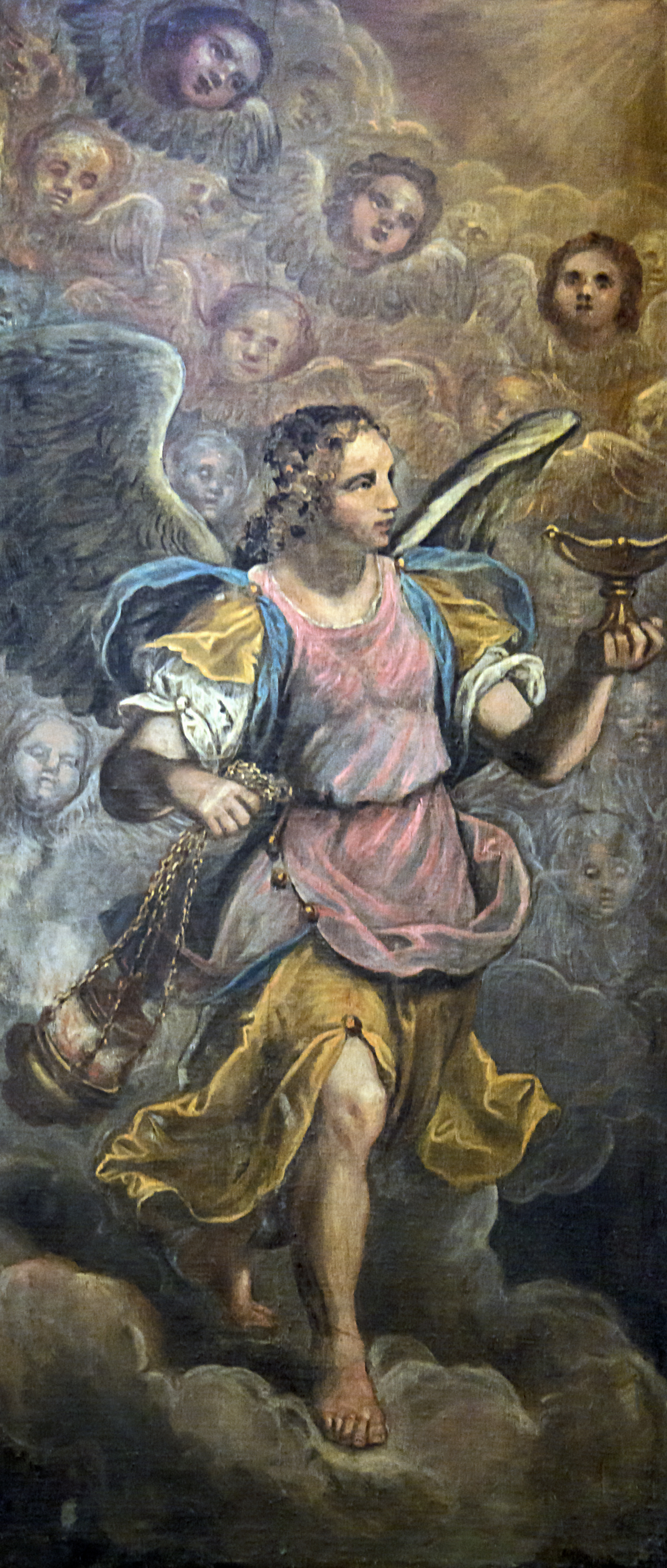
Ange porteurs d'encensoir Domenico Tintoretto.
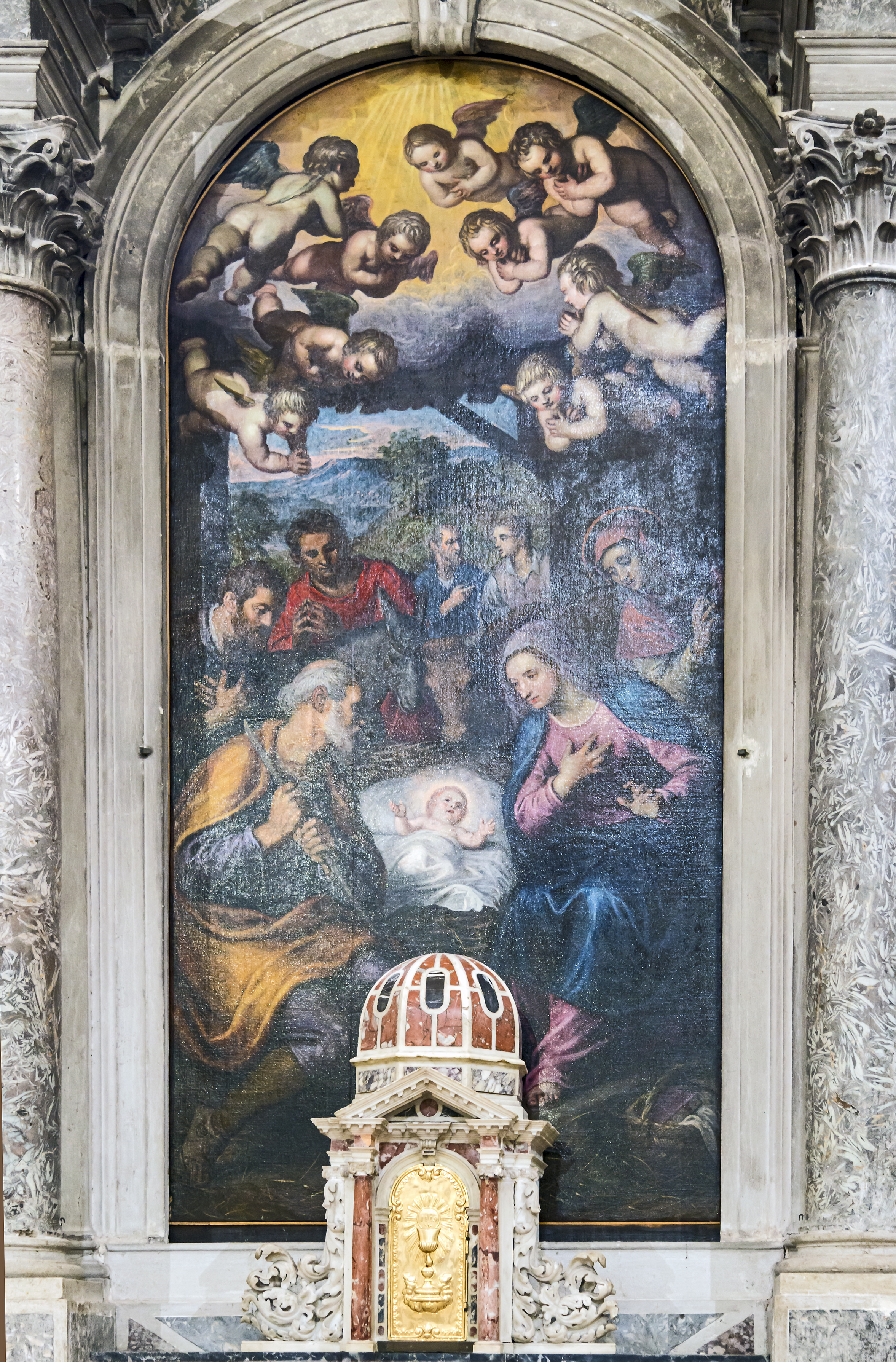
Retable   La Nativité et Saint Dominique.  Domenico Tintoretto
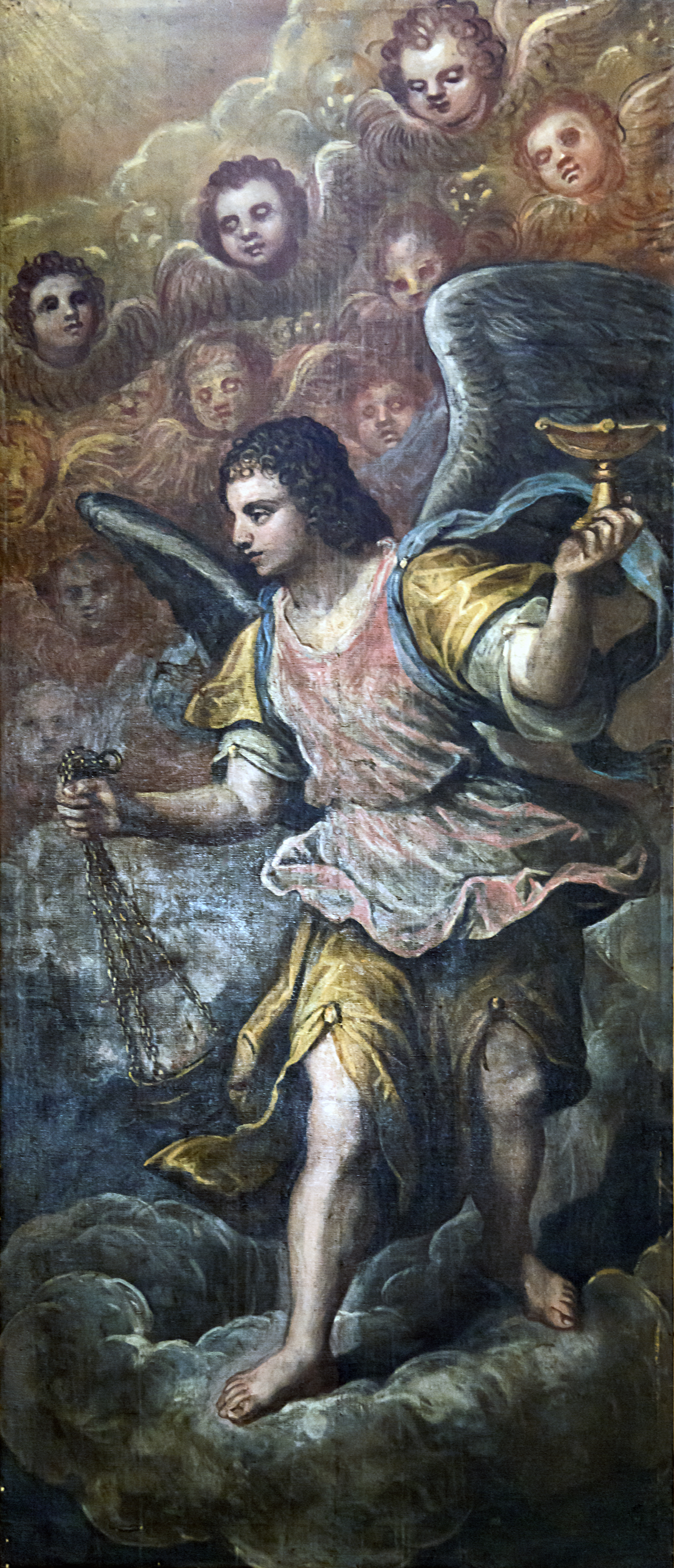
Ange porteurs d'encensoir, Domenico Tintoretto

4e chapellechapelle Contarini
La chapelle a été attribuée à la famille Contarini.
Côté gauche de la chapelle, les monuments funéraires : du sénateur Carlo di Alvise Contarini (1636-1688) (de la branche des Contarini dal Zaffo), du diplomate et cardinal Gasparo Contarini (1483-1542), son buste est dû à Danese Cattaneo, puis d'Alvise Contarini (1521-1579).
Le tableau du retable est du Tintoretto ; huile sur toile peinte autour de 1577 :  Le miracle de sainte Agnès
Côté droit de la chapelle, les monumement funéraires : d'Alvise Contarini (1597-1651), de Tommaso Contarini (1488-1578) dont le buste est dû à Alessandro Vittoria près de l'autel Tommaso Contarini (1562-1614).

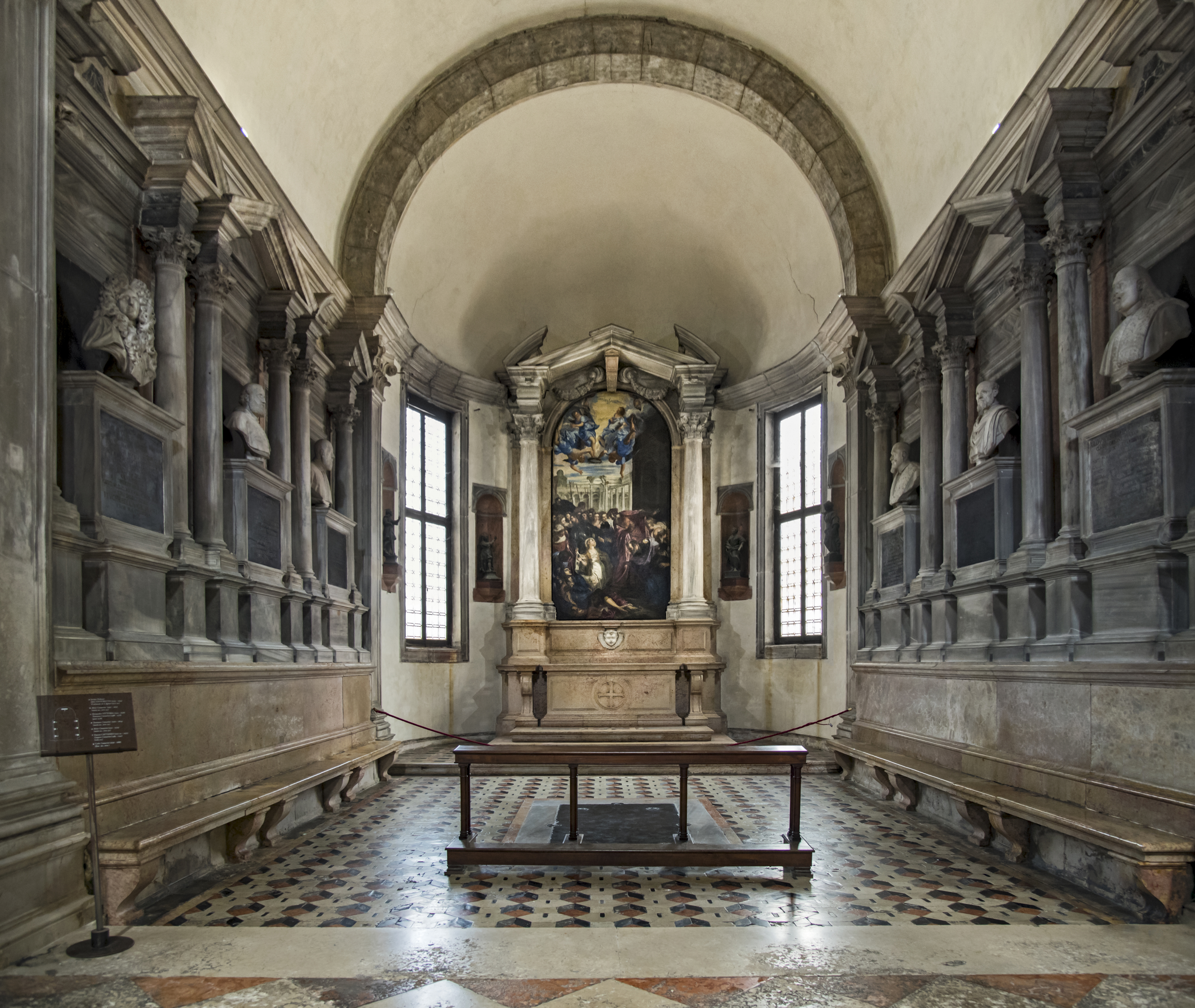
Vue de la chapelle Contarini.
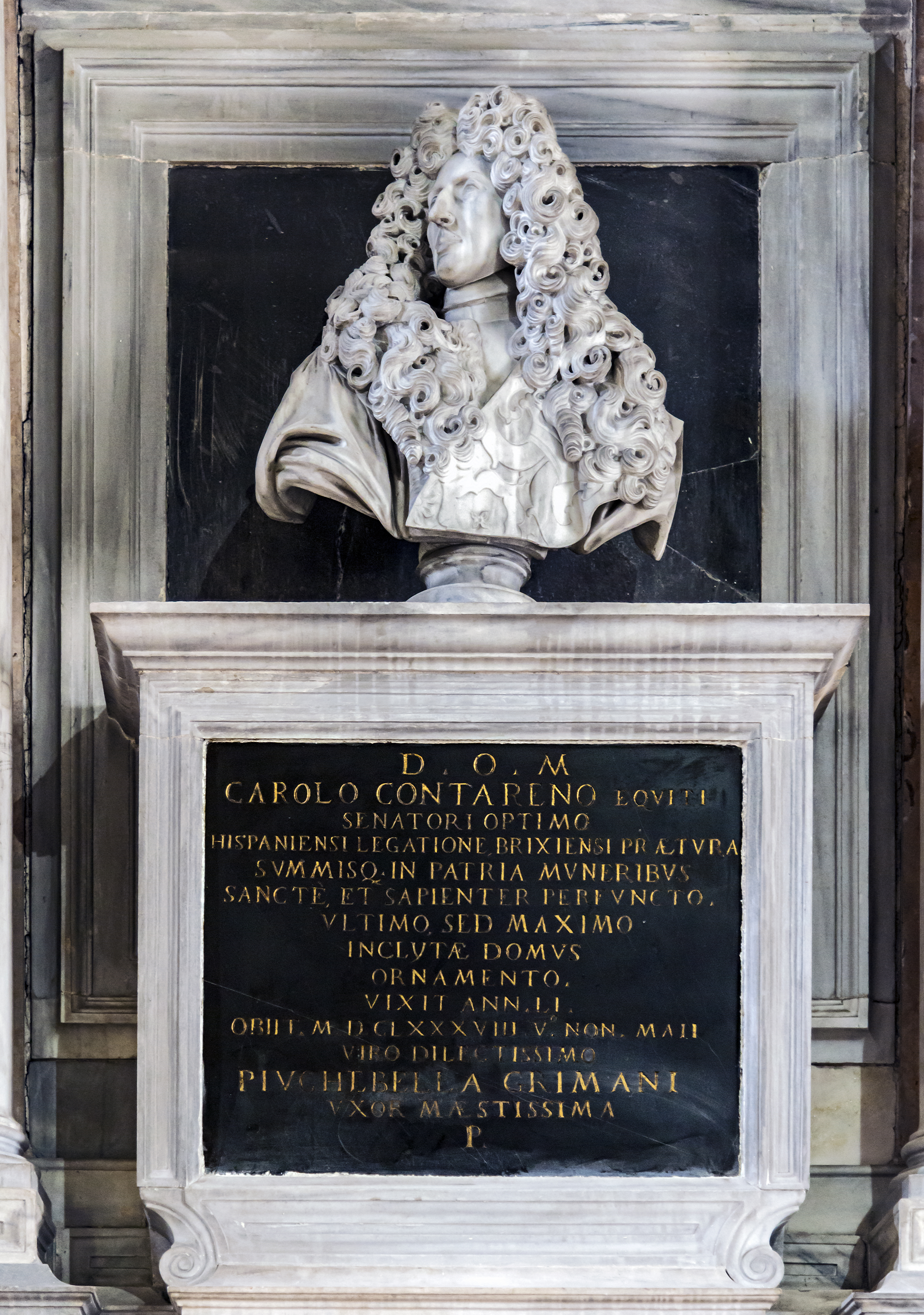
Carlo di Alvise Contarini (1636-1688).
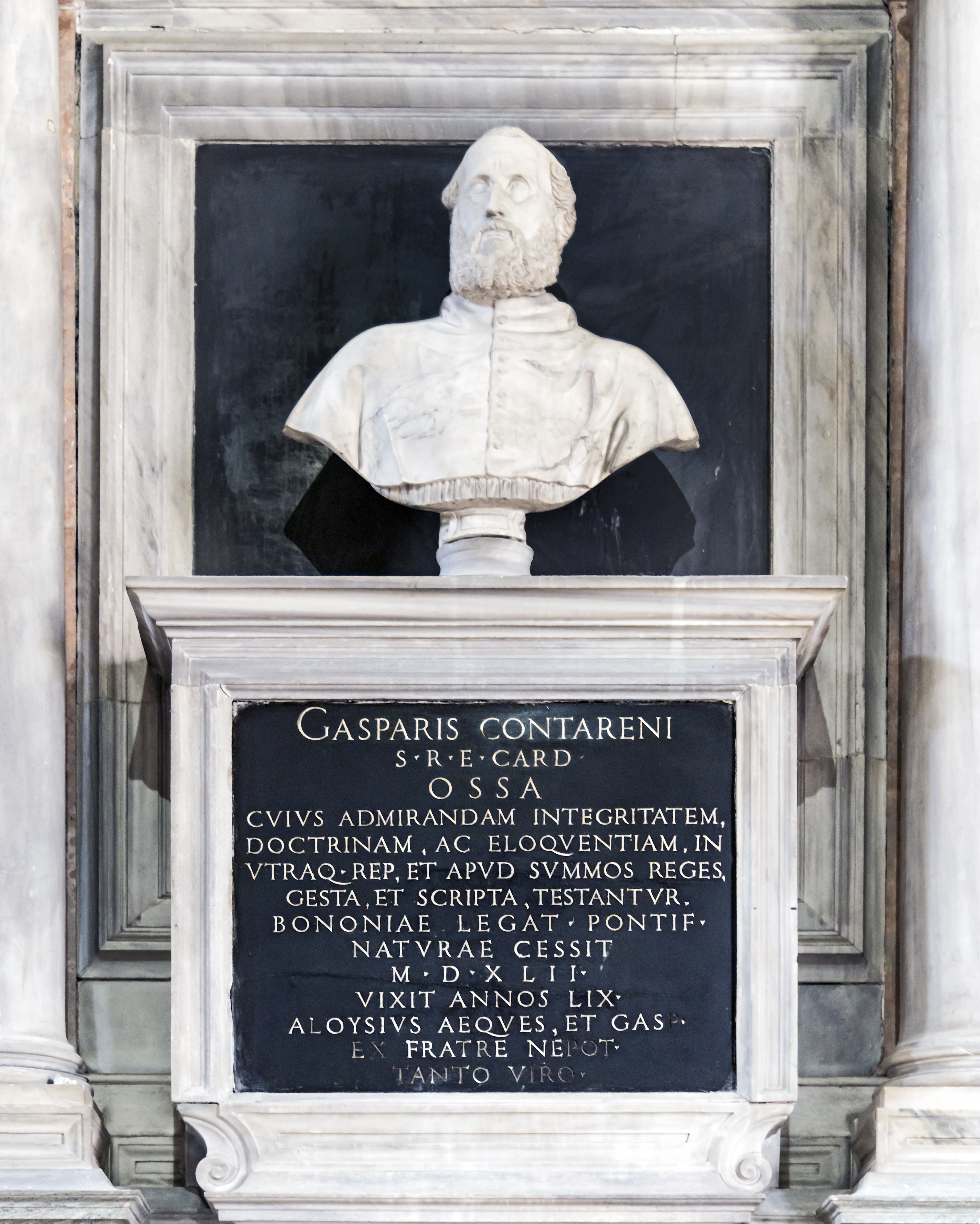
Gasparo Contarini (1483-1542).
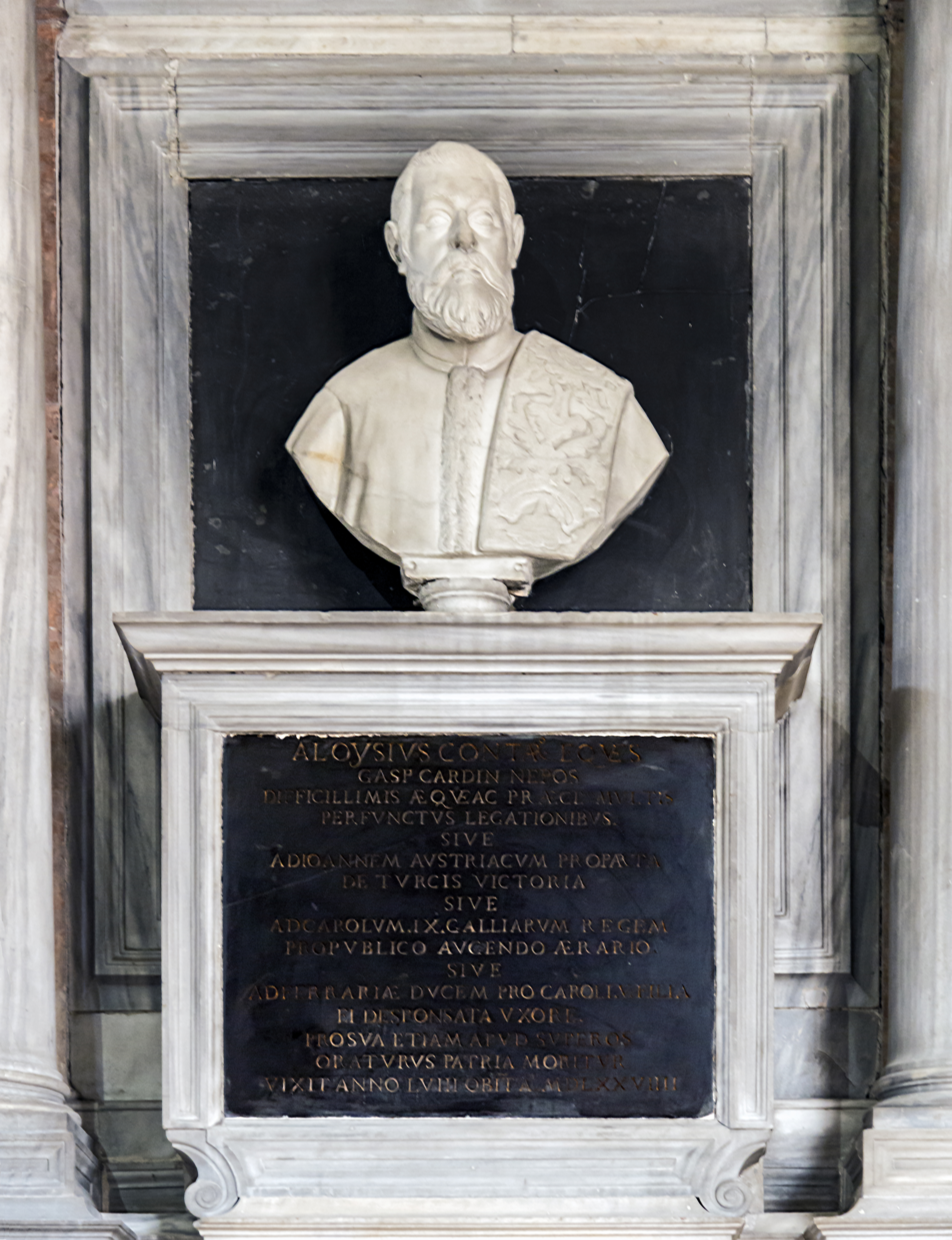
Alvise Contarini (1521-1579).
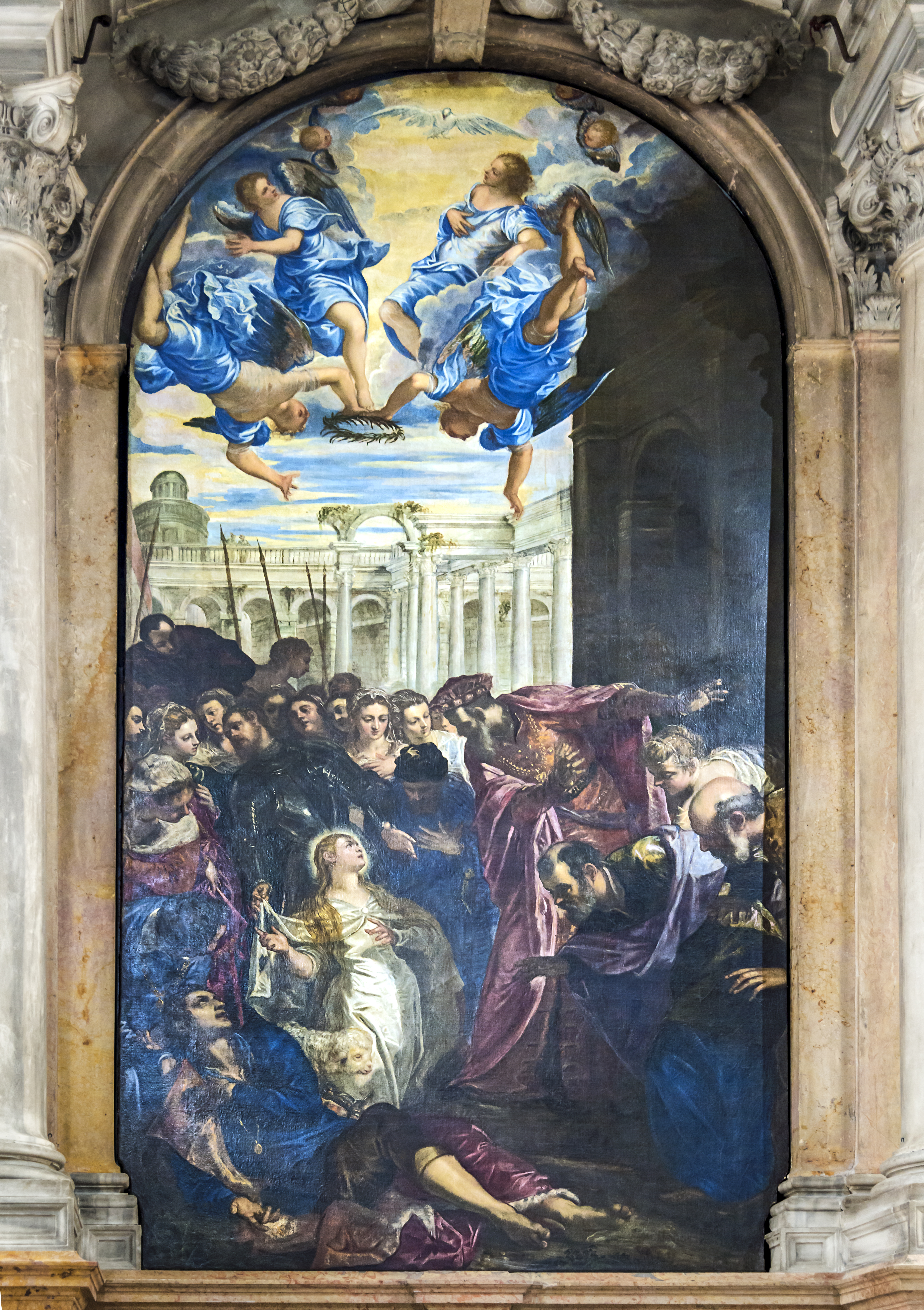
Le Miracle de sainte Agnès par  Tintoretto (vers 1577).
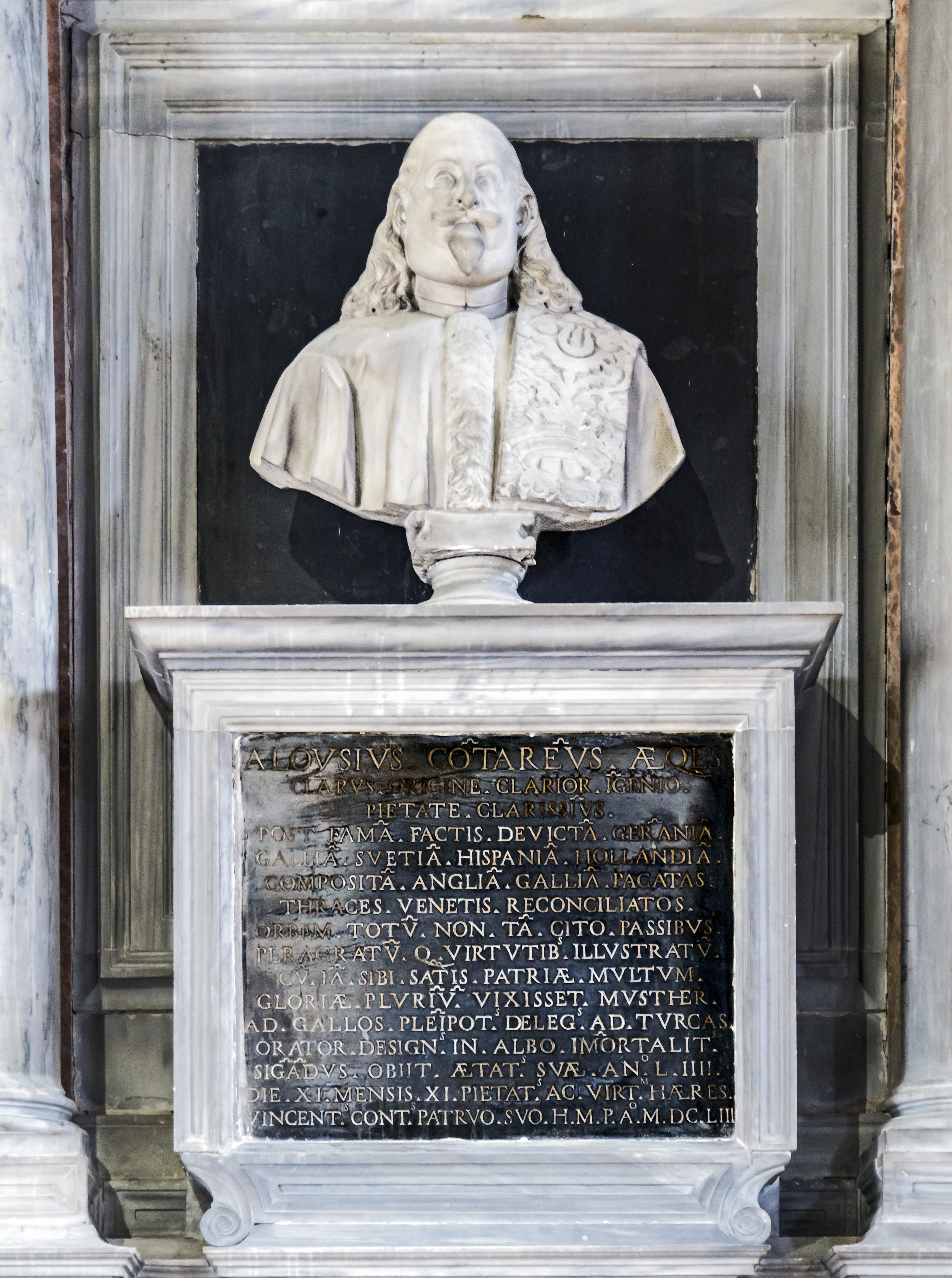
Alvise Contarini (1597-1651).
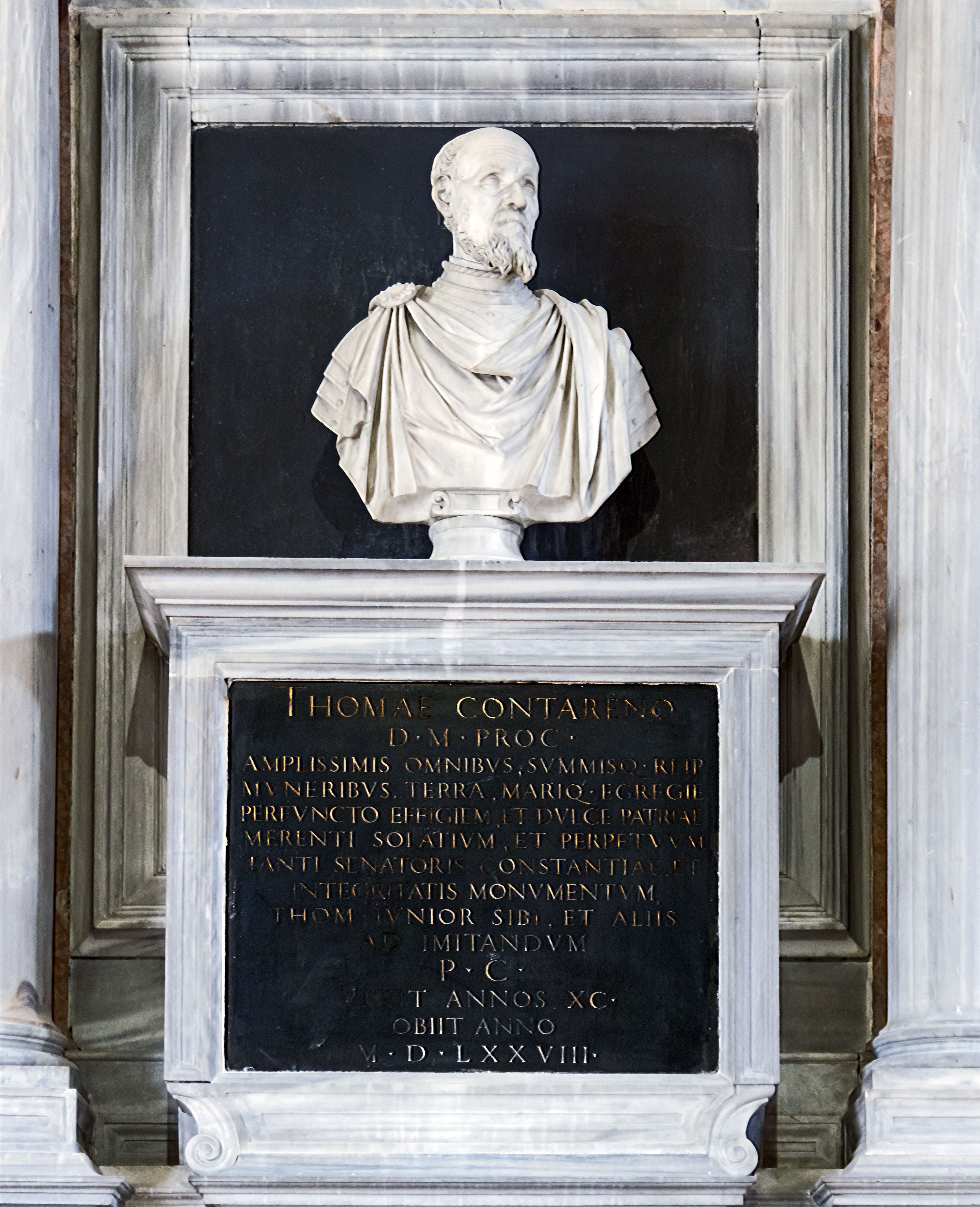
Tommaso Contarini (1488-1578) par Alessandro Vittoria.
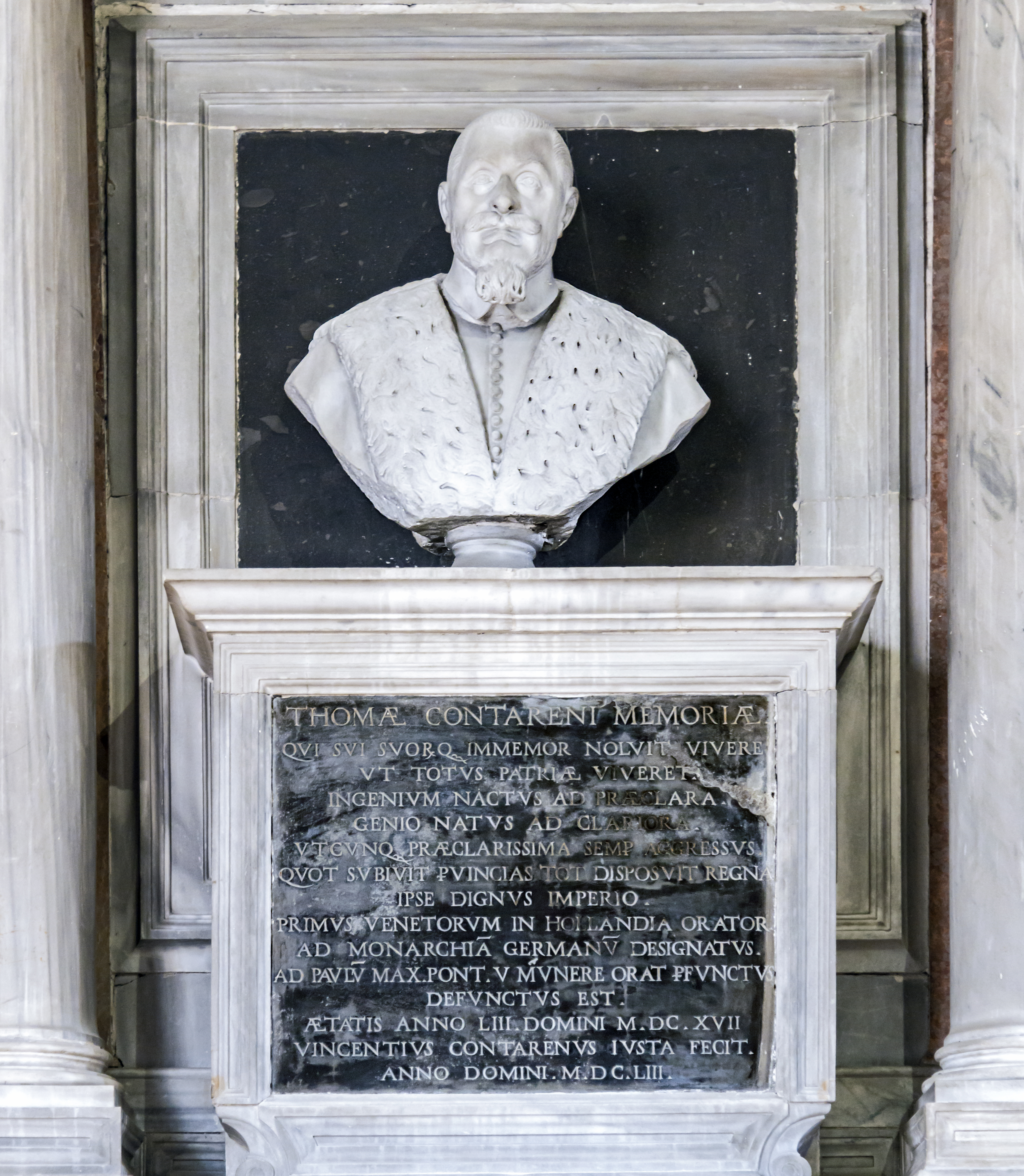
Tommaso Contarini (1562-1614).

Entre les chapelles  Morosini  et Contarini une huiles sur toile de l'école du Titien : Le mariage mystique de sainte Catherine d'Alexandrie. Après la chapelle Contarini une huile sur toile de Matteo Ponzone : La flagellation du Christ.  Avant la chapelle absidiale : une huile sur toile  Saint Georges terrassant le dragon, entre saint Jérôme et saint Tryphon par Matteo Ponzone et Dieu le Père en gloire par Domenico Tintoretto. 

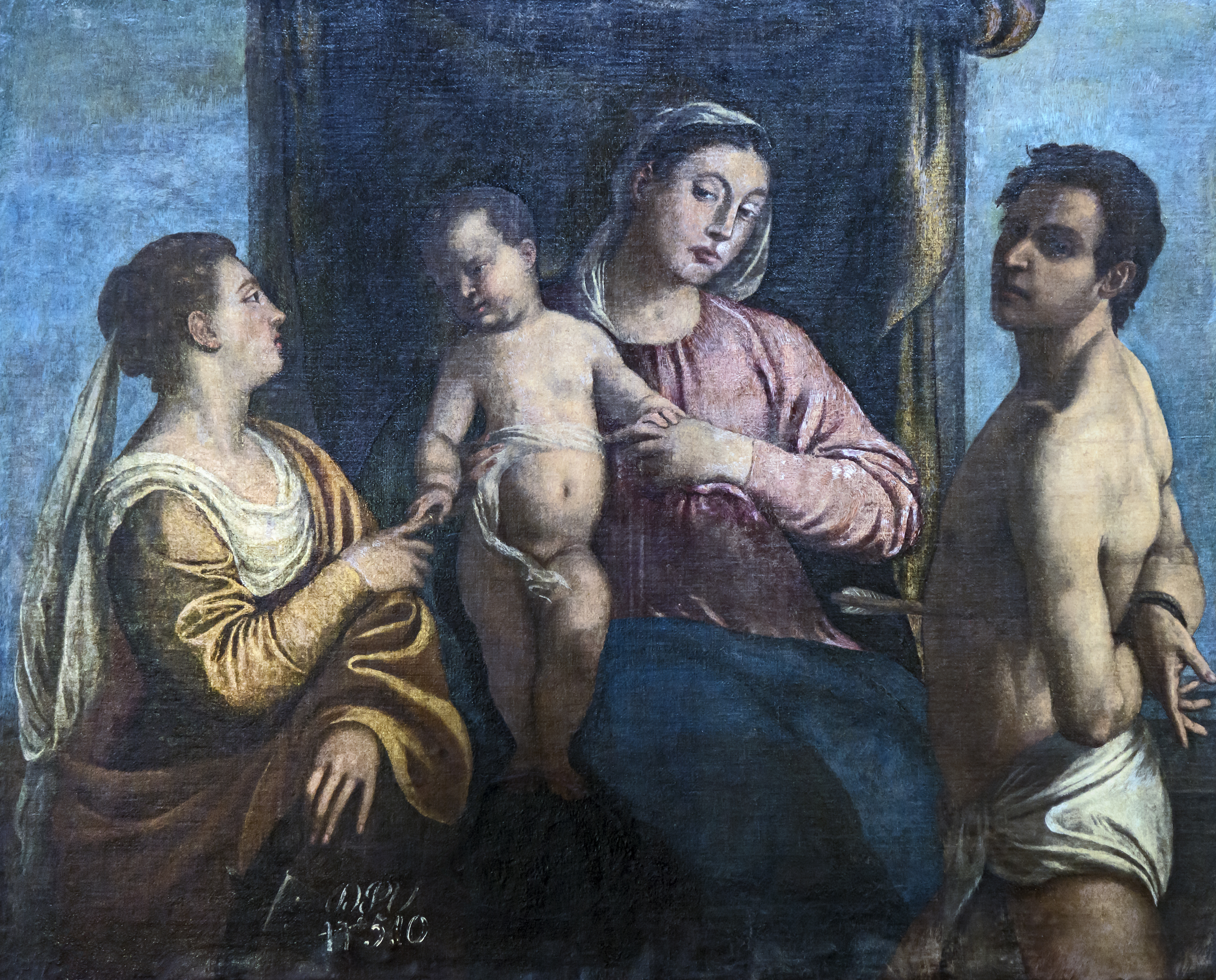
Le mariage mystique de sainte Catherine d'Alexandrie.
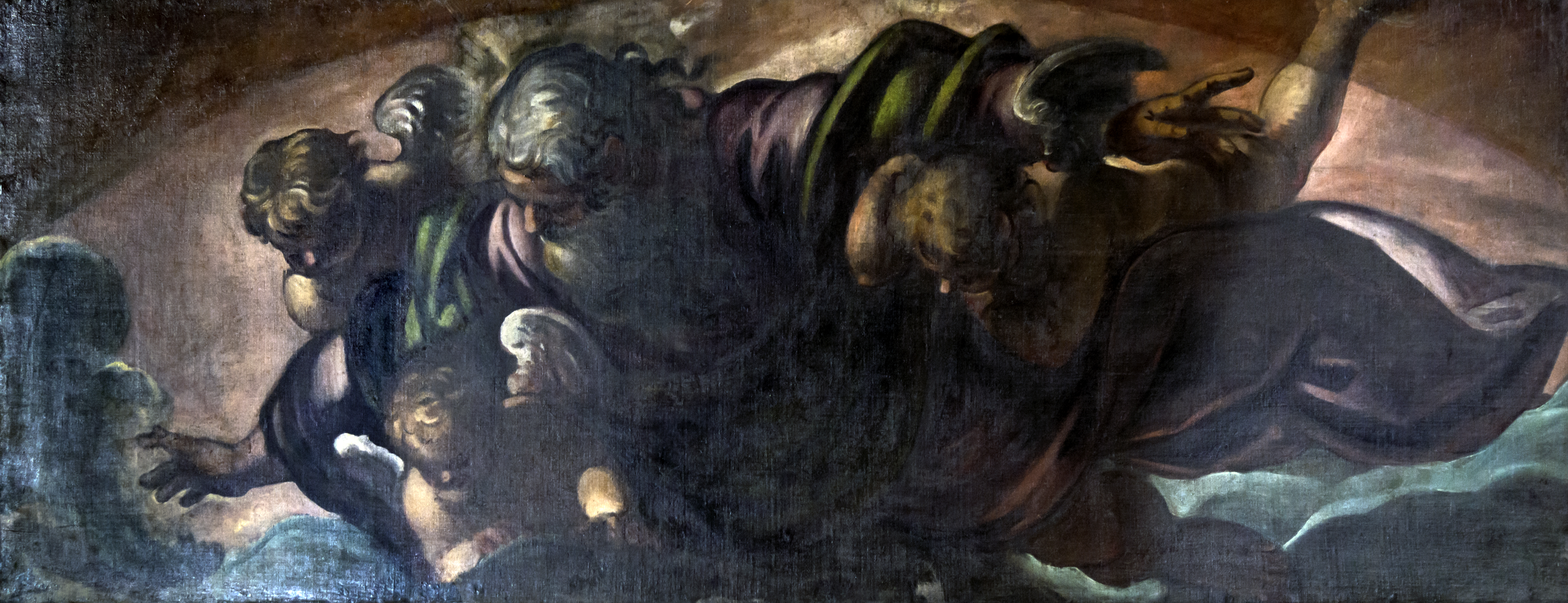
Dieu le Père en gloire par   Tintoretto.
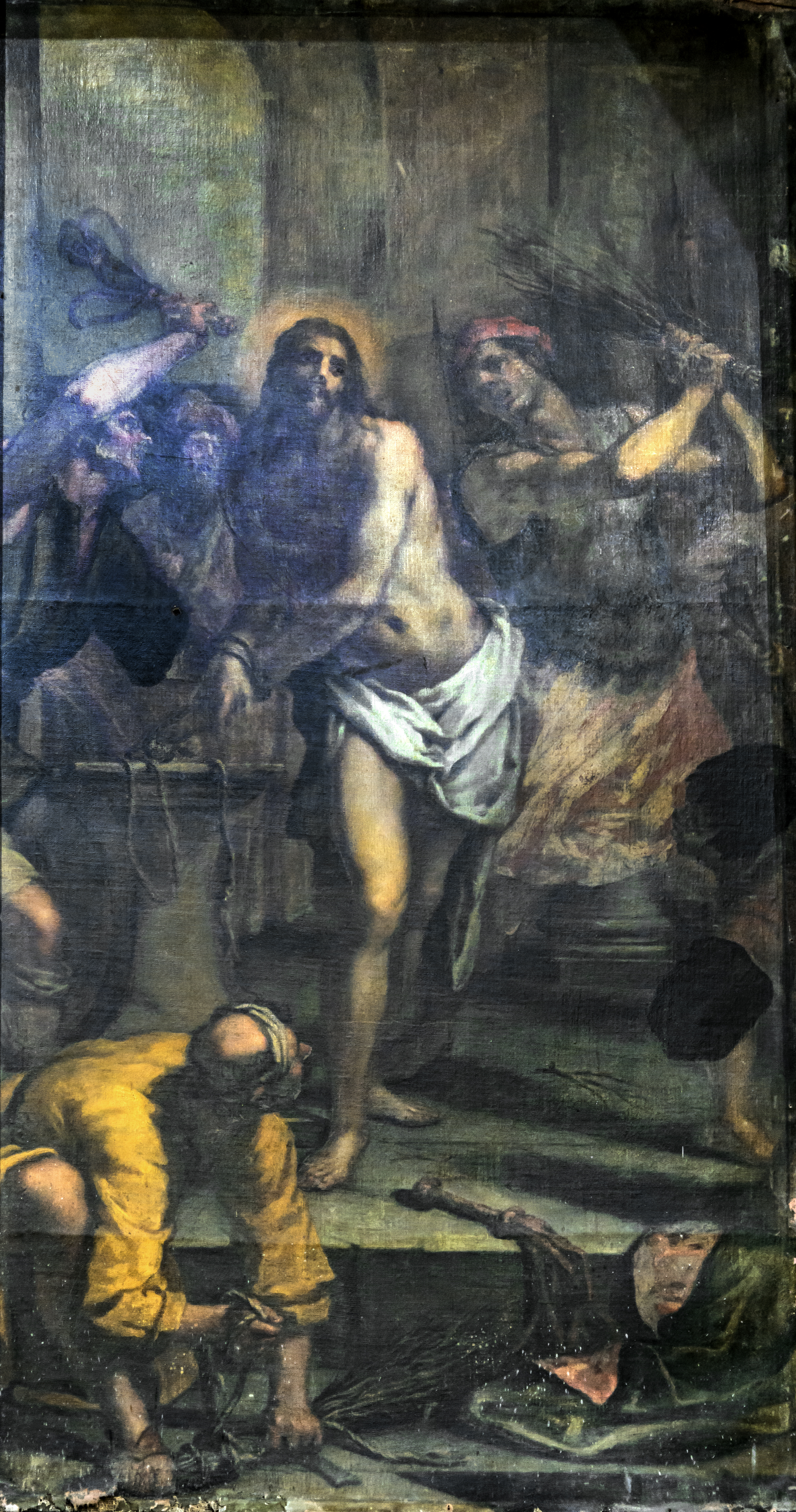
La Flagellation du Christ par Matteo Ponzone.
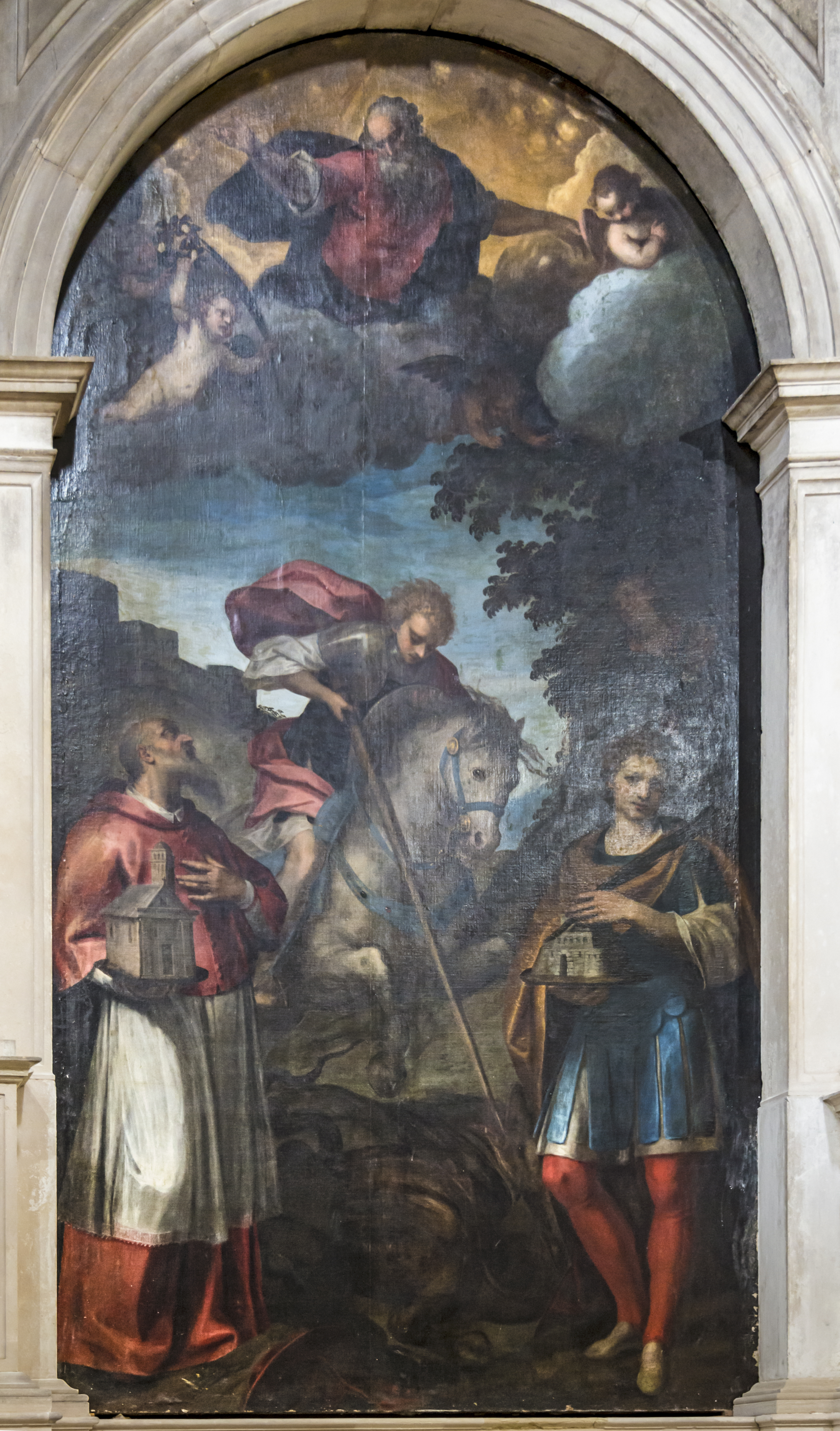
Saint Georges terrassant le dragon"  par Matteo Ponzone.

Chapelle absidale de gauche
La cappella della scuola dei Forneri. Le tableau du retable est une copie de 1869 d'un tableau du Pordenone : Saint Laurent Justinien et des Saints.

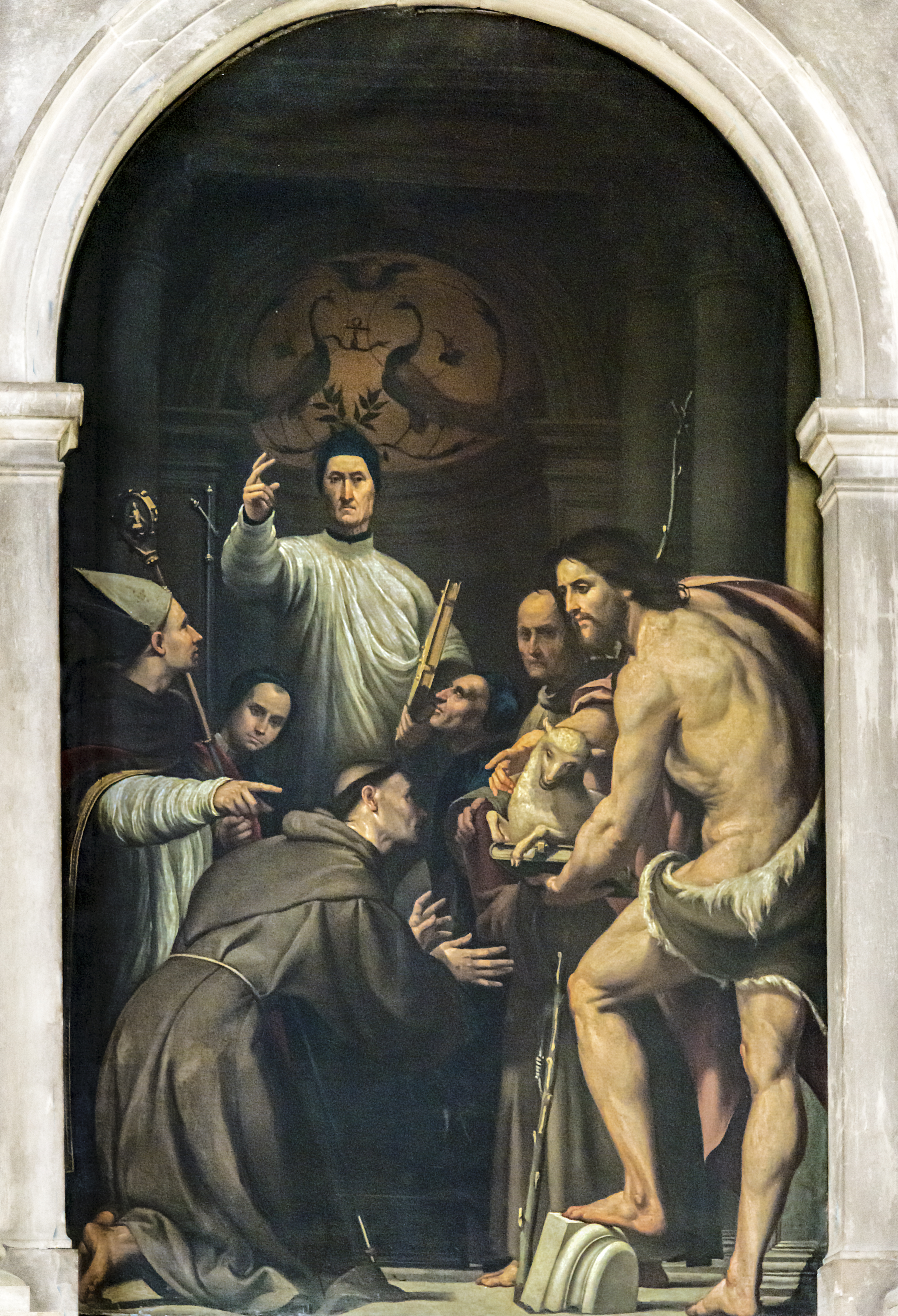
Saint Laurent Justinien et des Saints.

### Partie droite de la nef
De l'entrée vers le chœur.
Une Vierge à L'Enfant
Sculpture, attribuée à Antonio Rizzo (Deuxième moitié du XVe siècle.
Le retable de saint Jean Baptiste.
Outre le décor en marbre érigé en 1495, il vaut pour le saint Jean Baptiste avec les saints  Pierre, Marc, Jérôme et Paul par Cima da Conegliano peint entre 1491 et 1492.
L'autel de saint Christophe.
La tableau du retable représentant saint Christophe est une copie du XIXe siècle de l'original réalisé par Cima da Conegliano, conservé aujourd'hui aux Gallerie dell'Academie.
L'autel de l'Immaculée conception.
Il a été initialement construit en 1593 pour abriter la statue miraculeuse de la Vierge maintenant dans la chapelle Saint-Maur.
Monument à Gerolamo Cavazza.
Le noble vénitien Gerolamo Cavazza a été le mécène du sculpteur Giuseppe Sardi (1624-1699) qui en 1657 a réalisé son tombeau.
Le retable du Martyre de saint Laurent
La Présentation de Marie au Temple, 1552-1553, toile de 429 × 480 cm. À l'origine un des battants extérieurs du buffet de l'orgue.

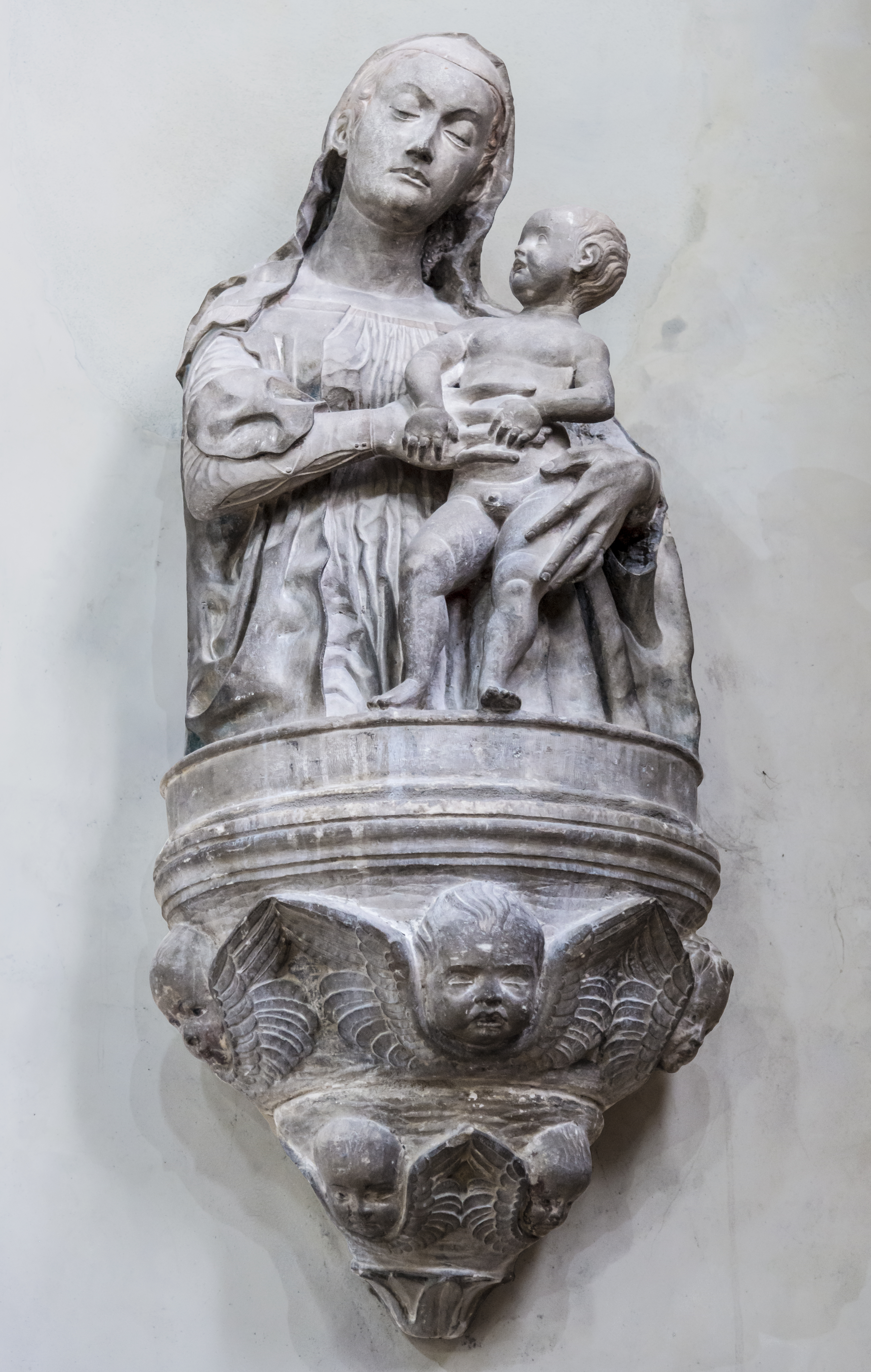
Vierge à L'Enfant (Deuxième moitié du XVe siècle.
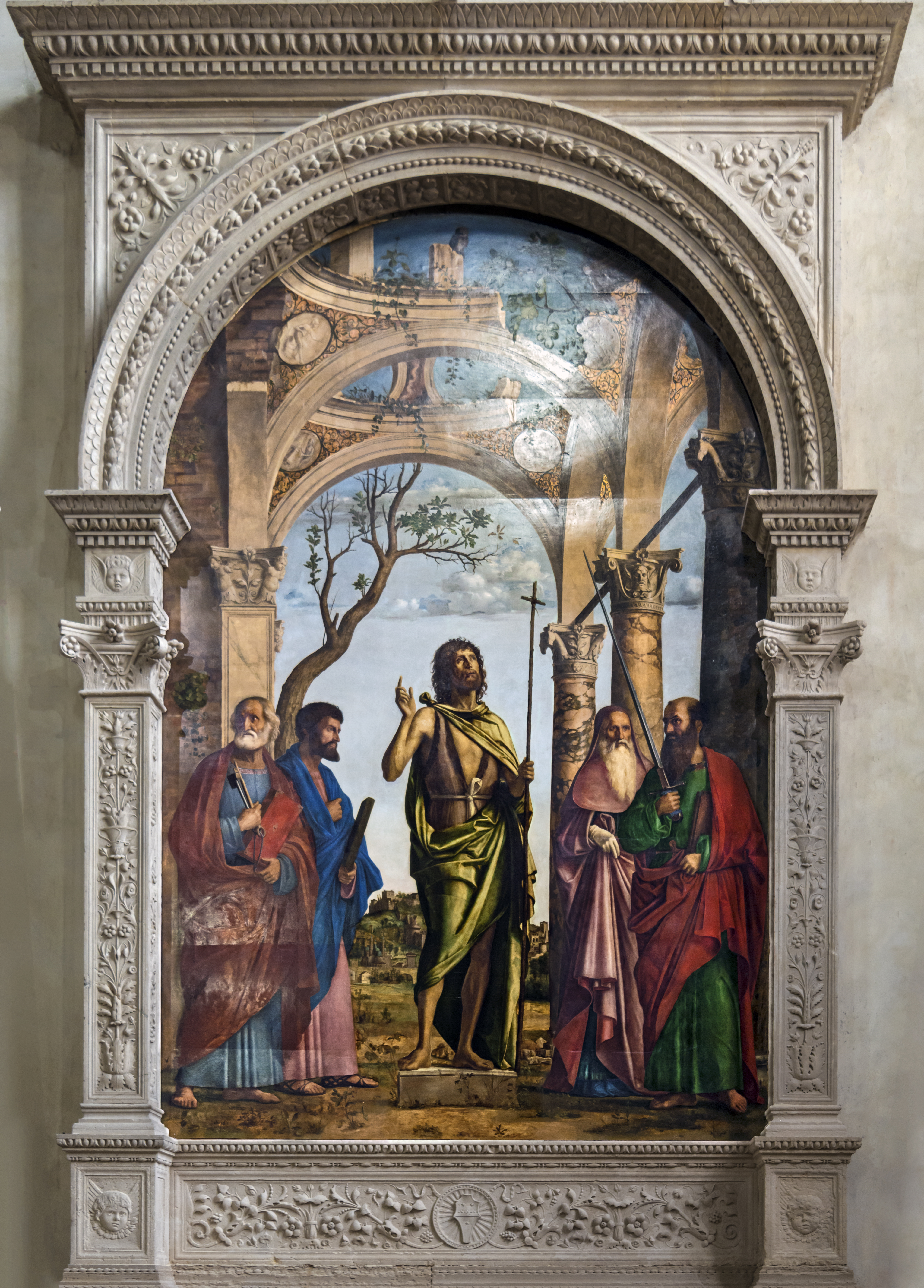
Saint Jean Baptiste avec les saints Pierre, Marc, Jérôme et Paul.
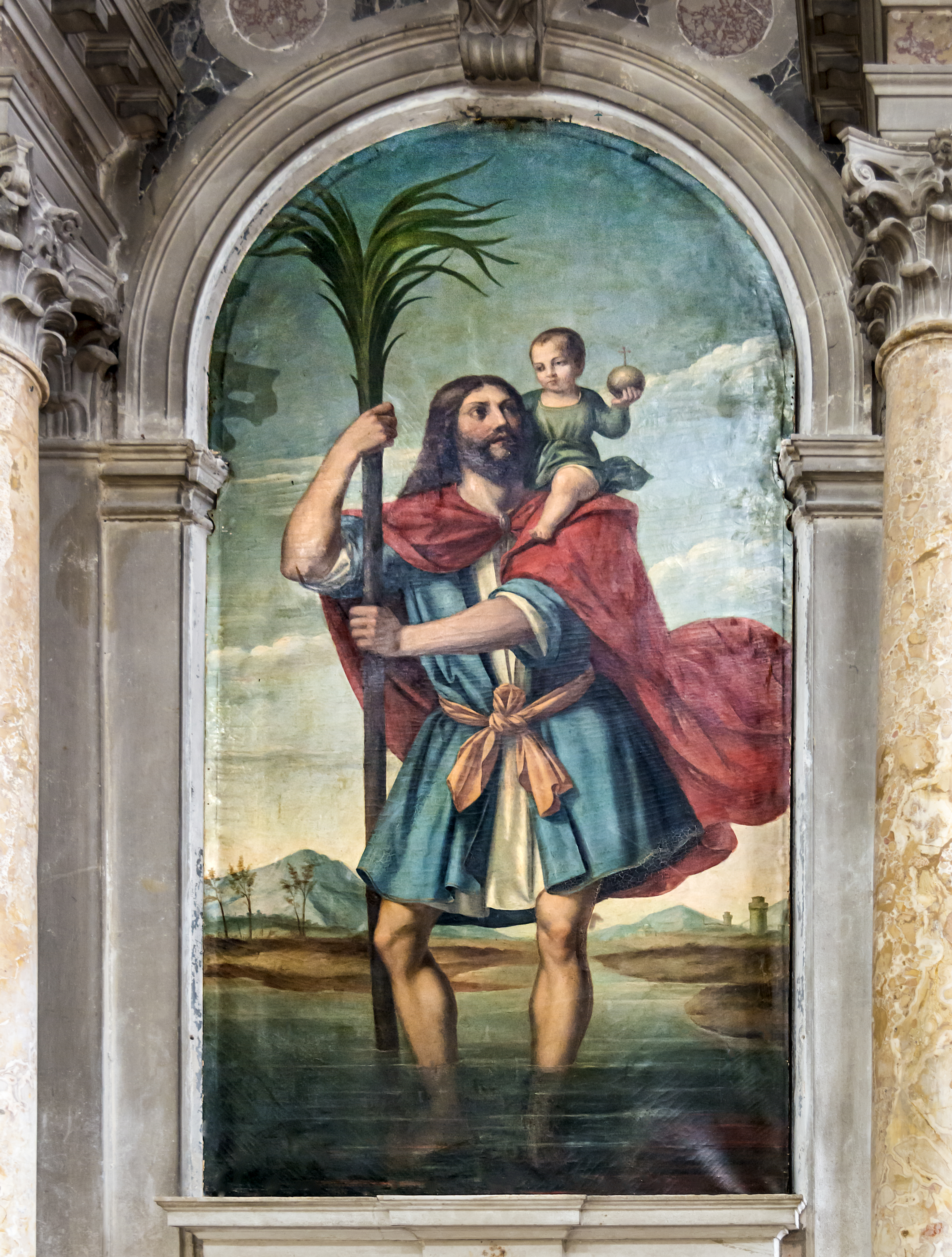
Le retable de saint Christophe.
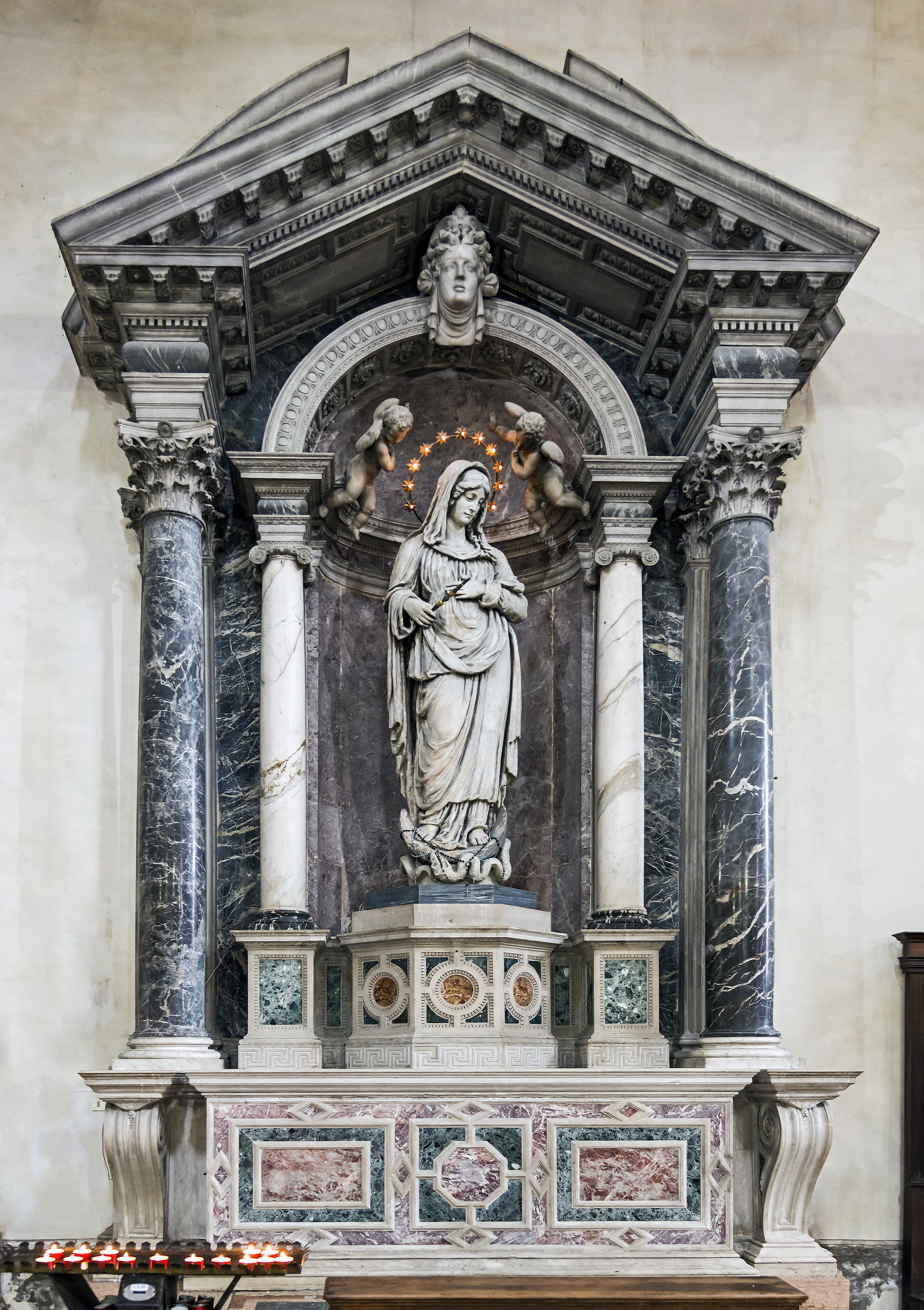
Autel de l'Immaculée Conception.
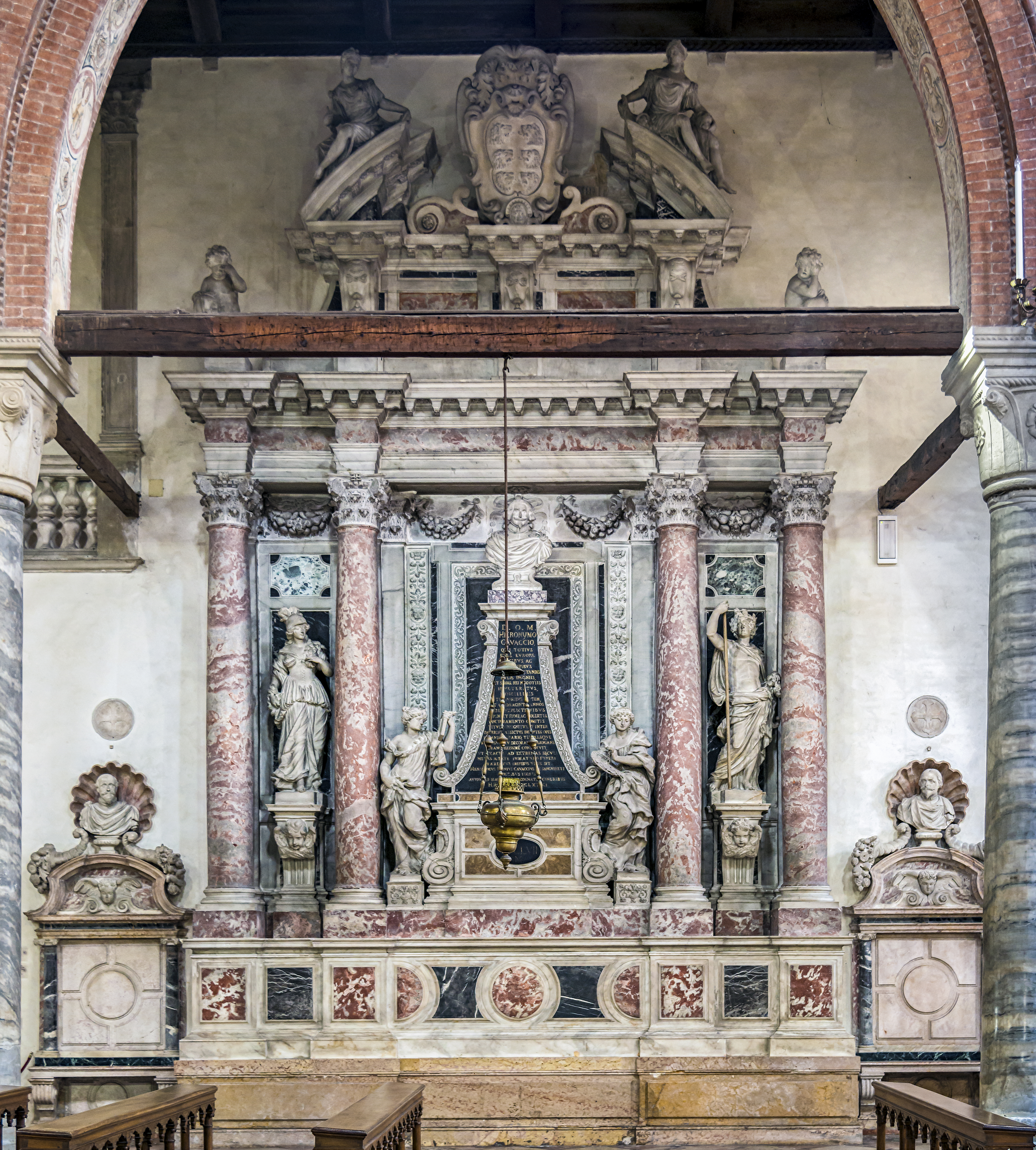
Monument à Gerolamo Cavazza.
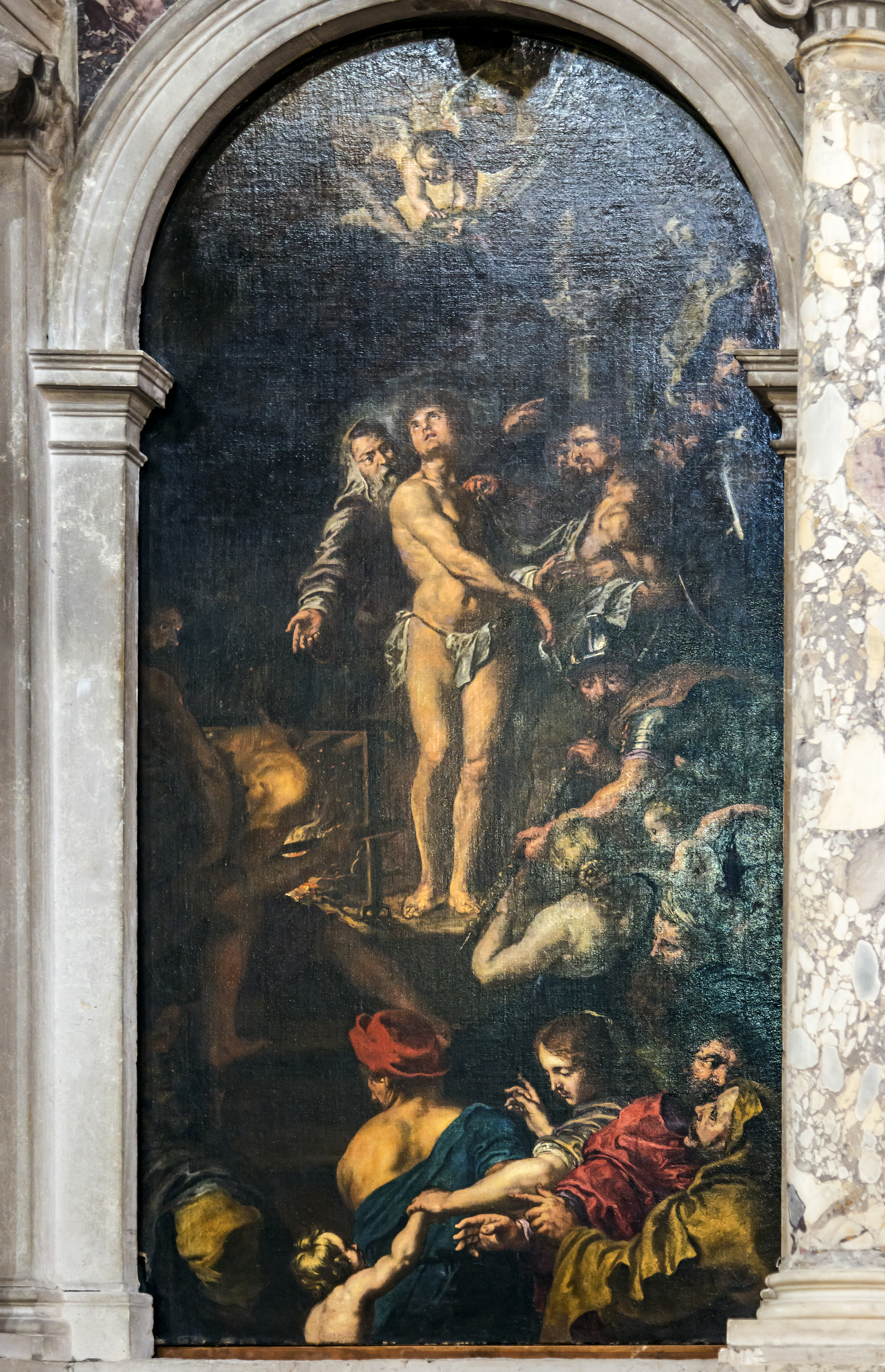
Retable du Martyre de saint Laurent.
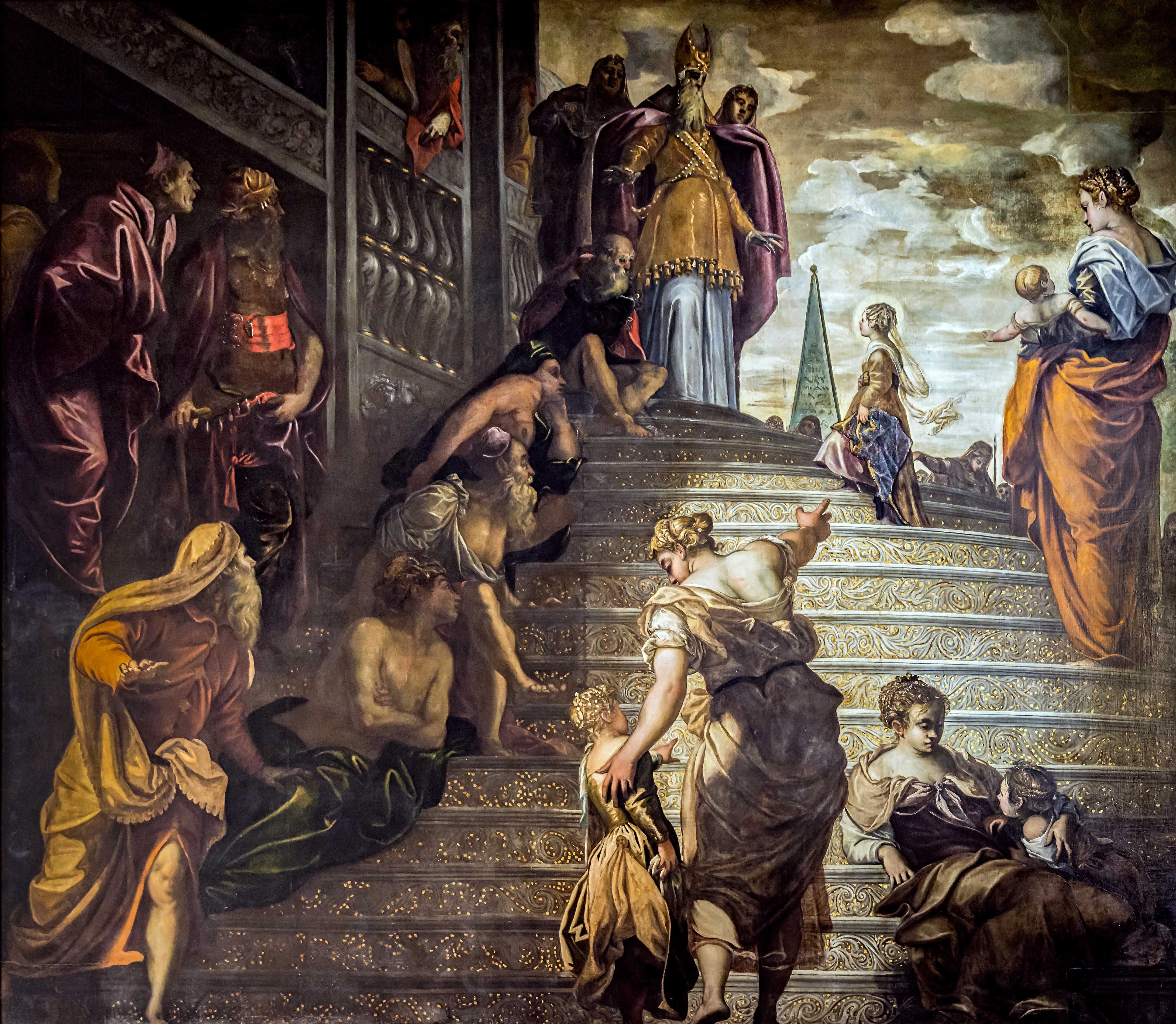
Présentation de Marie au temple par  Tintoretto.

#### La chapelle Saint-Maur
Dédiée à saint Maur elle contient de nombreuses œuvres :
- San Leonardo Murialdo par Ernani Costantini (1983).
- La statue d'une Madonna miraculeuse par Giovanni De Santi, XIVe siècle.
- Une copie de la toile Compianto sul Cristo morto, de  Gerolamo Savoldo (1480-1548) qui se trouve à Vienne.
- Le tableau du retable  (huile sur toile) : Madonna col Bambino e S.Mauro abate (Vierge à l'Enfant avec saint Maur) par Antonio Molinari (1655-1704).
- De nombreuses pierres tombales, initialement dans la nef.
- 28 portraits de saints et de bienheureux vénitiens de divers auteurs, huiles sur toile vers 1622.

Les doges Orso II Participazio et Pietro Orseolo, Laurent Justinien, Pietro Acotanto, Francesco Querini patriarche de Grado, le cardinal Antonio Correr, Antonio Pizzamano évêque de Feltre, Le bienheureux Niccolò Giustiniani, saint Titien évêque d'Oderzo, le jésuite bienheureux Antonio Bembo, Le bienheureux Gérard de Csanád, le bienheureux Giovanni Olini, Maffio Contarini, 2e patriarche de Venise de 1456 à 1460, saint Demetrio Minotto, martyr de l'époque romaine, soldat à Thessalonique.
Les bienheureuses :  Illuminata Bembo, et Euphemia Giustiniani.

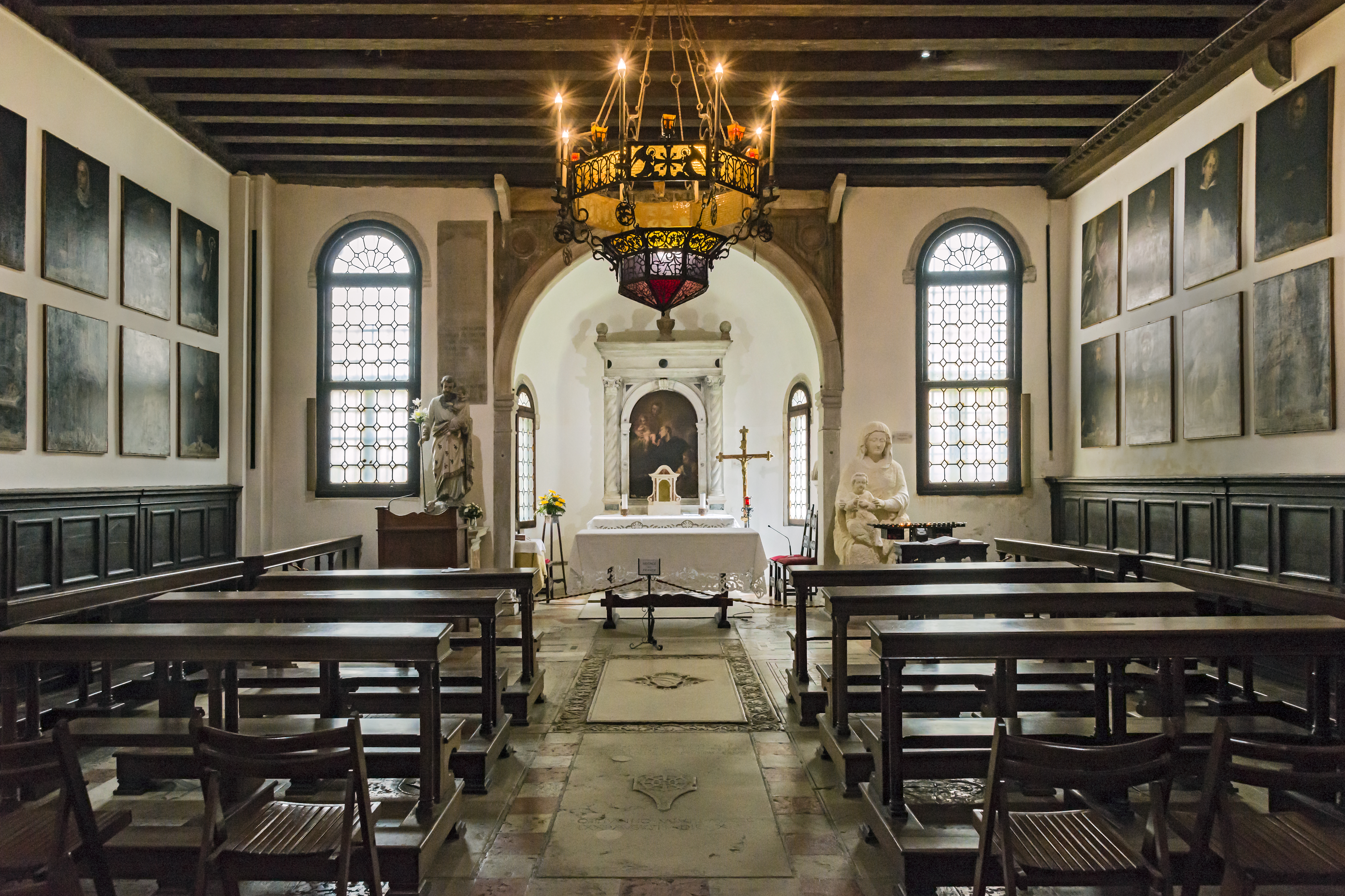
Chapelle  saint-Maur.
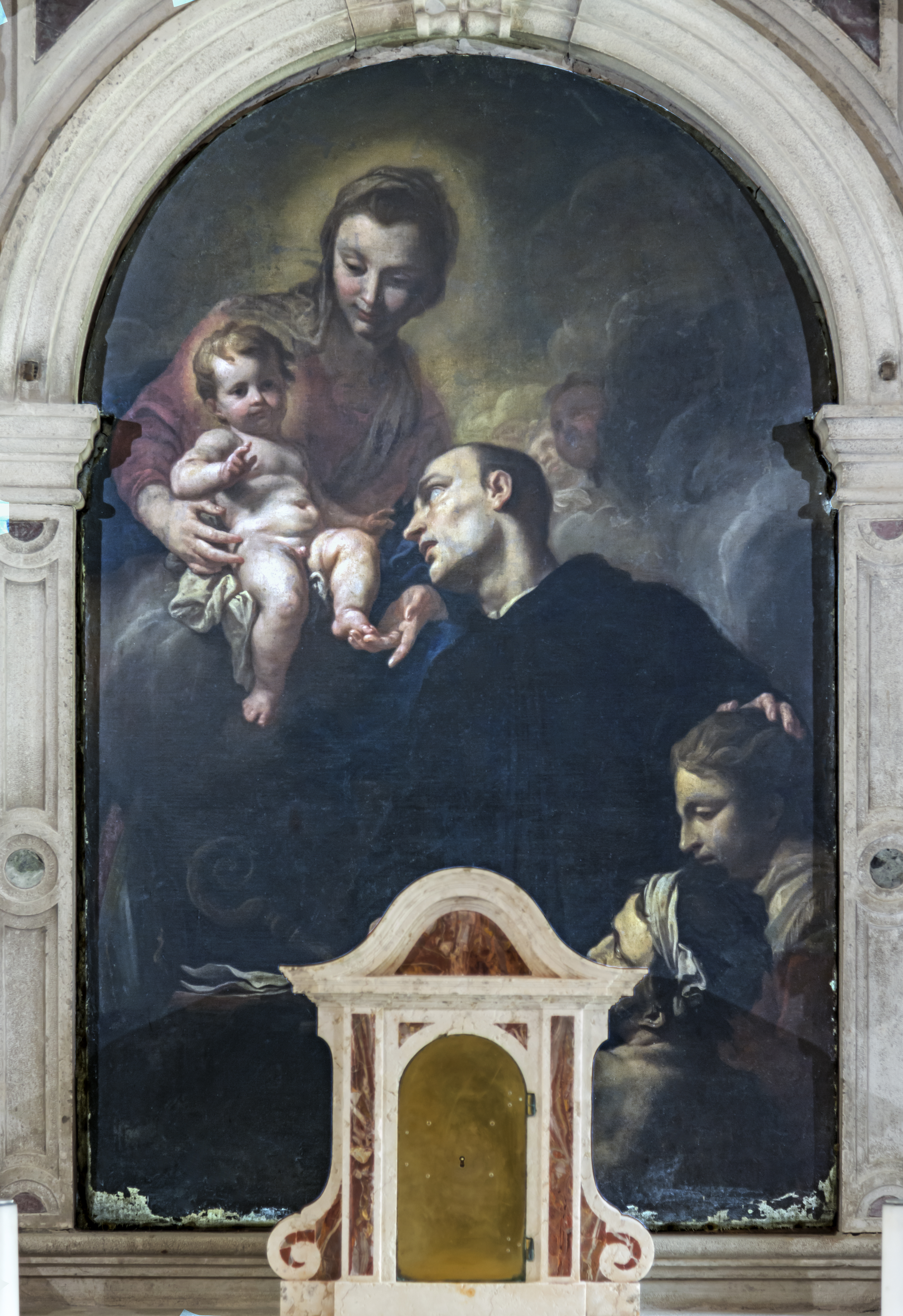
Vierge à l'Enfant avec saint Maur par Antonio Molinari.
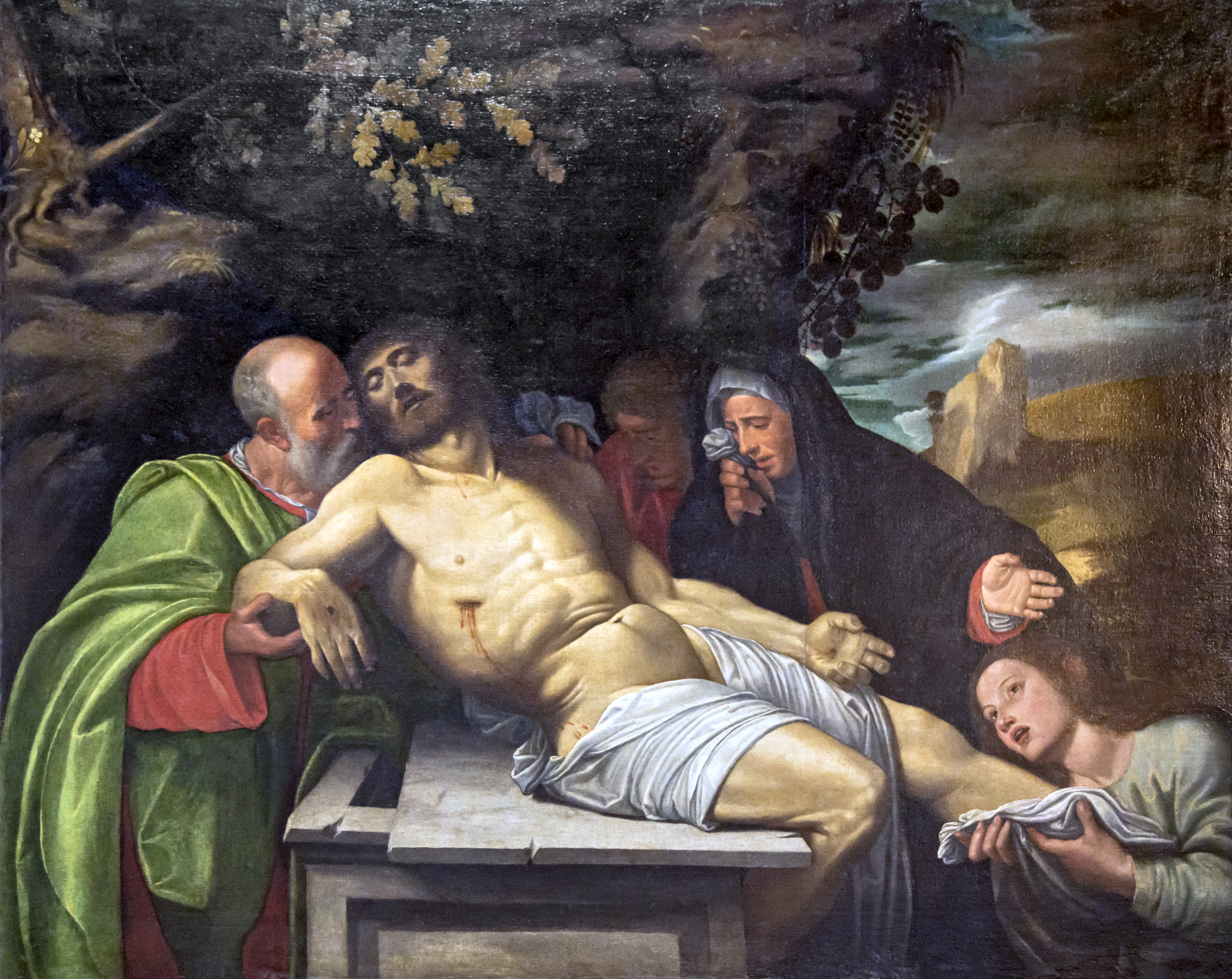
Compianto sul Cristo morto, de  Gerolamo Savoldo.

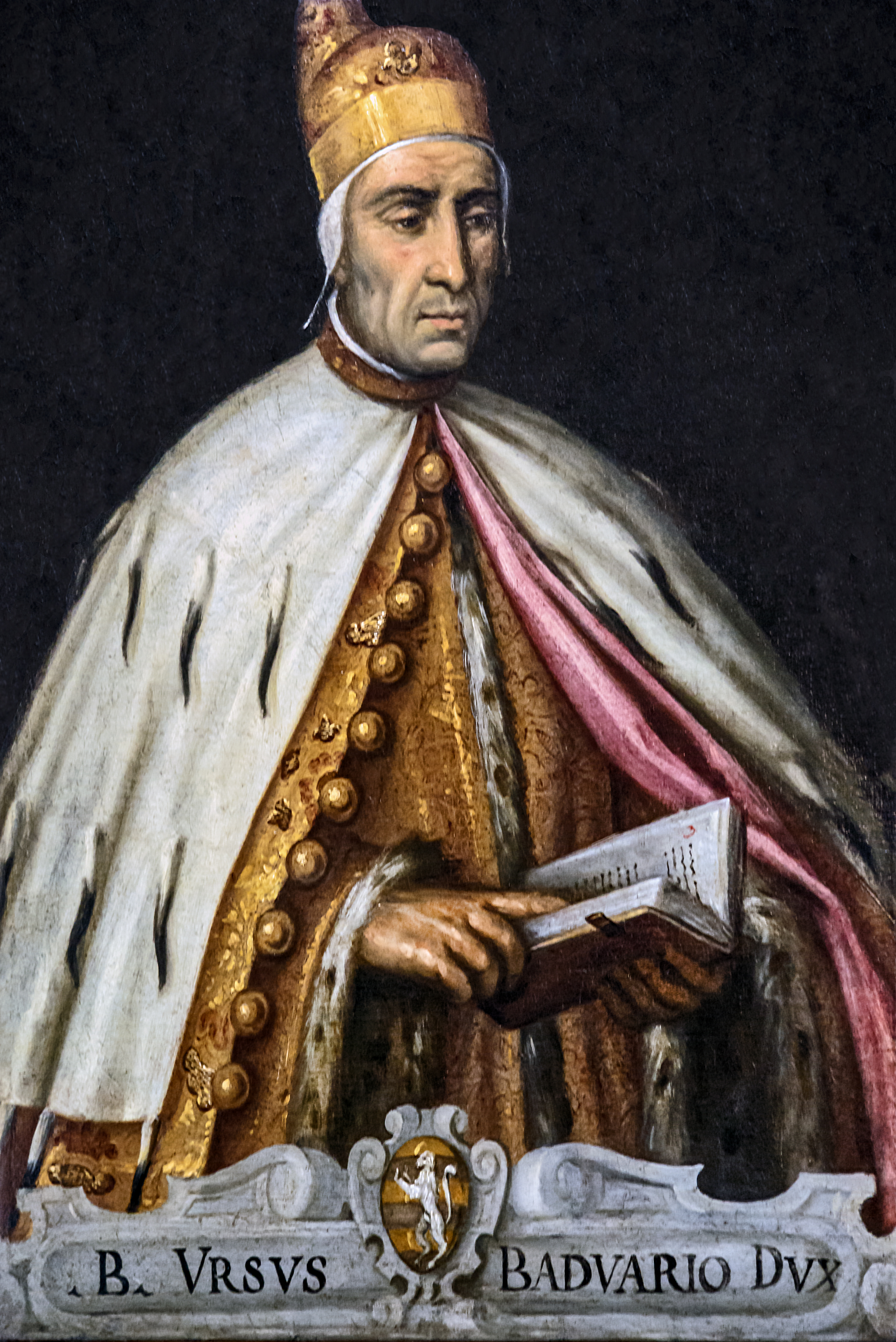
Orso II Participazio.
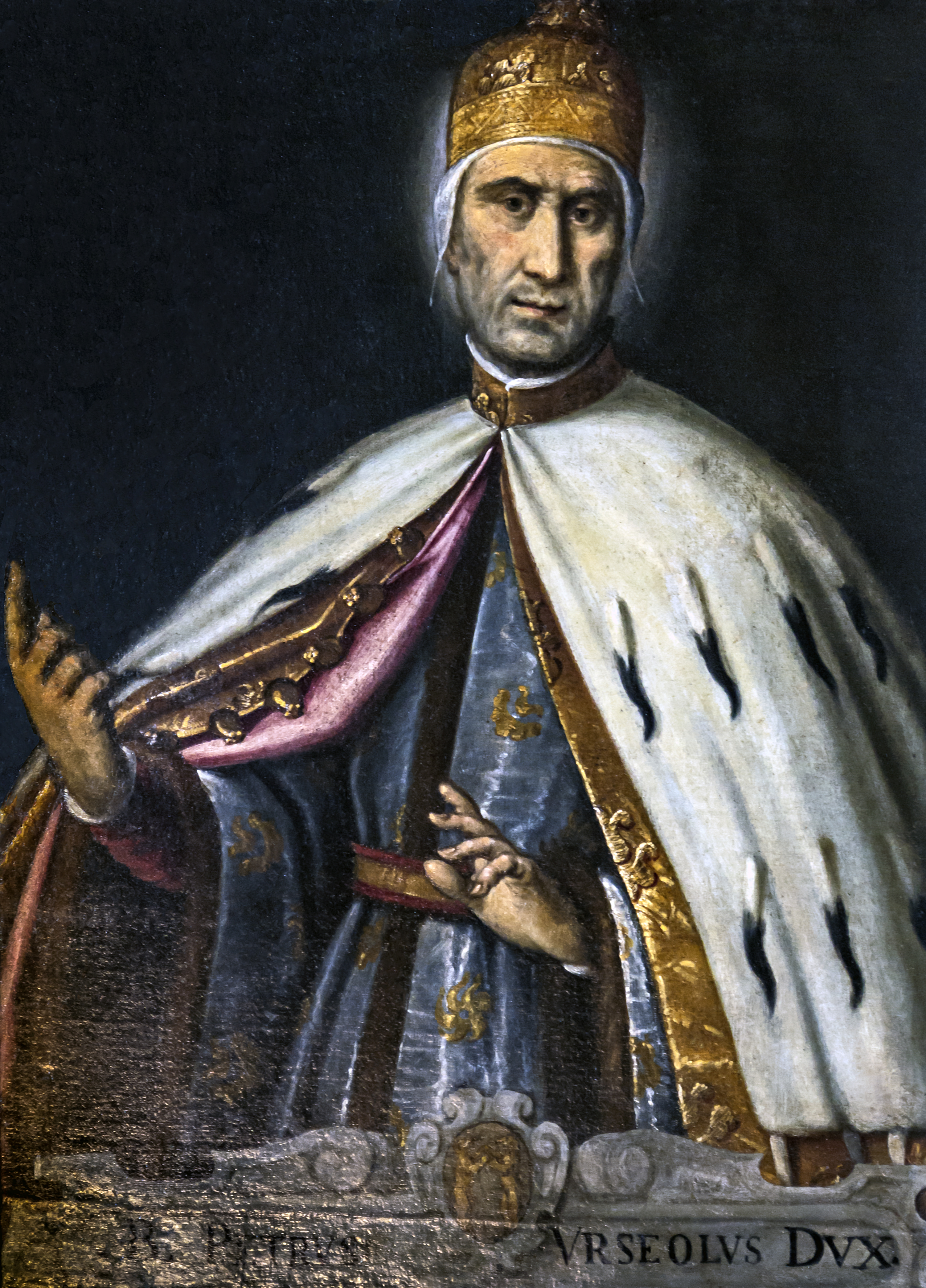
Pietro I Orseolo.
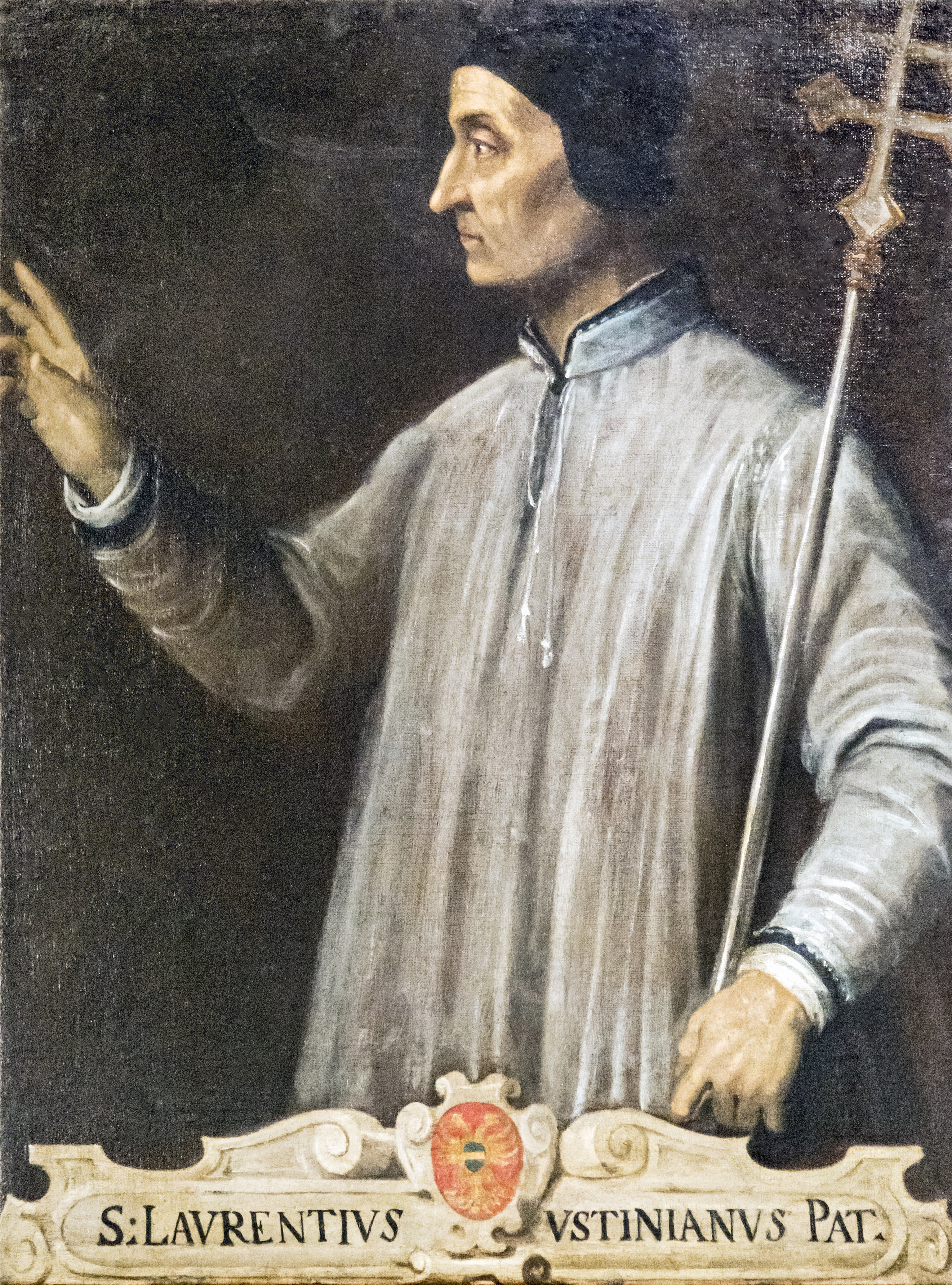
Laurent Justinien.
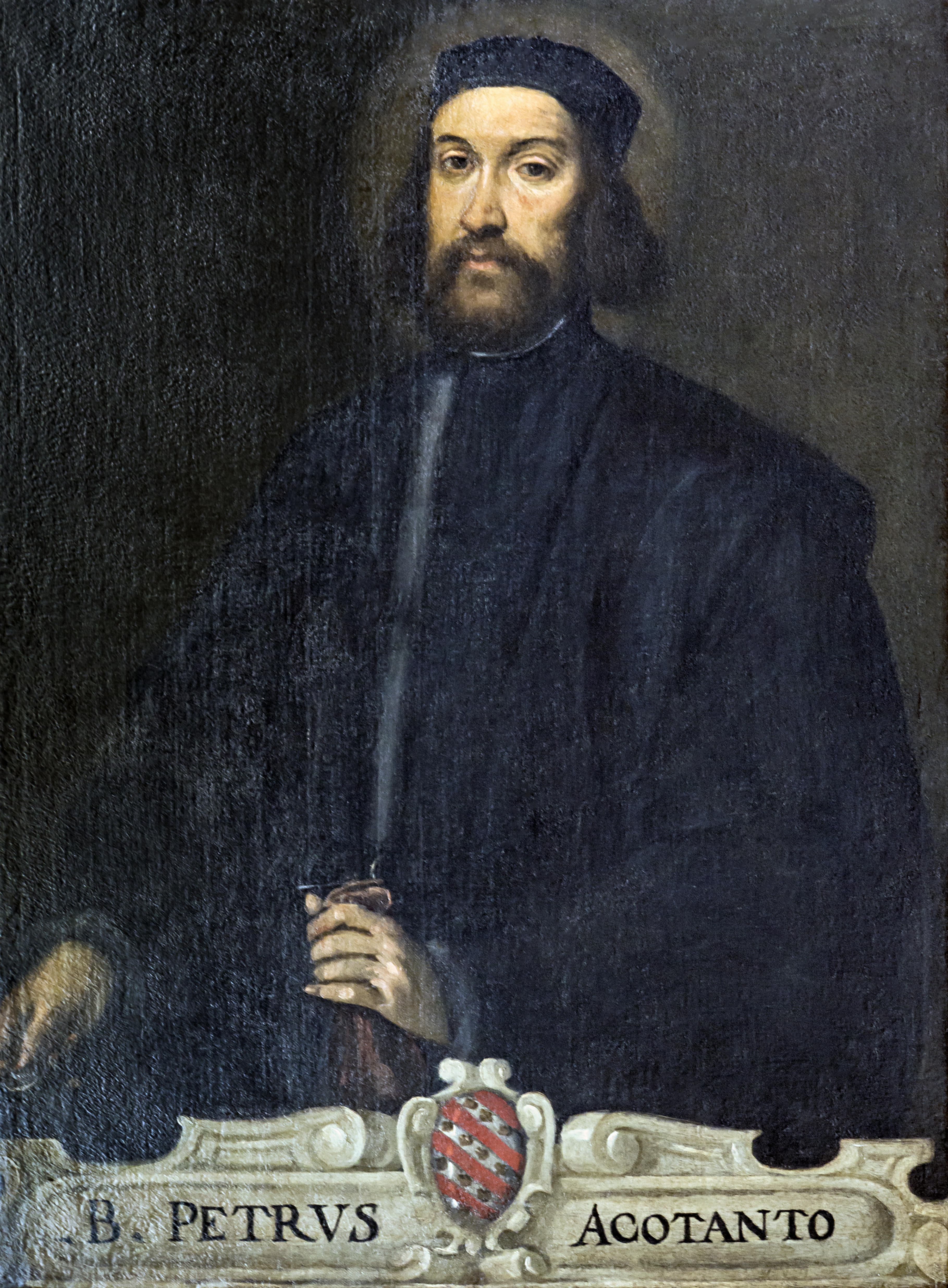
Pietro Acotanto.
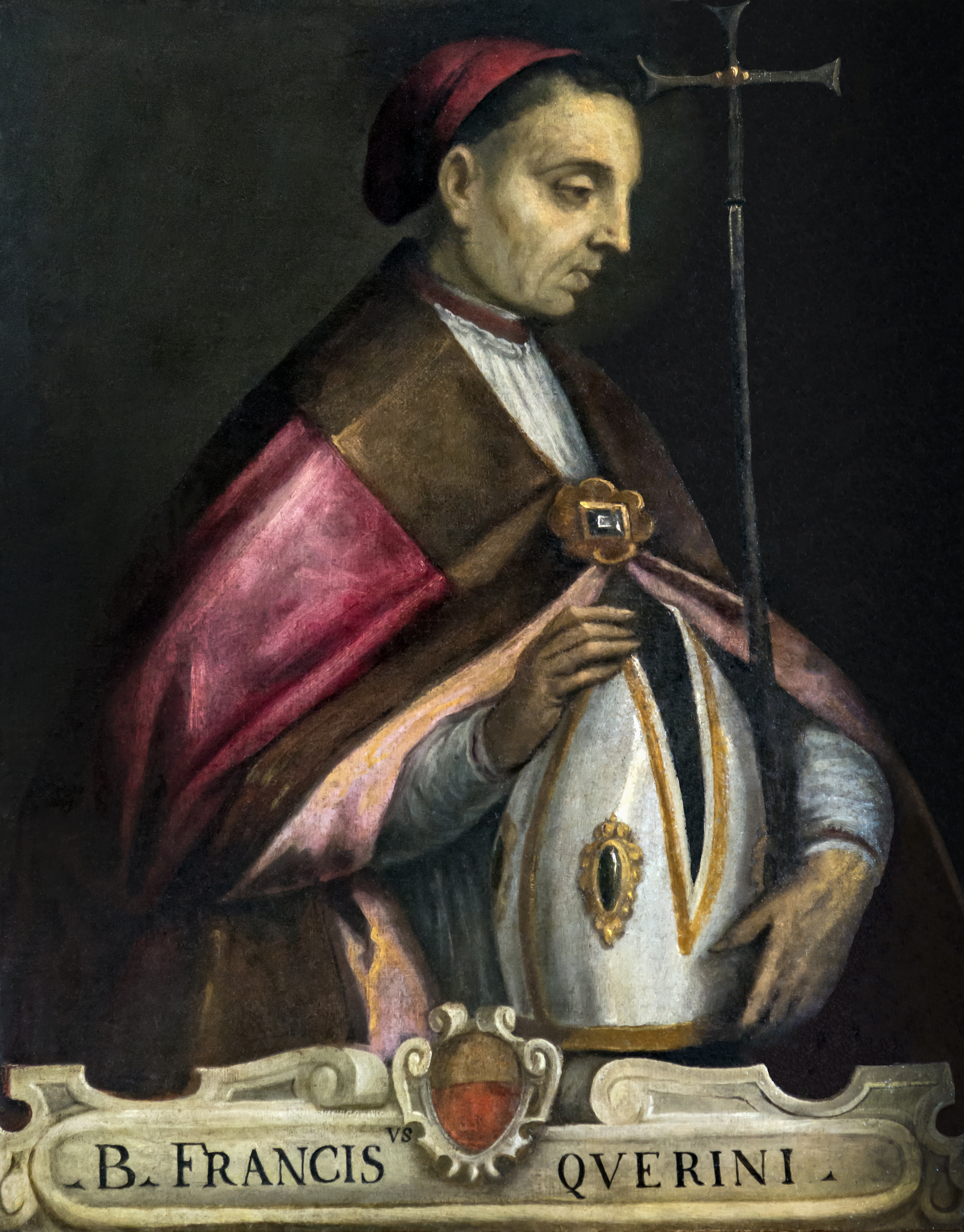
Saint Francesco Querini.
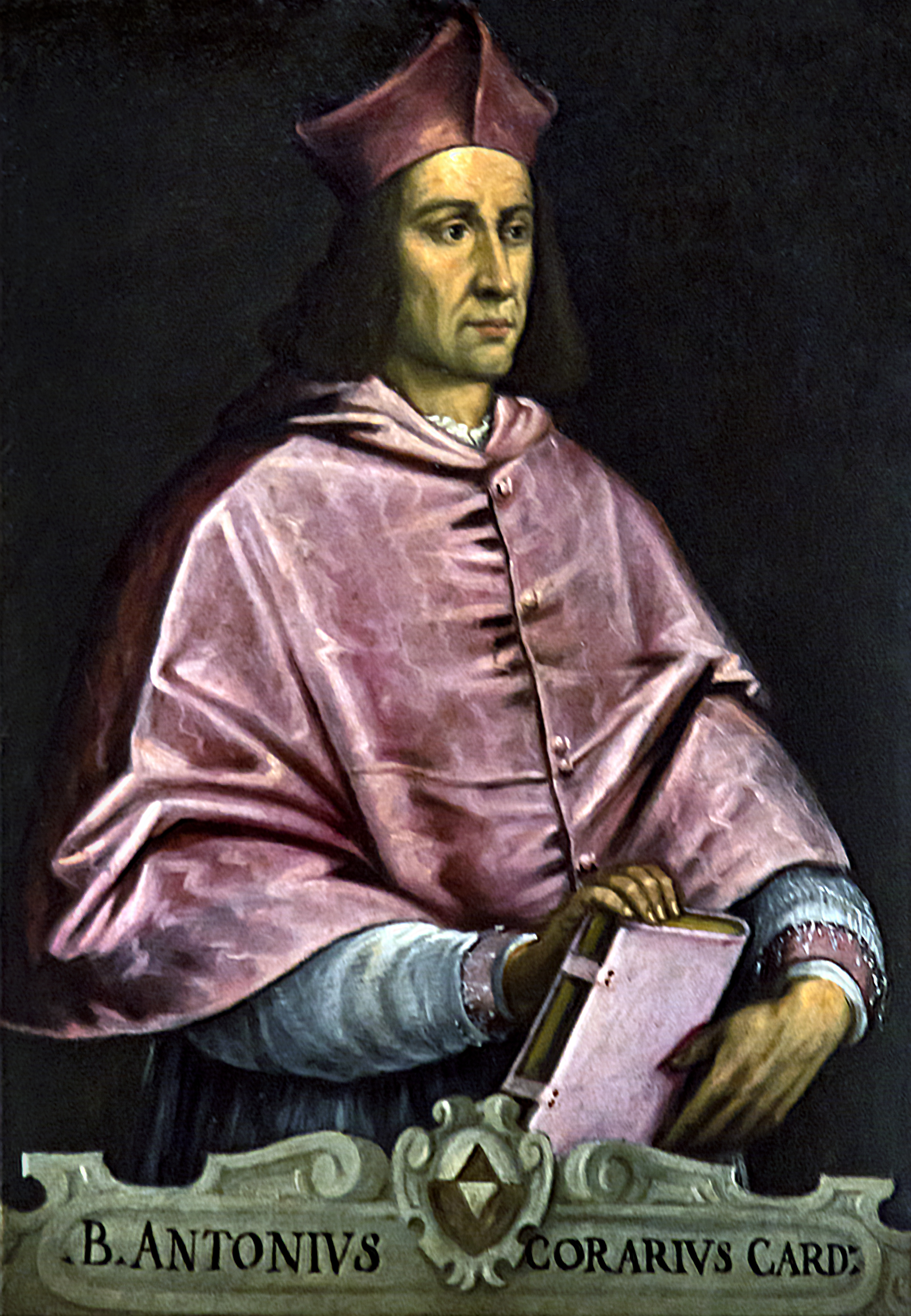
Antonio Correr.
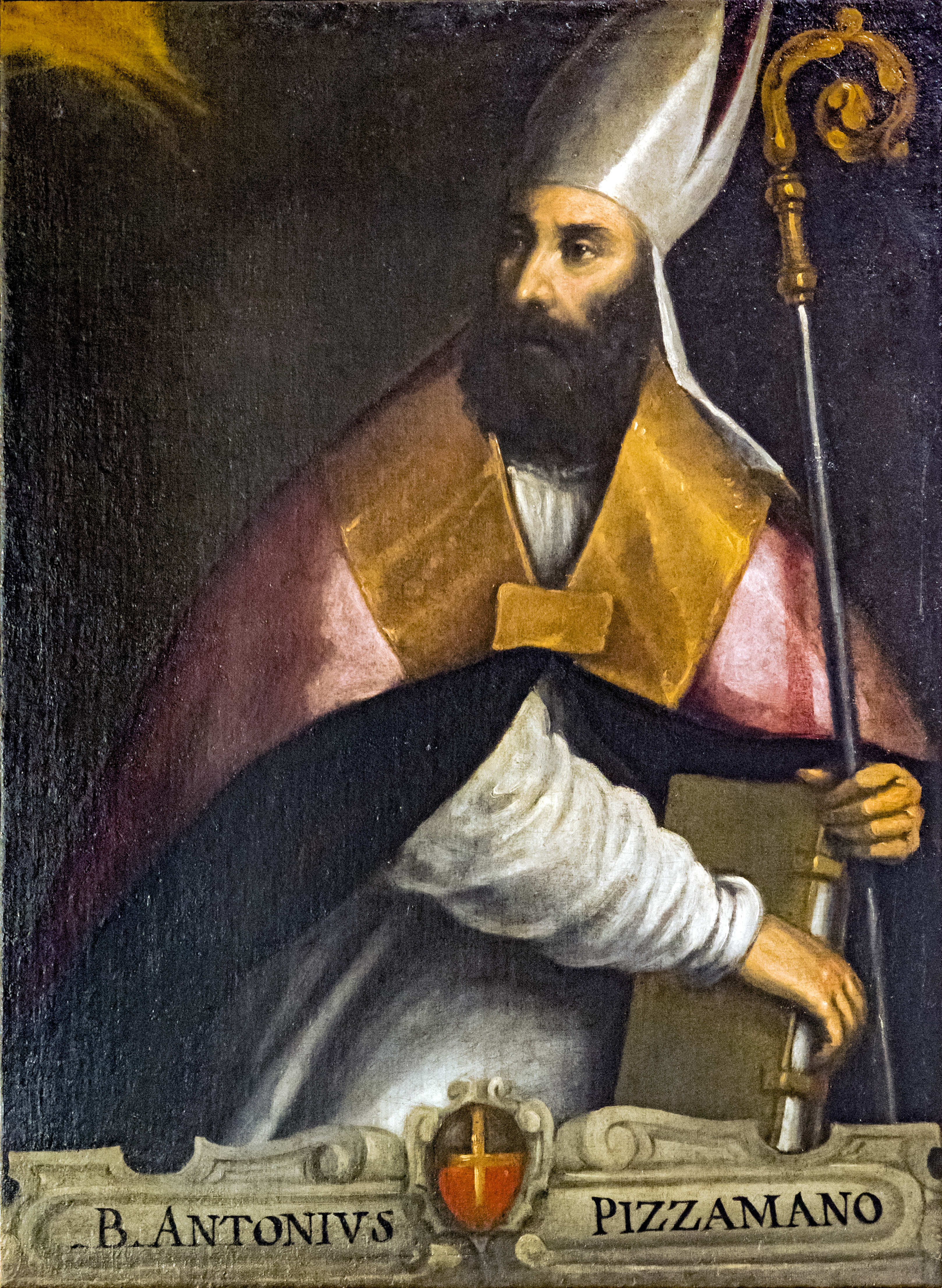
Antonio Pizzamano.
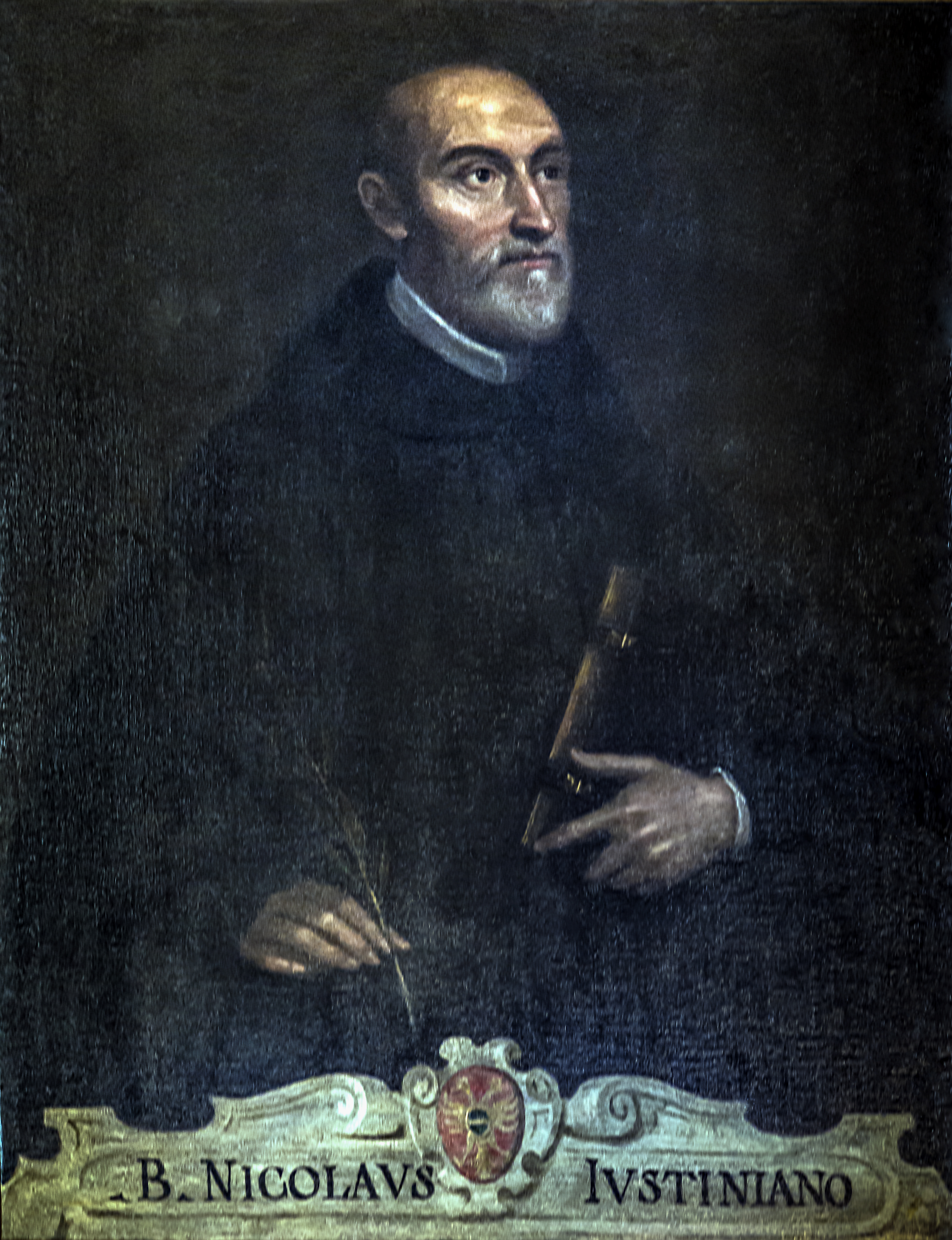
Niccolò Giustiniani.
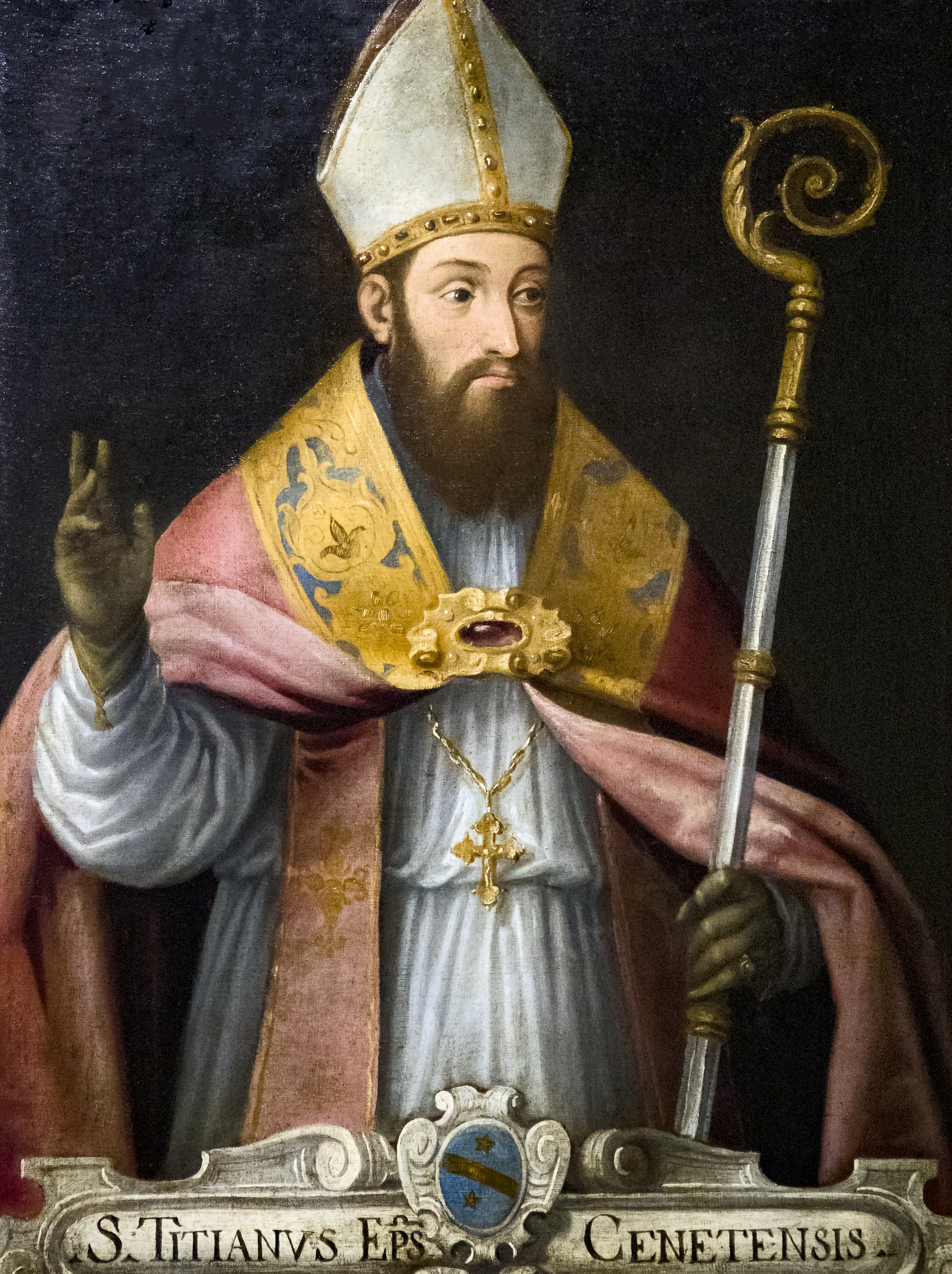
Saint Titien.
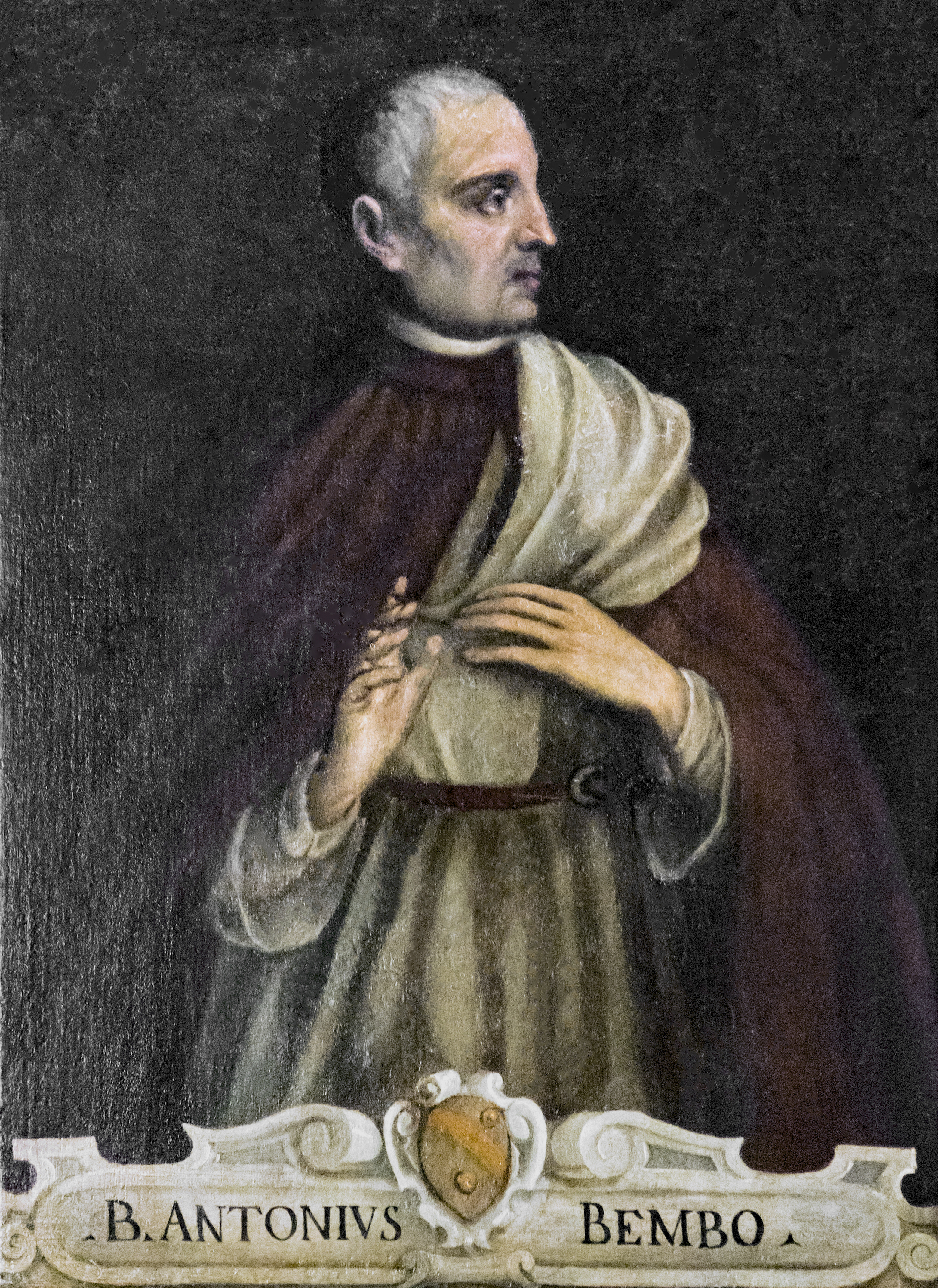
Le bienheureux Antonio Bembo.
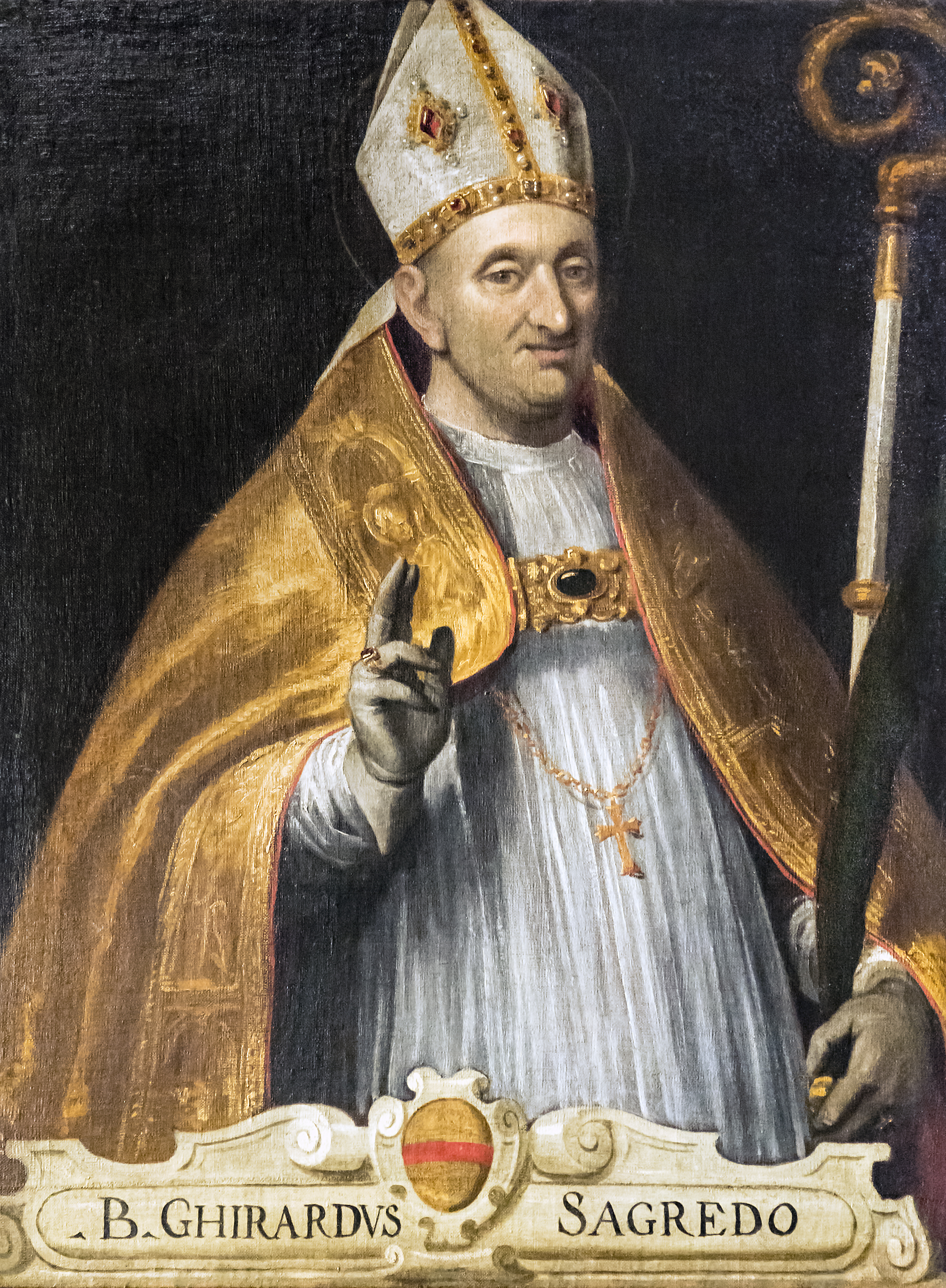
Le bienheureux Gérard de Csanád.
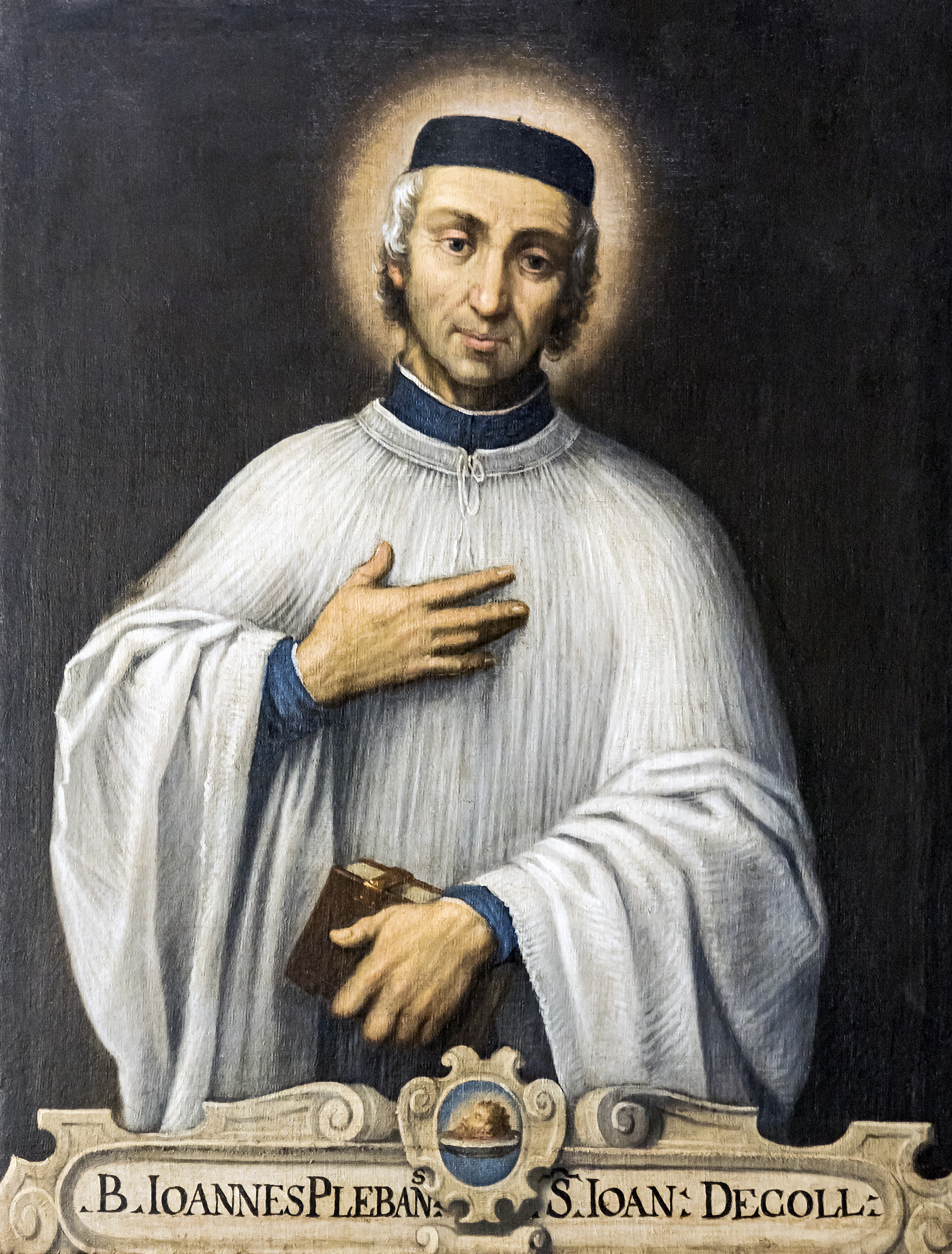
Le bienheureux Giovanni Olini.
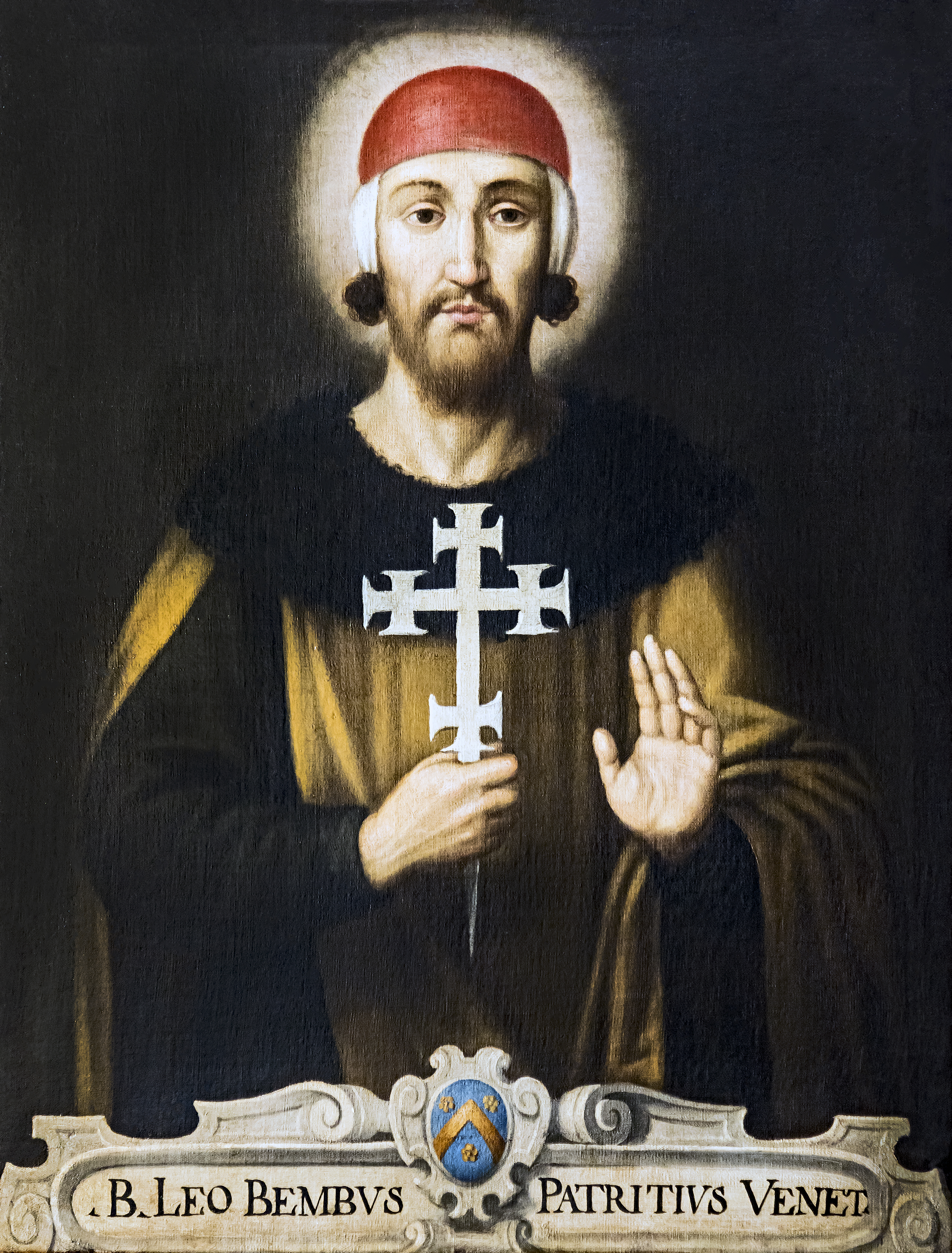
Le bienheureux Leon Bembo.
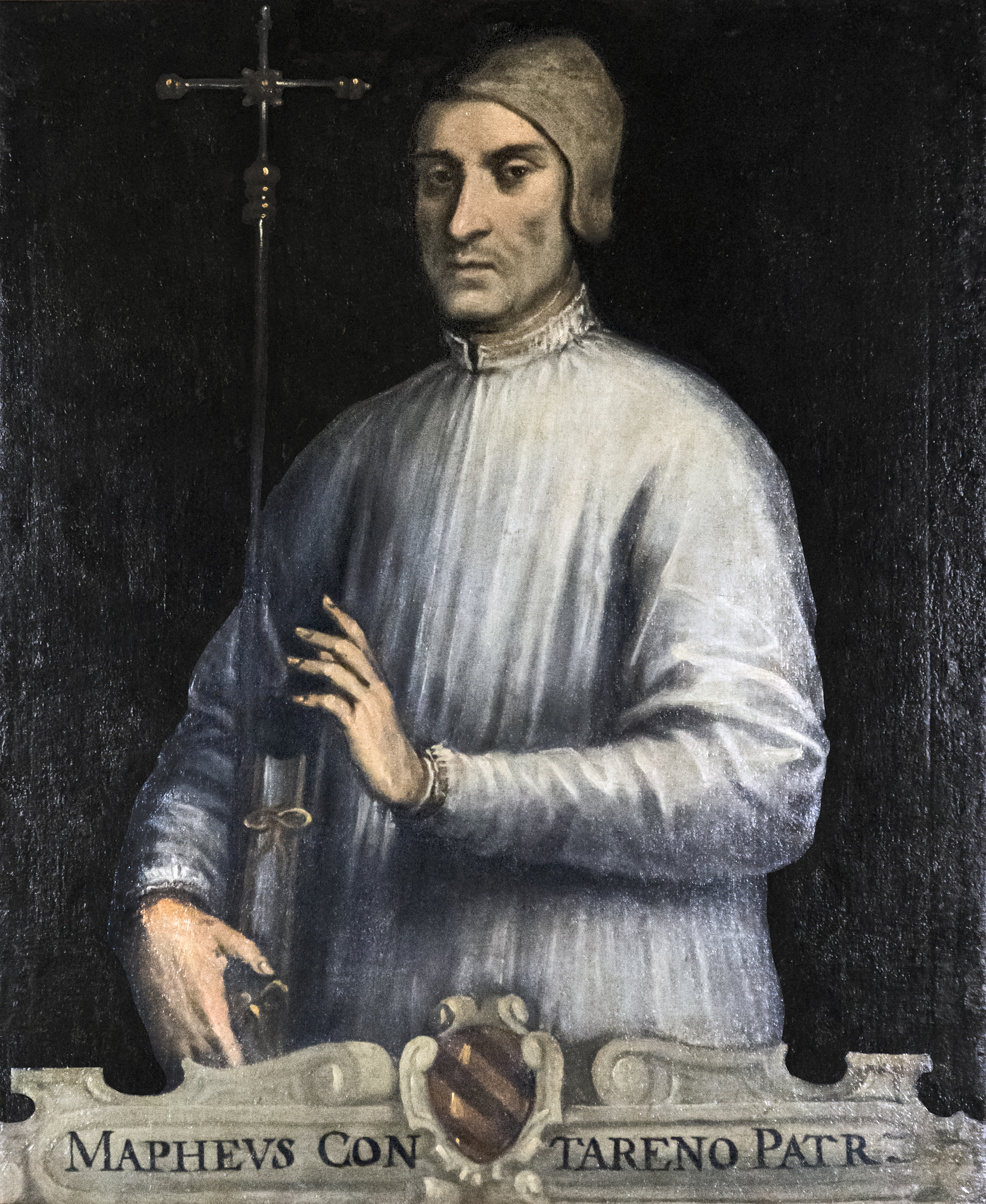
Maffio Contarini.
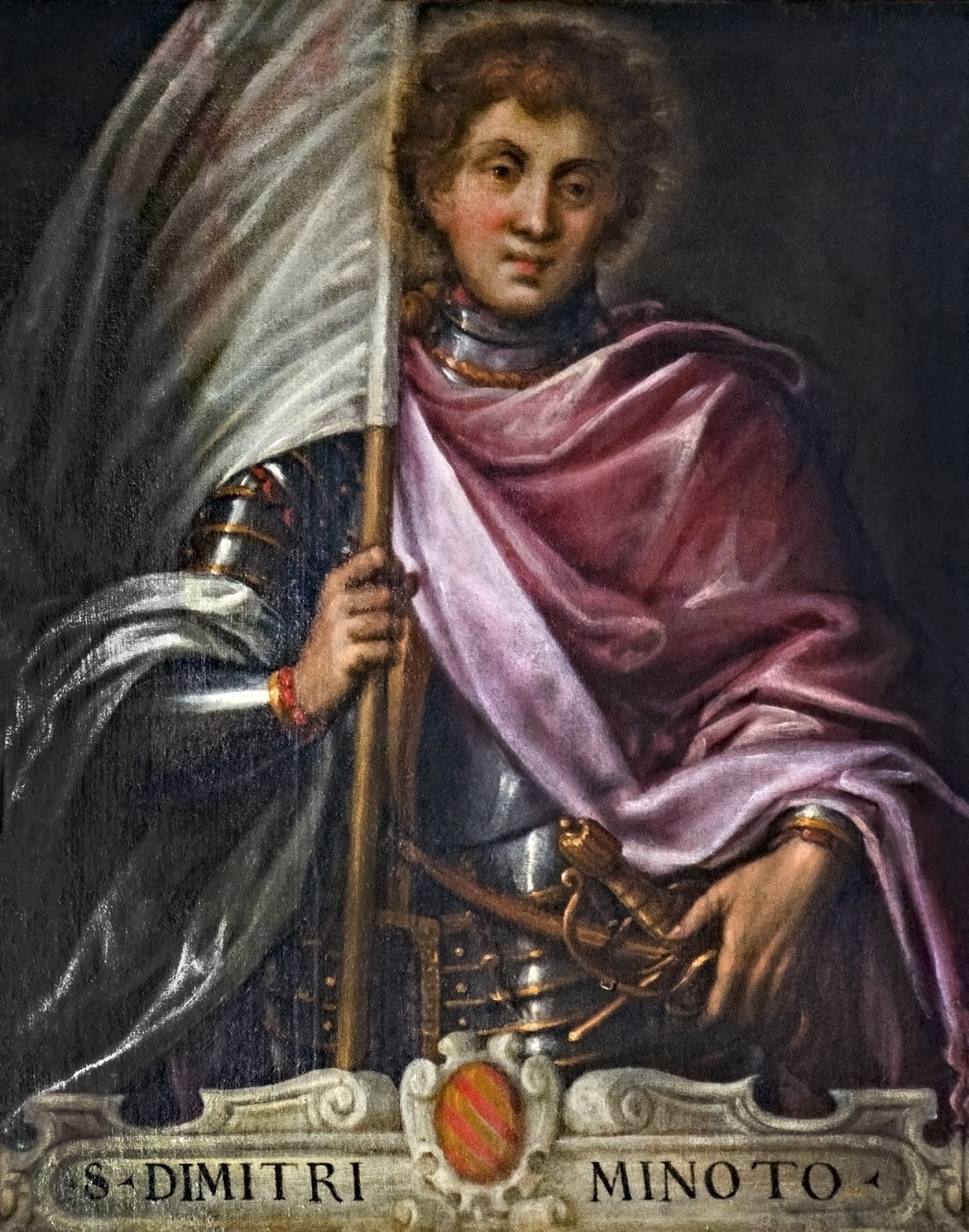
San Demetrio Minotto.

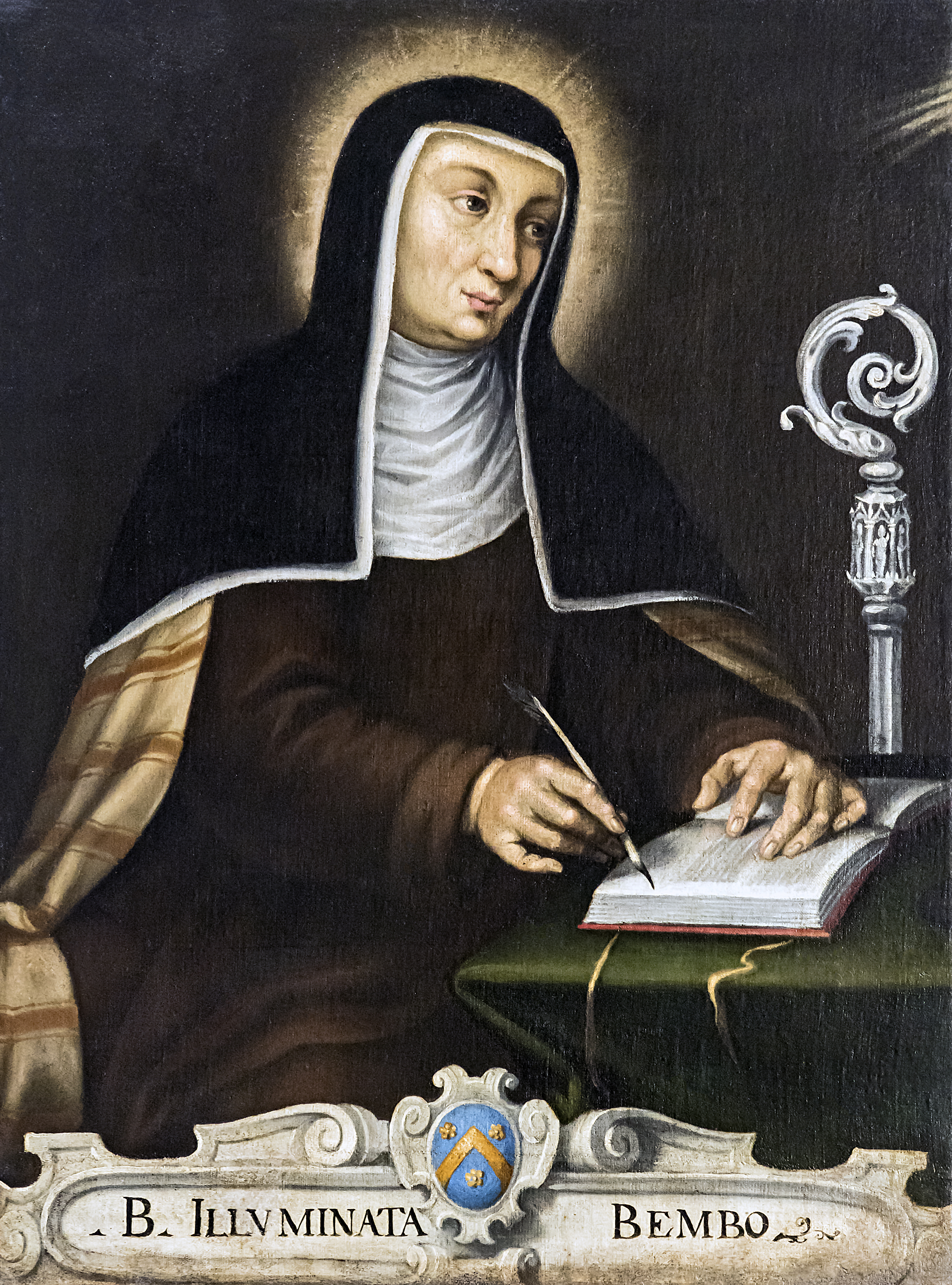
La Bienheureuse Illuminata Bembo.
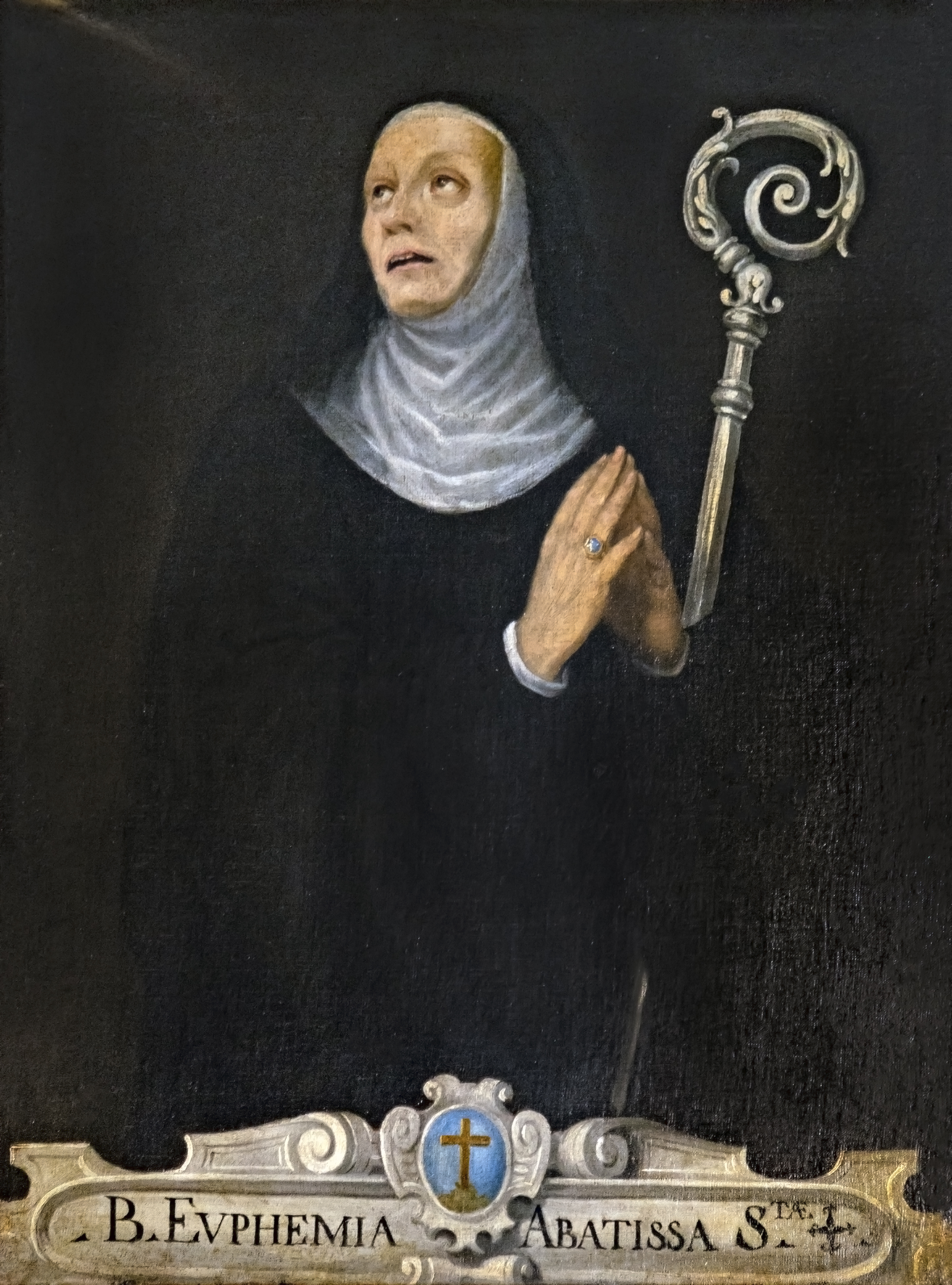
La Bienheureuse Euphemia Giustiniani.

Chapelle absidiale de droite
Appelée chapelle du Tintoretto. Au centre la tombe de Jacopo Robusti dit le Tintoretto. Au mur une huile sur toile de Girolamo da Santacroce représentant saint Jérôme et saint Augustin. Le buste par Napoleone Martinuzzi (1892-1977) du Tintoretto.

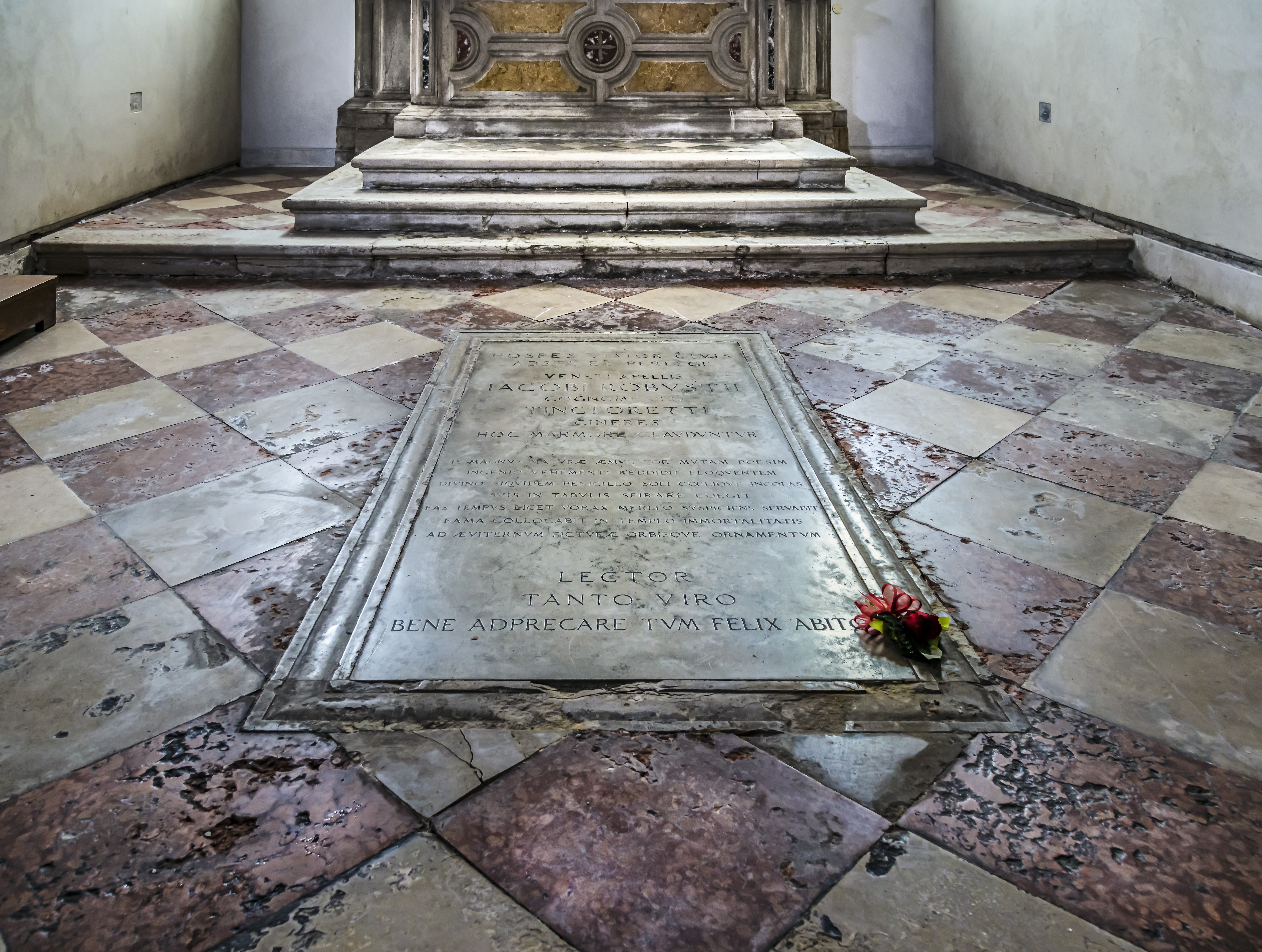
La tombe du Tintoretto.
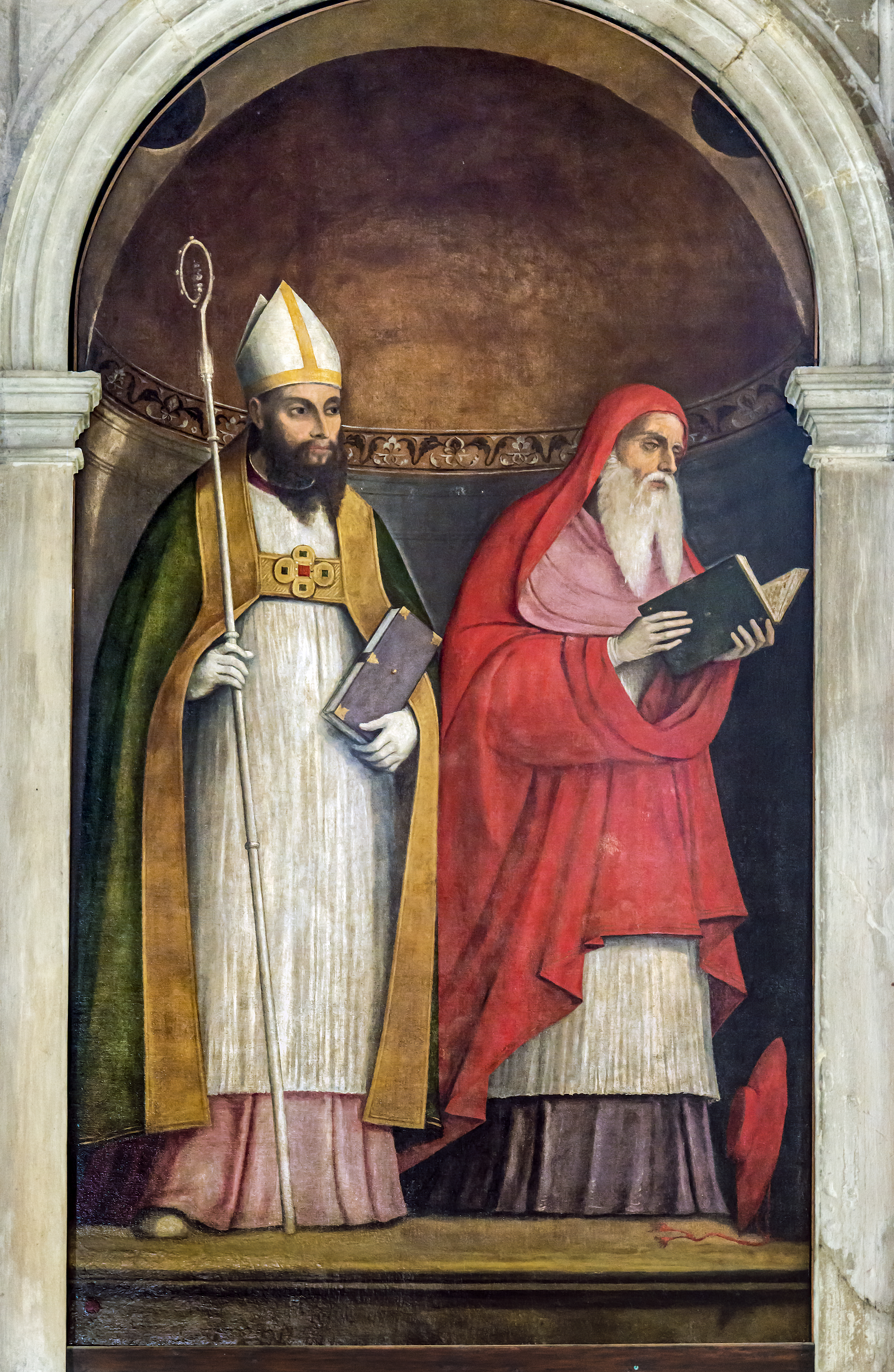
Saint Jérôme et Saint Augustin par Girolamo da Santa Croce.

### Le Chœur
- Les Quatre Vertus cardinales

Côté gauche de l’abside.
Saint Pierre et l'apparition de la croix (1550-1553), Jacopo Tintoretto.
L'Adoration du Veau d'or  (1563)  Jacopo Tintoretto  1 450 × 590 cm
au centre
L'Annonciation, huile sur toile datant de 1590 par Palma il Giovane. Cette toile était initialement dans l'église Santa Maria Nuova de Vicence.
Côté droit de l’abside.
Le Jugement dernier (1560-1562)  Jacopo Tintoretto  1 450 × 590 cm.
La Décapitation de saint paul  Jacopo Tintoretto.

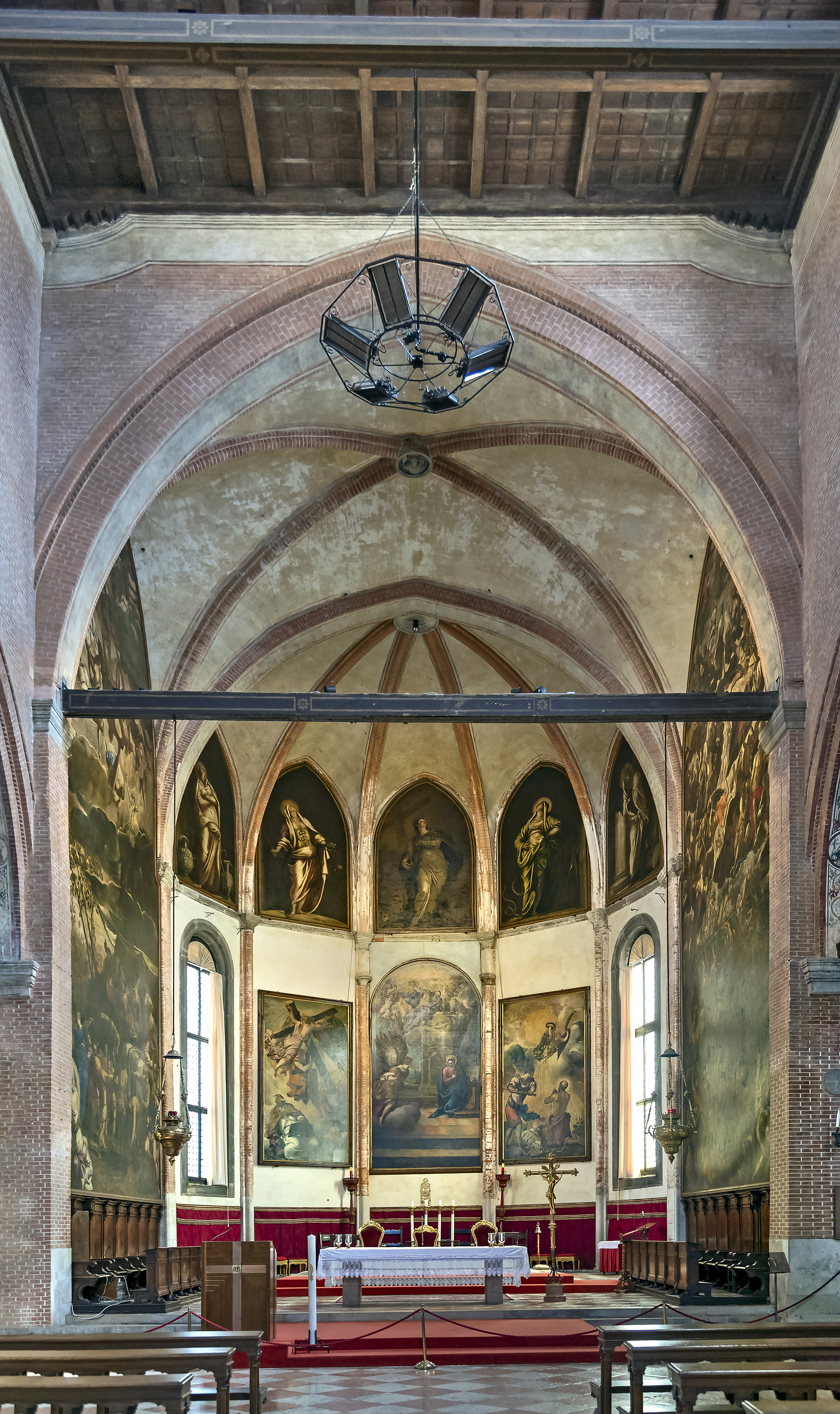
Vue du chœur.
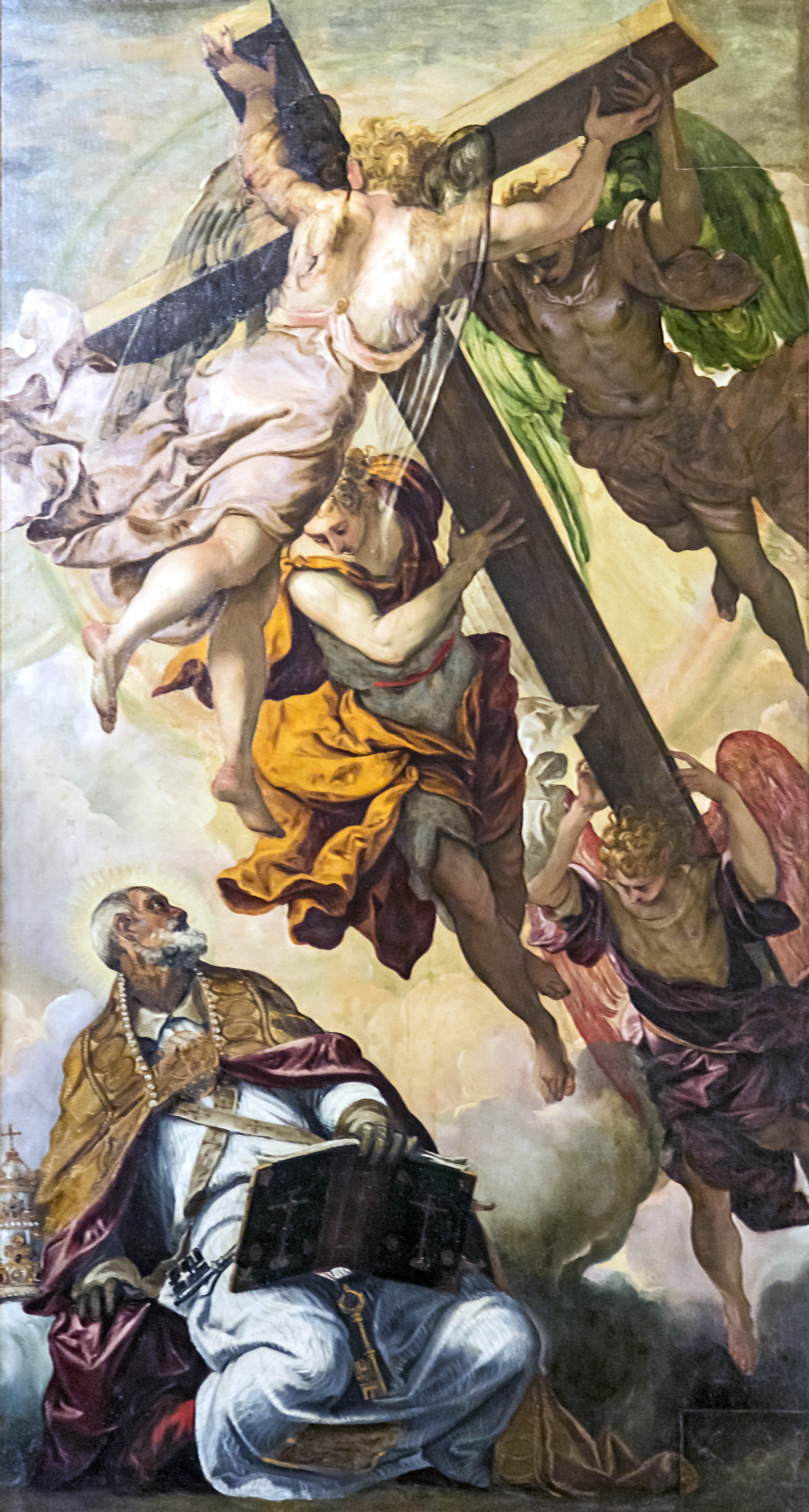
Saint Pierre et l'apparition de la croix Tintoretto.
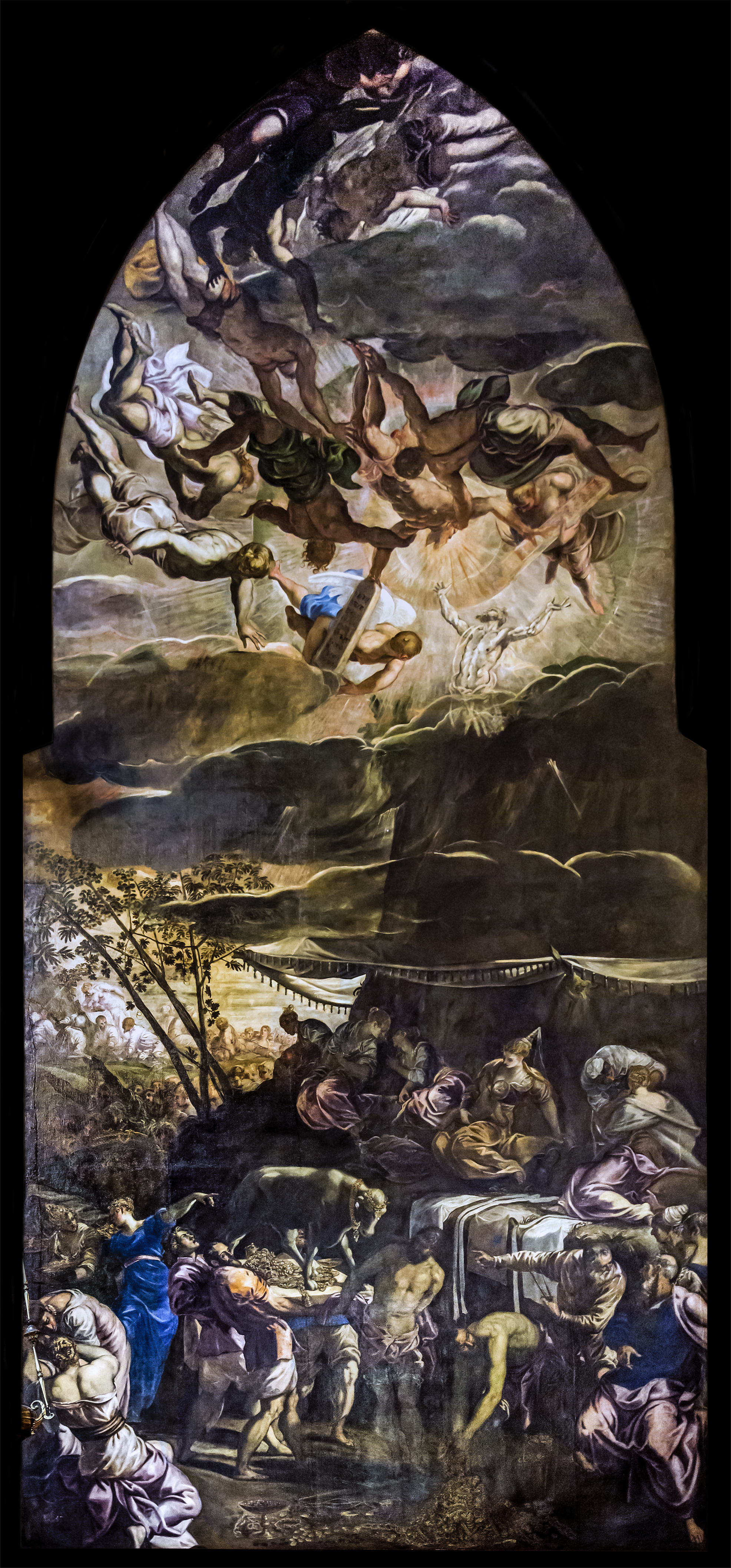
L'Adoration du Veau d'or Tintoretto.
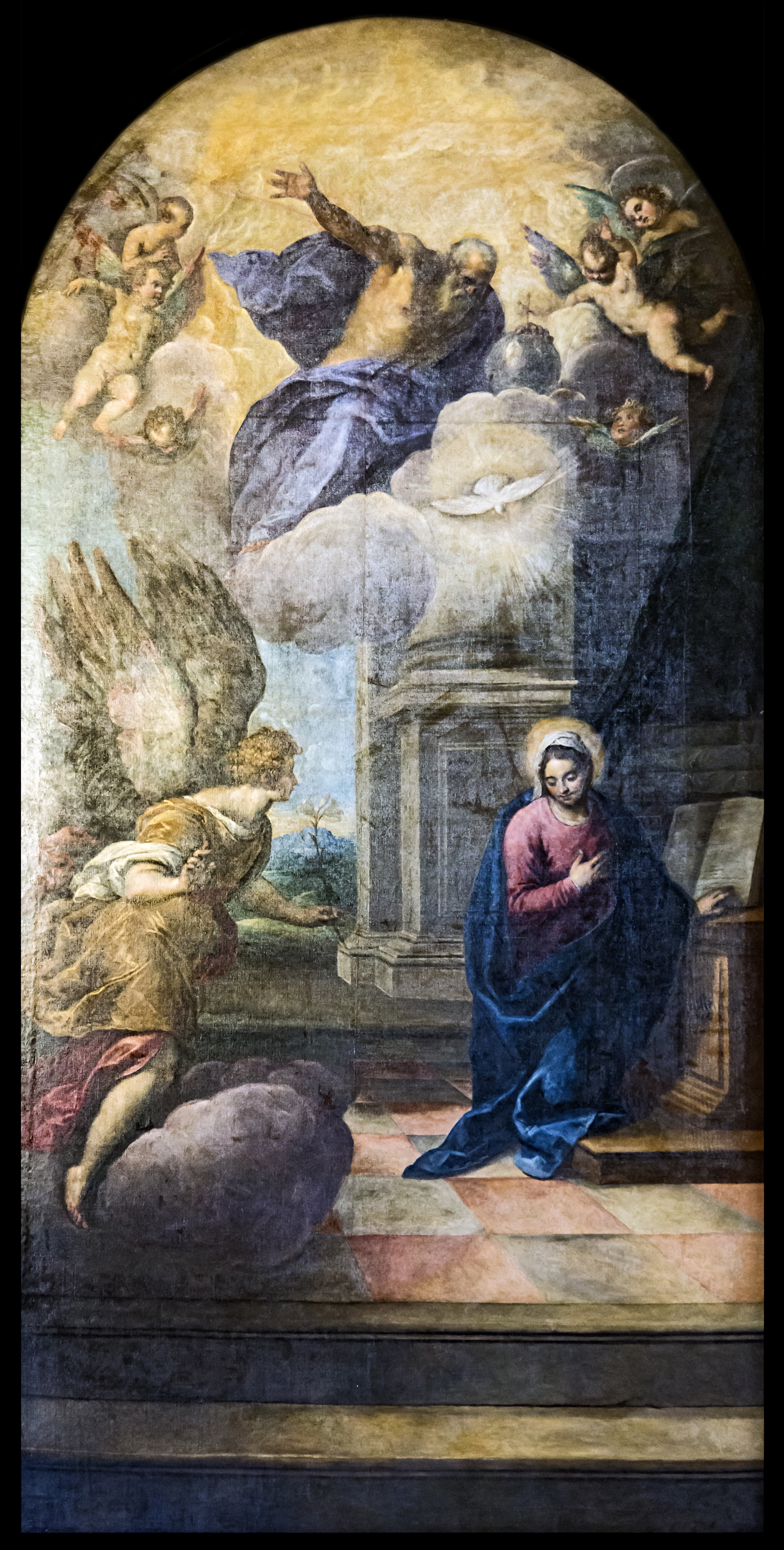
L'Annonciation, Palma il Giovane.
Le Jugement dernier Tintoretto.
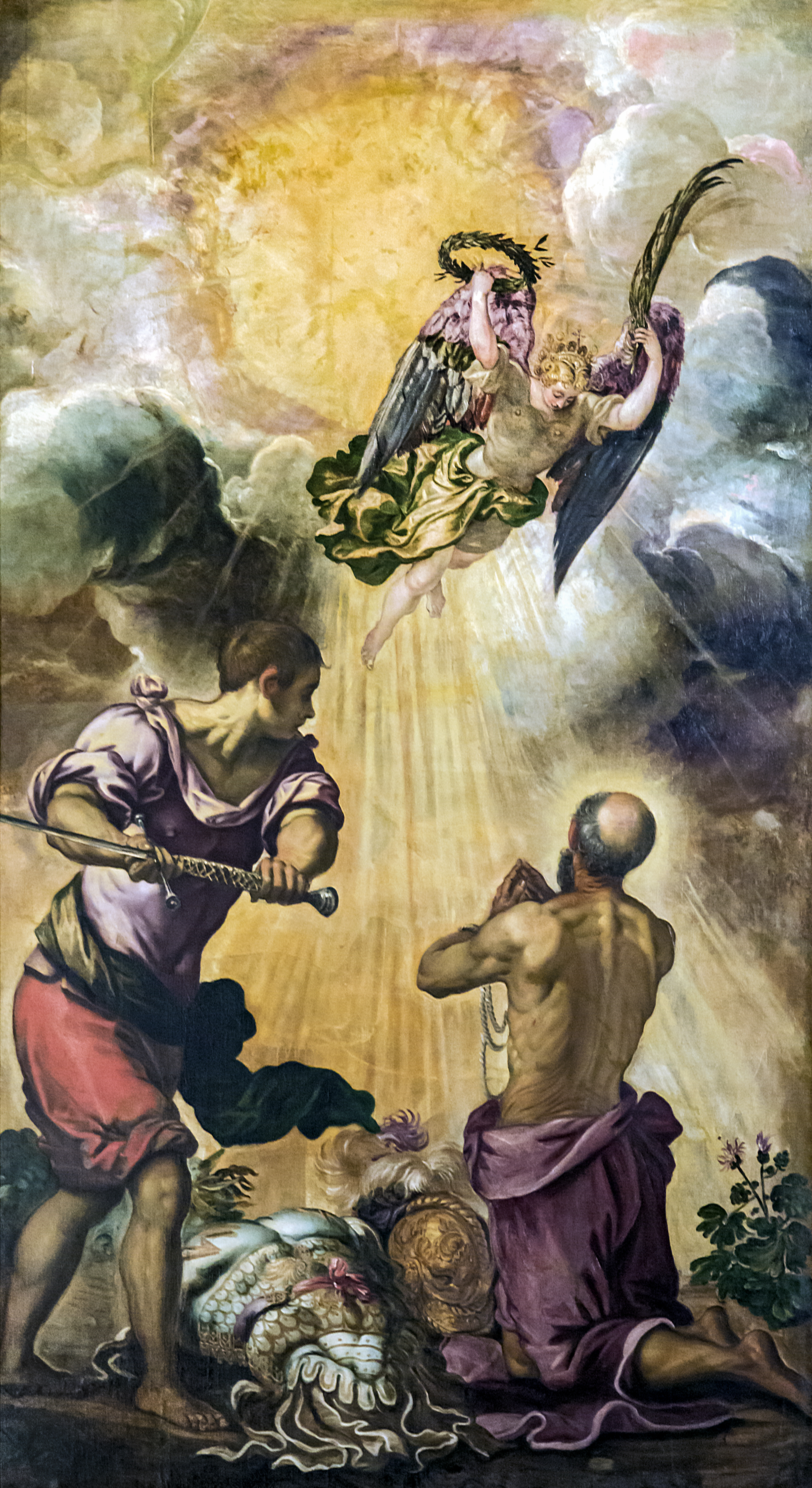
La Décapitation de saint Paul Tintoretto.
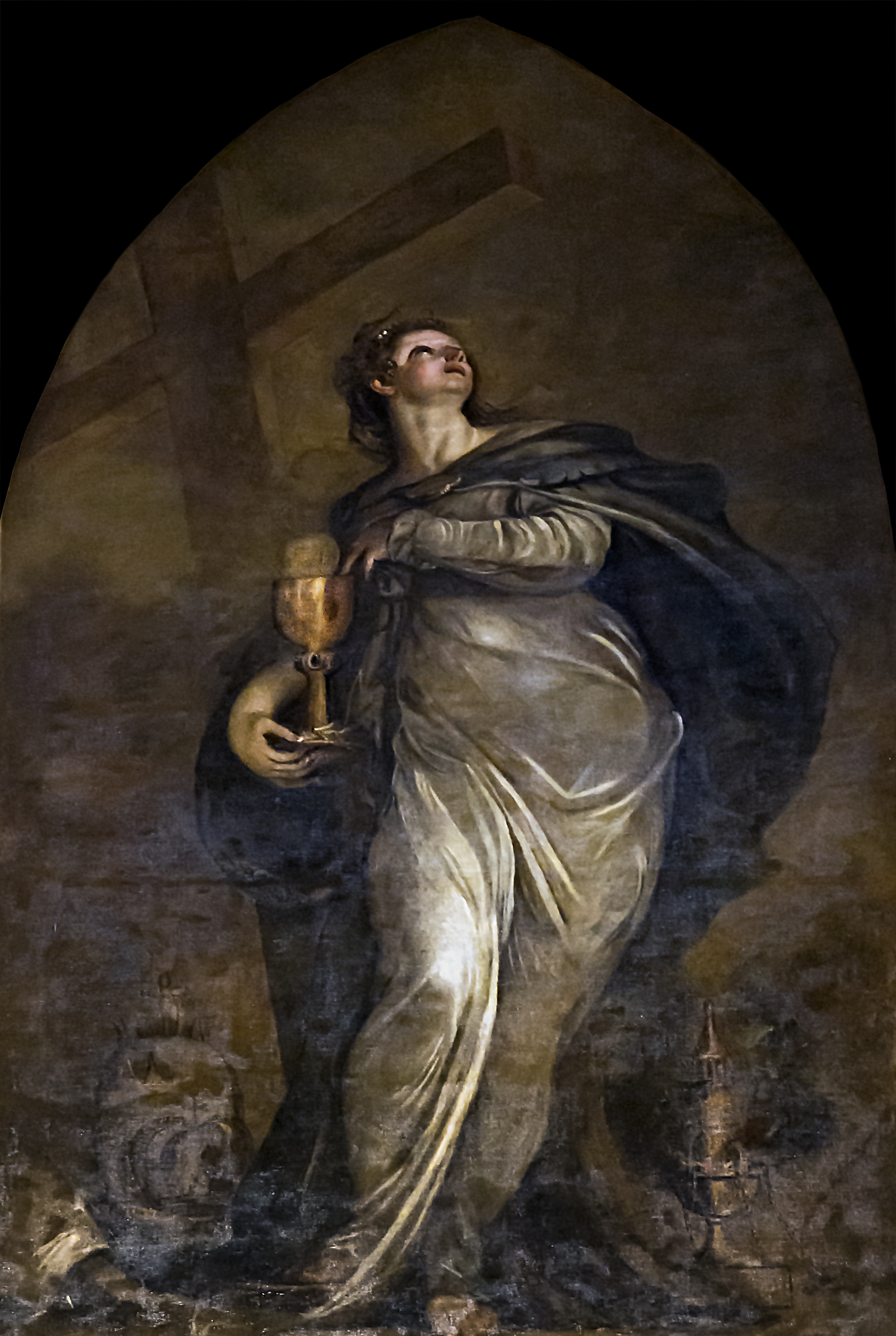
La Foi par Pietro Ricchi.

## Chapelles Absidiales
Le Tintoret est enterré dans la chapelle à droite du chœur.

## Œuvres déplacées
Saint Jean-Baptiste entre saint Pierre, saint Marc, saint Jérôme et saint Paul dit  « retable de saint Jean Baptiste », de Cima da Conegliano, 1491-1492, bois, 305 × 205 cm, est aujourd'hui aux Gallerie dell'Accademia de Venise.